# Cordillera de las Cascadas
La cordillera de las Cascadas (en inglés: Cascade Range o Cascade Mountains) es una gran cadena montañosa frente a la costa del Pacífico de América del Norte, que se extiende desde el sur de la provincia canadiense de la Columbia Británica, a través de los estados de Washington y Oregón hasta llegar al norte de California. Forma parte del grupo de la cadena costera del Pacífico y comprende una parte del arco volcánico de las Cascadas, incluidos los volcanes del monte Rainier, que es el punto más alto de la cadena a una altitud de 4400 m y que domina sobre la metrópoli de Seattle, y el monte Santa Helena que entró en erupción en 1980. Este arco volcánico, aún activo, comenzó su formación hace 36 millones de años como resultado de la subducción de la placa de Juan de Fuca por debajo de la placa Norteamericana. Los riesgos relacionados con el vulcanismo siguen siendo importantes. Todas las erupciones históricas conocidas en los Estados Unidos se han debido a volcanes de la cordillera de las Cascadas. Las dos más recientes fueron la del pico Lassen entre 1914 a 1921 y en 1980 la ya mencionada gran erupción del monte Santa Helena. Otras erupciones menores del monte Santa Helena han ocurrido recientemente en el 2006.
El río Columbia constituye la principal discontinuidad topográfica de la cadena, cruzándola de este a oeste, y su cuenca cubre una gran parte de sus laderas. El relieve orientado Norte-Sur opone un obstáculo a las influencias oceánicas suaves y húmedas del océano Pacífico. Con la altitud, las importantes precipitaciones se traducen en cantidades significativas de nieve, como sucede en el monte Baker, que alimentan el sistema glaciar más grande en los Estados Unidos fuera de Alaska. En la vertiente oriental de la cadena, la lluvia es mucho más baja y el clima es continental con mayores diferencias de temperaturas diarias y estacionales. Esta diferencia se puede ver principalmente en la vegetación compuesta principalmente de coníferas: si el pino de Oregón y la tsuga del Pacífico dominan al oeste de las crestas, el pino ponderosa, el pino torcido y el alerce occidental están mejor adaptados a las tierras secas en el este. La parte septentrional de la cadena, las Cascadas del Norte, más fría y de relieve más alpino modelado por los numerosos glaciares, abriga a la tsuga subalpina, el abeto blanco y el abeto subalpino. La fauna es muy variada pero a veces está amenazada. Para proteger esta biodiversidad y los recursos naturales, la mayor parte de la cadena ha sido protegida, particularmente en el seno de cuatro parques nacionales.
La cadena ha estado poblada desde hace al menos 11 000 años y los amerindios han desarrollado muchos mitos y leyendas sobre los volcanes. Los europeos lo descubrieron a finales del siglo XVIII. Su nombre se originó con la expedición de Lewis y Clark, en 1806, por los rápidos de las Cascadas que ahora están sumergidos en la garganta del Columbia. Muy pronto siguieron más exploraciones y el comercio que enfrentaba a la North West Company y la Hudson's Bay Company se intensificó. Primero se basaba en el comercio de pieles y luego fue reemplazado por el de la madera. Aunque se han hecho infraestructuras para cruzar la cadena, las montañas permanecen en gran medida despobladas. Solo el desarrollo del alpinismo a mediados del siglo XIX y después del esquí en los albores del siglo XX hicieron que las expediciones se sucedieran unas a otras para escalar los picos más altos. En el siglo XXI, el carácter salvaje de las cadena de las Cascadas le confiere un importante atractivo turístico.
La pequeña parte que se encuentra en la Columbia Británica es llamada Cascadas canadiense o montañas de las Cascadas; este último término a veces es también utilizado por los residentes de Washington para referirse a la sección de Washington de las Cascadas, aunque usan además Cascadas del Norte, el nombre más común, como por ejemplo en el parque nacional de las Cascadas del Norte.

## Toponimia

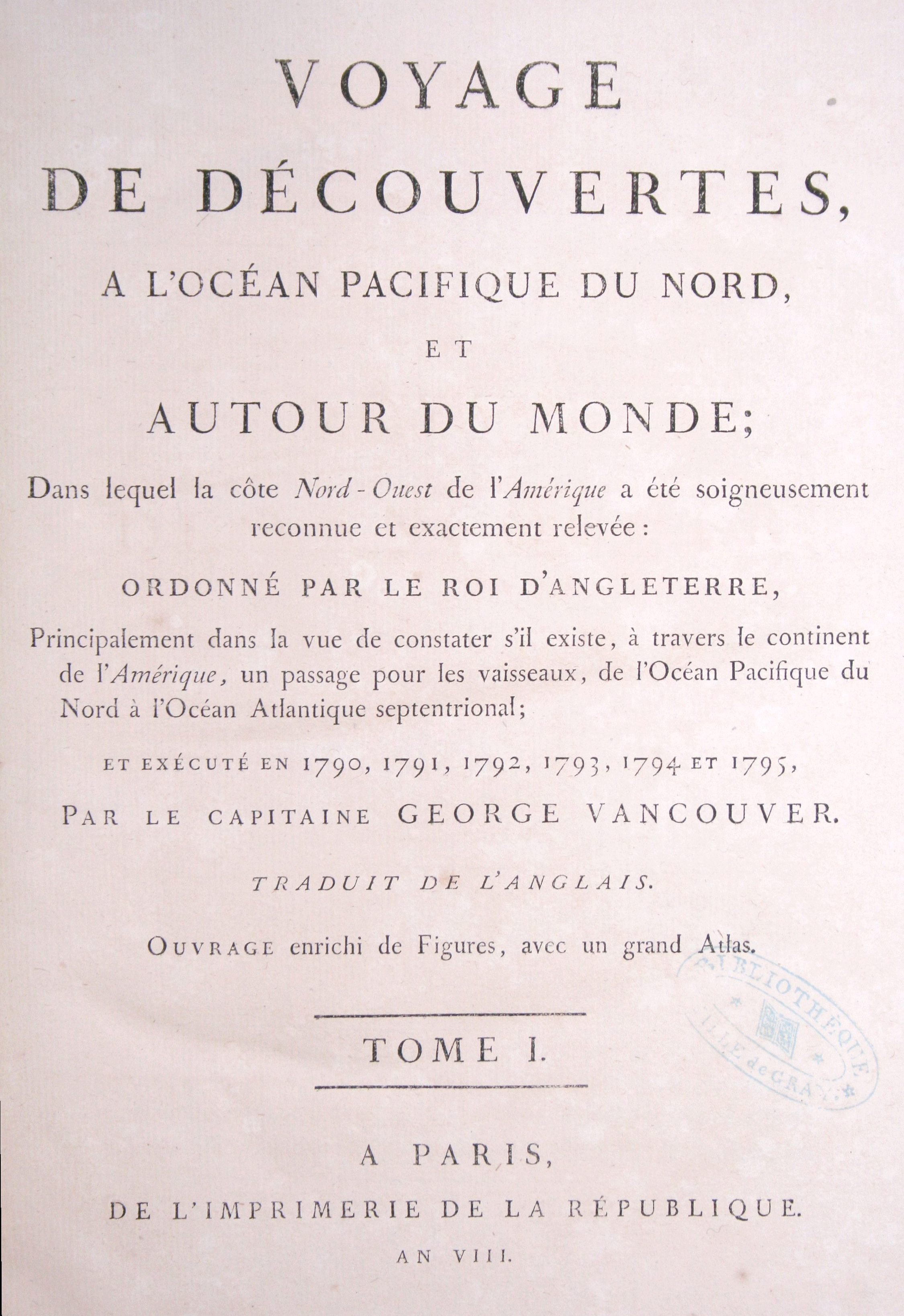
Portada de Voyage de découvertes à l'océan Pacifique du Nord et autour du monde de George Vancouver (ejemplar de la biblioteca patrimonial de Gray).

El navegante británico George Vancouver cuando se adentró en el verano de 1792 en el Puget Sound nombró una primera serie de cumbres, que bautizó con nombres en inglés. Así, el monte Baker honra a su tercer teniente; el monte St. Helens, al diplomático Alleyne Fitzherbert 1.er barón de St Helens; el monte Hood, al almirante de la Royal Navy Samuel Hood; y el punto culminante, el monte Rainier, al almirante Peter Rainier. Extrañamente, la expedición de Vancouver se fue sin nombrar a la cadena a la que pertenecían esas cumbres.

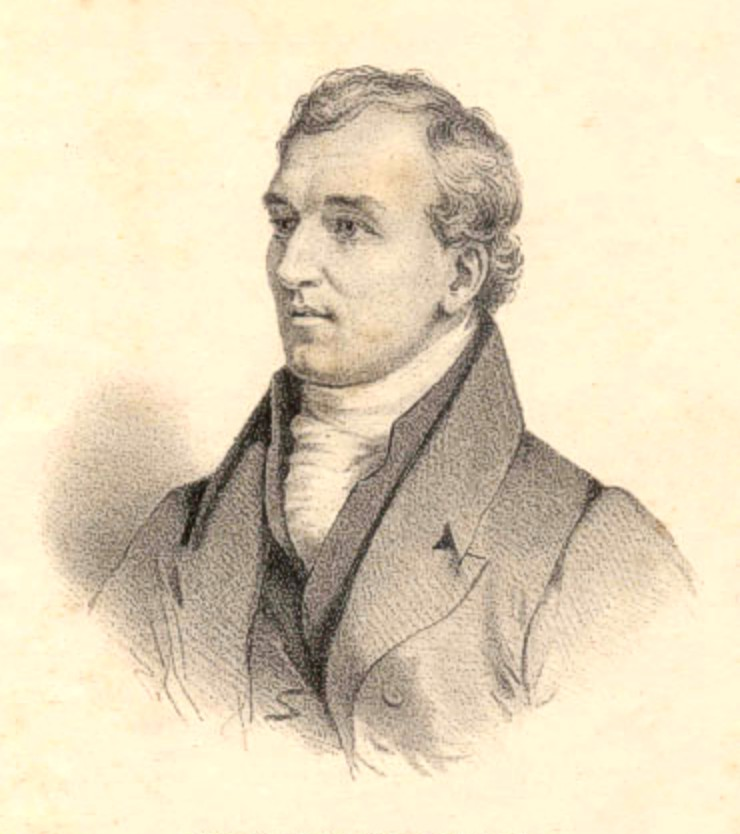
Retrato de David Douglas que nombra de facto la cordillera de las Cascadas por primera vez.

En 1806, la expedición de Lewis y Clark —y luego los colonos y los comerciantes que la siguieron— enfrentaba el último obstáculo encontrado en el camino hacia el océano Pacífico, los rápidos de las Cascadas, cuyo sitio ahora está sumergido bajo el embalse de la presa Bonneville, en la garganta del Columbia. Fue por eso por lo que los picos nevados circundantes se conocieron como «montañas más allá de las cascadas» y luego simplemente por The Cascades. Pero esos nombres, Cascade Range y Cascade Mountains solo aparecerán por primera vez en el diario de viaje (1823-1827) del botánico escocés David Douglas. En su viaje de regreso, los miembros de la Expedición Lewis y Clark observaron a lo lejos una cumbre nevada, que nombraron en memoria de su patrocinador, el presidente Thomas Jefferson
En la década de 1830, Hall J. Kelley propuso renombrar la cadena como Presidents’ Range o Presidential Range, según las fuentes, y asignar a cada volcán el nombre de un presidente de los Estados Unidos. La idea fue rechazada, con la excepción de monte Adams, nombre que estaba destinado al monte Hood a fin de que honrase a John Adams y que recayó erróneamente recayó en un volcán todavía anónimo.

## Geografía

### Situación

Vista panorámica a unas decenas de metros de la cumbre del pico Goat

La cordillera de las Cascadas es una cadena montañosa que se extiende a lo largo de la Costa Oeste de los Estados Unidos, a una distancia media de 200 km del océano Pacífico, desde el sur de la provincia de la Columbia Británica en Canadá hasta el norte de California, en Estados Unidos, pasando por los Estados de Oregón y Washington. Está limitada, al norte, por el río Thompson antes de su confluencia con el río Fraser y, al sur, por el lago Almanor. Forma parte de la cadena costera del Pacífico y se prolonga al norte por las montañas Costeras y al sur por la Sierra Nevada. Más allá de la meseta del Columbia, al este, a lo largo del mismo eje norte/sur se elevan las Montañas Rocosas. Su única frontera marítima se encuentra al nivel del Puget Sound, en el noroeste del estado de Washington.

### Topografía

#### Geomorfología

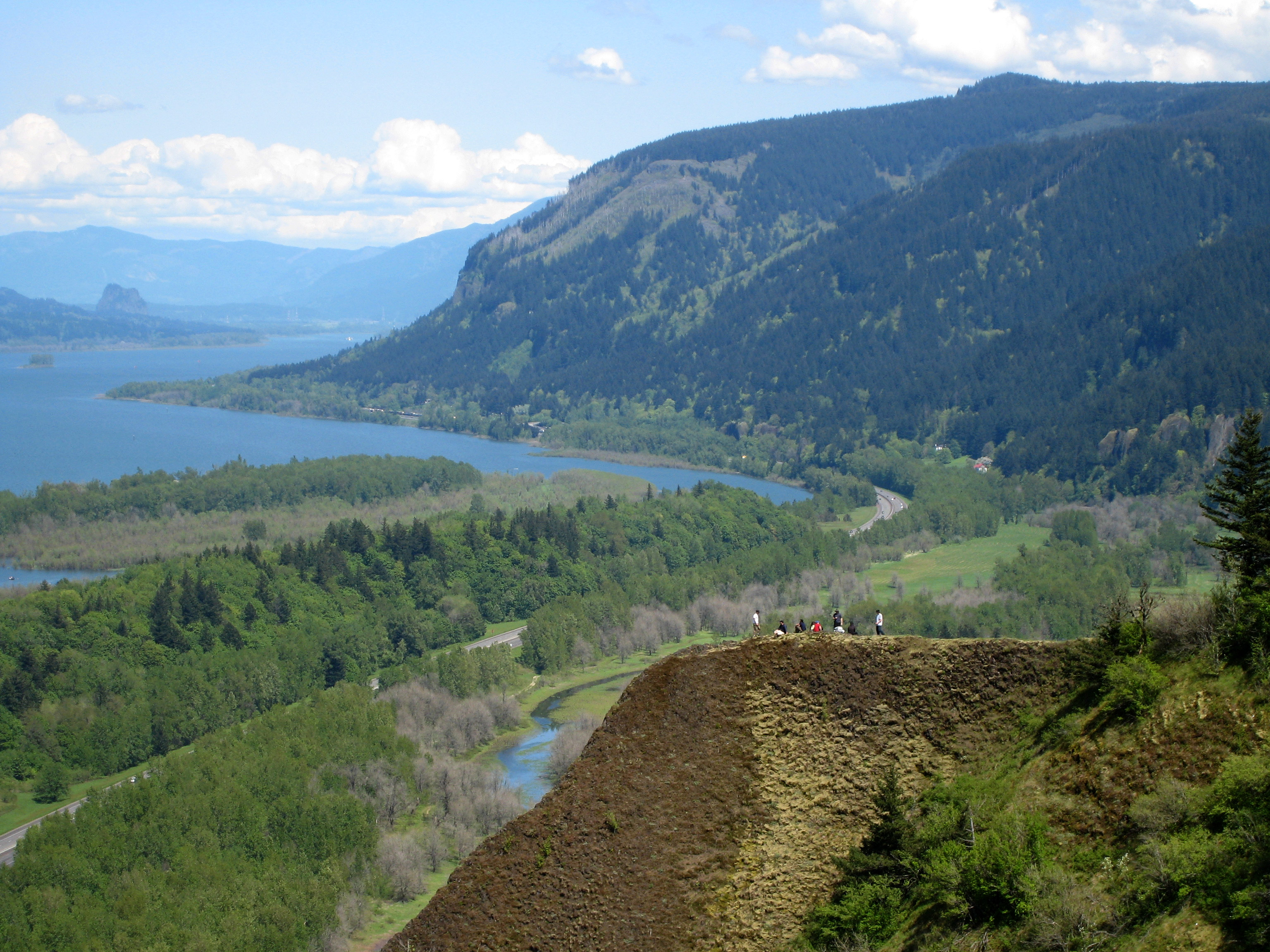
Vista de la garganta del Columbia en dirección este.

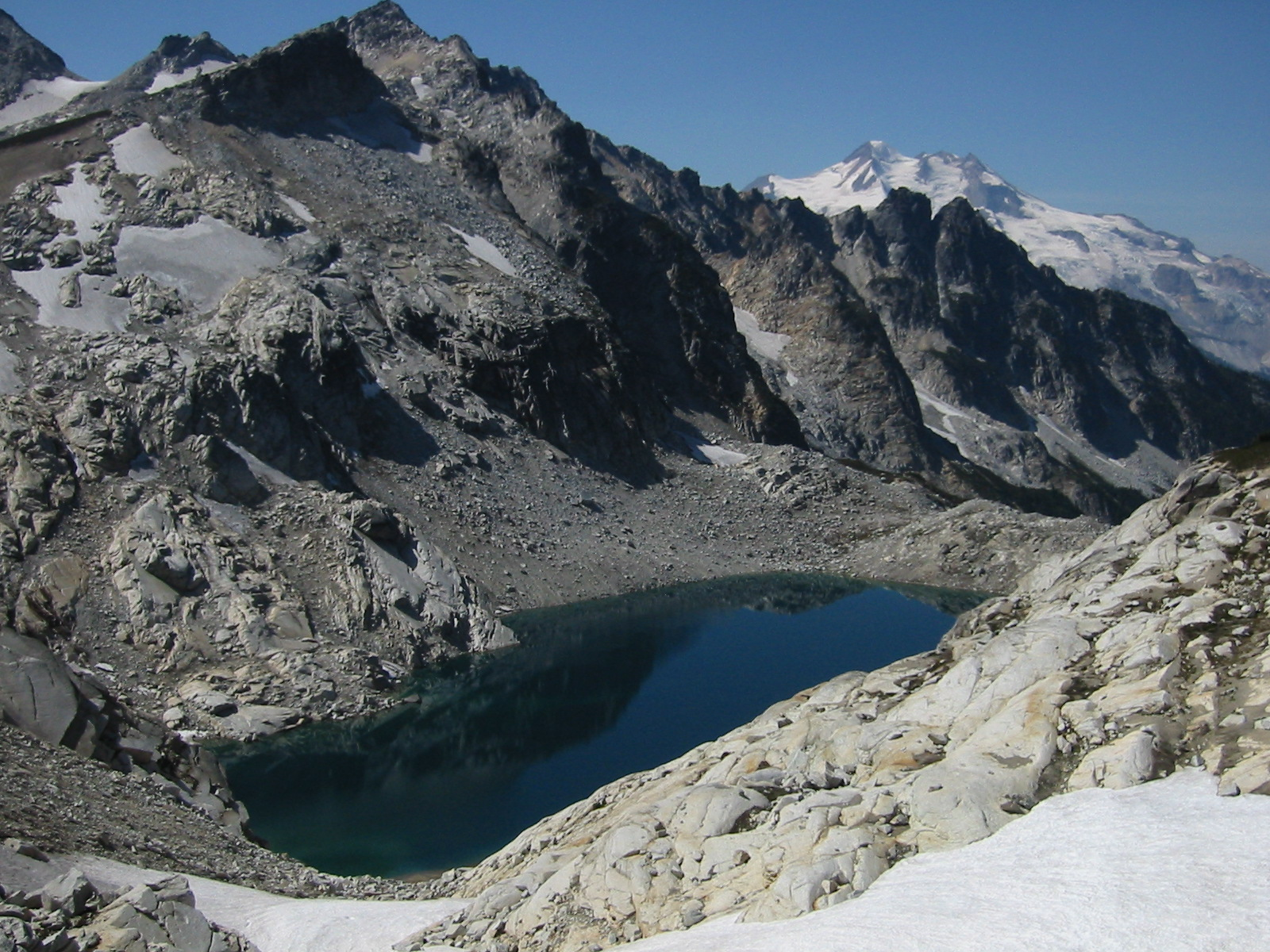
Vista sobre el lago glaciar de Triad Lake en las North Cascades con, al fondo a la derecha, el pico Glacier.

El relieve de las montañas de las Cascadas escinde la región en dos zonas geográficas distintas: al este, el Eastern Washington, donde se extienden altas mesetas áridas formadas hace 16 millones de años por gigantescas coladas de lavas en la que el río Columbia y sus principales afluentes, los ríos Snake, Yakima y Okanagan, han tallado impresionantes cañones; al oeste, la cordillera domina la llanura depresiva del Puget Sound y las cadenas costeras de Oregón y las montañas Olímpicas.
La garganta del Columbia es la principal discontinuidad topográfica en la cordillera de las Cascadas. En el momento del levantamiento que comenzó hace siete millones de años, en el Plioceno, el río Columbia drenaba la meseta de baja altitud del mismo nombre. A medida que la cadena se elevaba, el río logró seguir su curso y tallar profundas gargantas.
Los volcanes más altos de la cadena, dominados por el monte Rainier con 4400 m, se llaman High Cascades (literalmente, 'Cascadas Altas'). No es raro que se eleven dos veces más altos que el terreno montañoso que los rodea y, desde su cumbre, a veces se extiende un panorama a más de 100 o incluso 150 km. Más de 120 conos volcánicos se elevan más al sur del río Columbia. Si bien once cumbres exceden la altitud simbólica de los 10 000 pies (3048 m) —y solo dos de ellas superan los 14 000 pies o 4000 m—, su altura parece impresionante en comparación con sus muchas homólogas en las Montañas Rocosas porque la mayoría son perfectamente visibles desde la costa o en sus alrededores. En Oregón, las tierras más antiguas, al oeste de la cordillera, se llaman Western Cascades [Cascadas Occidentales]; se asocian a un vulcanismo más antiguo que las High Cascades.
La parte septentrional, al norte del paso Snoqualmie, a caballo sobre la frontera entre Canadá y Estados Unidos, > al norte de esta línea, compone las North Cascades [Cascadas del Norte], llamadas oficialmente Canadians Cascades o Cascade Mountains. Los volcanes son allí más raros y los picos piramidales son más imponentes, por lo que el relieve se compara a veces con el de los Alpes europeos. Son considerablemente menos accesibles y más salvajes, con valles más encajados que en las Cascadas Altas, de aristas afiladas, circos y lagos glaciares, y muchas morrenas.

#### Subdivisiones
La cadena de las Cascadas se divide en grupos y en macizos:

Mapa de las subdivisiones de la cadena de las Cascadas.

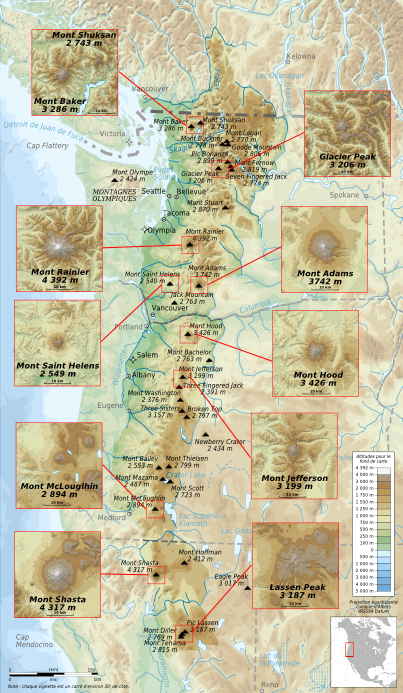
Algunos volcanes mayores de la cadena

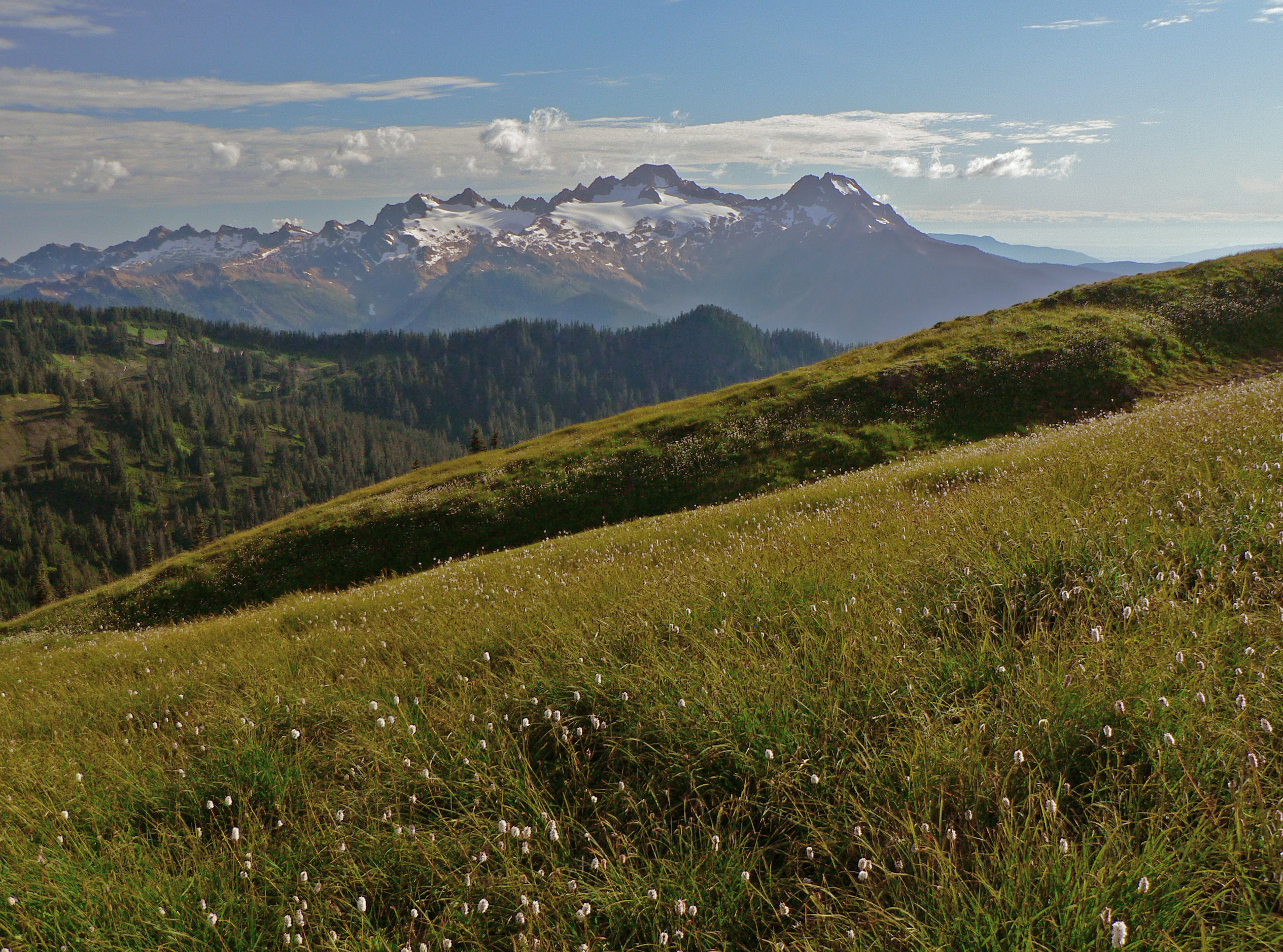
Vista sobre las Twin Sisters en las North Cascades.

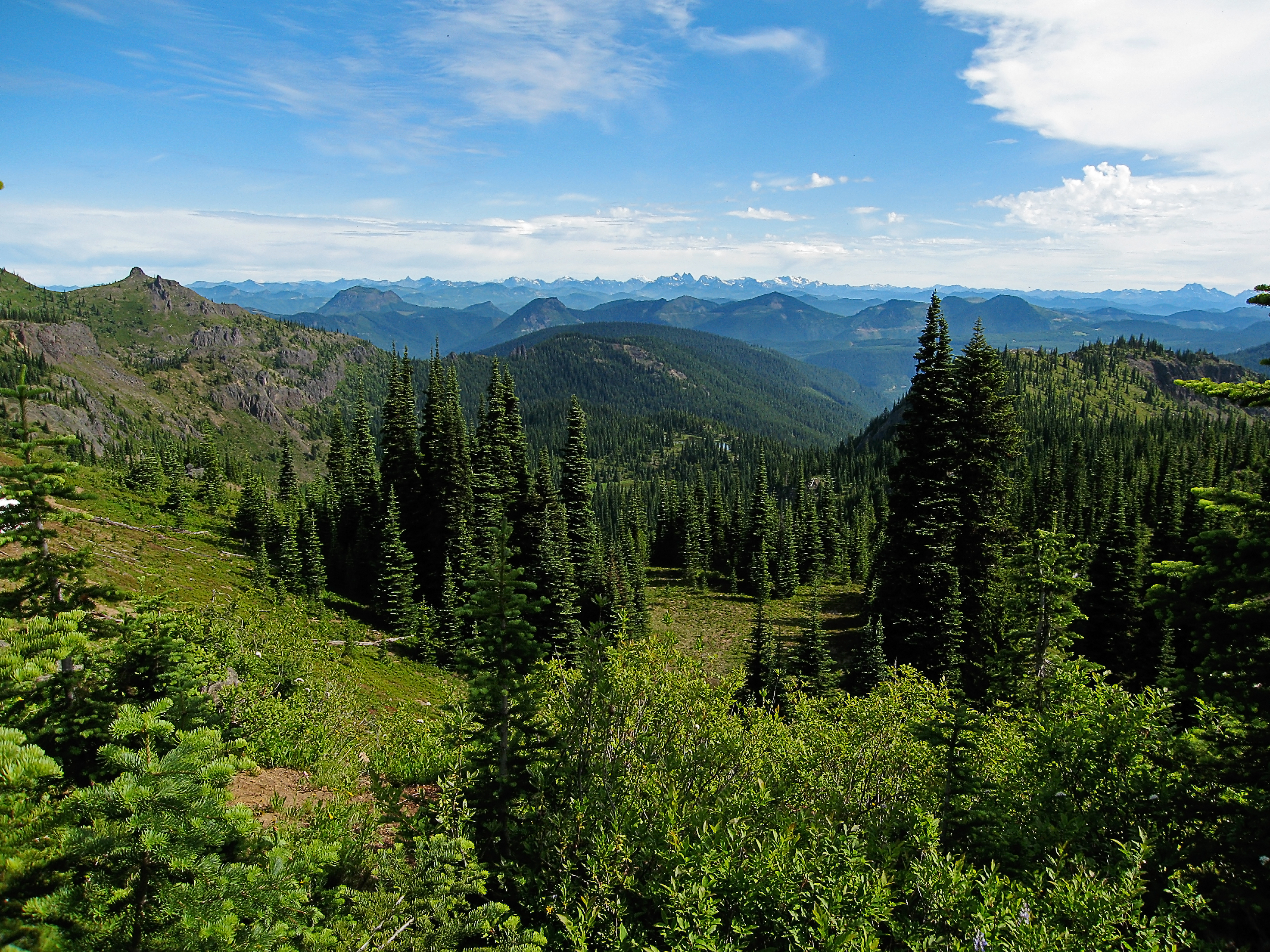
Vista desde las South Washington Cascades en dirección del paso Snoqualmie (montañas en segundo plano) y las North Cascades (fondo).

| Subdivisión de nivel 1                                        | Mapa | Subdivisión de nivel 2                                           | Subdivisión de nivel 3 | Punto culminante       | Altitud |
| Cascadas del Norte (North Cascades)                           | A1   | Cordillera del extremo norte de las Cascadas                     | Meseta Nicoamen, zona de Stoyoma-Lytton, Grupo del río Anderson, zona del monte Thynne, montes Hope del Norte | Stoyoma Mountain       | 2267 m  |
| Cascadas del Norte (North Cascades)                           | A2   | Cordillera Skagit                                                | Cordillera Cheam, montes Hope del Sur, montes Hope, cordilleras frontales, Grupo de Custer-Chilliwack, Twin Sisters y piedemontes, macizo Baker-Shuksan, zona de Bacon-Blum-Triumph, Cordillera Picket                             | Monte Baker            | 3285 m  |
| Cascadas del Norte (North Cascades)                           | A3   | Cordillera Hozameen                                              | Cordillera Bedded, Arista Manson, cordillera Hozameen central, cordillera Hozameen meridional | Jack Mountain          | 2763 m  |
| Cascadas del Norte (North Cascades)                           | A4   | Cordillera Okanagan                                              | Cordillera Okanagan du Nord, Nord du col Washington, zona central de Pasayten, cordillera Cathedral, Snowy-Windy-Chopaka, cordillera Tiffany, zone d'Aeneas-Palmer, zona de Loup Loup                                              | Monte Lago             | 2665 m  |
| Cascadas del Norte (North Cascades)                           | A5   | Zona de Mountain Loop                                            | Montes Cultus, Round-Gee-Deer, zona de White Chuck, Three Fingers-Whitehorse, Inner Mountain Loop, zona de Pilchuck, Arista Ragged, zona de Monte Cristo                                                                           | Pico Sloan             | 2388 m  |
| Cascadas del Norte (North Cascades)                           | A6   | North Cascades centrales                                         | Arista Ragged, zona de Goode-Logan-Black, macizo Eldorado, macizo Buckner-Boston, zona de Buckindy-Snowking, cresta Ptarmigan, macizo Bonanza                                                                                      | Pico Bonanza           | 2899 m  |
| Cascadas del Norte (North Cascades)                           | A7   | Montes Methow                                                    | Sur del Paso Washington, cordillera Gardner, montes Methow del Norte, Arista Sawtooth, montes Methow del Sur | North Gardner Mountain | 2730 m  |
| Cascadas del Norte (North Cascades)                           | A8   | Zona del pico Glacier-Norte del paso Stevens                     | Macizo del pico Glacier, Pugh-Black, cordillera Dakobed, Arista Chiwawa, montes White, Arista Wenatchee, Wild Sky, Arista Nason | Pico Glacier           | 3213 m  |
| Cascadas del Norte (North Cascades)                           | A9   | Montes Entiat                                                    | Montes Entiat del Norte, montes Entiat del Sur | Monte Fernow           | 2819 m  |
| Cascadas del Norte (North Cascades)                           | A10  | Montes Chelan                                                    | Montes Chelan del Norte, montes Chelan del Sur | Pico Cardinal          | 2618 m  |
| Cascadas de Washington Meridional (South Washington Cascades) | B1   | Zona de los Lagos alpinos                                        | Zona de Seattle-Everett, zona Index-Tolt, North-Middle Forks Snoqualmie, Norte del Paso Snoqualmie, zona del monte Daniel, Chikamin-Keechelus, arista Kachess                                                                      | Monte Daniel           | 2426 m  |
| Cascadas de Washington Meridional (South Washington Cascades) | B2   | Montes Wenatchee                                                 | Montes Chiwaukum, montes Wenatchee del Norte, cordillera Stuart, zona Teanaway, aristas Mission-Naneum | Monte Stuart           | 2870 m  |
| Cascadas de Washington Meridional (South Washington Cascades) | B3   | Cresta de la South Cascade                                       | Highline-West Seattle, Alpes de Issaquah, cedar River-Sud del paso Snoqualmie, Huckleberry-Grass, cresta de las Cascadas Meridionales centrales, Aristas West Manashtash-Umtanum, zona del monte Aix                               | Monte Aix              | 2367 m  |
| Cascadas de Washington Meridional (South Washington Cascades) | B4   | Zona del monte Rainier                                           | Piedemontes septentrionales del monte Rainier, montes Sourdough, Piedemontes occidentales del mont Rainier, mazico del mont Rainier, piedemontes orientales del monte Rainier, zona Suroeste del monte Rainier, cordillera Tatoosh | Monte Rainier          | 4400 m  |
| Cascadas de Washington Meridional (South Washington Cascades) | B5   | Goat Rocks                                                       | Goat Rocks | Pico Gilbert           | 2494 m  |
| Cascadas de Washington Meridional (South Washington Cascades) | B6   | Zona del monte Saint Helens                                      | Zona del monte Saint Helens | Monte Saint Helens     | 2549 m  |
| Cascadas de Washington Meridional (South Washington Cascades) | B7   | Zona del monte Adams                                             | Zona del monte Adams | Monte Adams            | 3742 m  |
| Cascadas de Washington Meridional (South Washington Cascades) | B9   | Norte de la garganta del Columbia                                | Norte de la garganta del Columbia | Lemei Rock             | 1806 m  |
| Cascadas de Oregón (Oregon Cascades)                          | C1   | Zona del monte Hood                                              | Zona del monte Hood | Monte Hood             | 3426 m  |
| Cascadas de Oregón (Oregon Cascades)                          | C2   | Zona del monte Jefferson                                         | Zona del monte Jefferson | Monte Jefferson        | 3199 m  |
| Cascadas de Oregón (Oregon Cascades)                          | C3   | Zona del paso Santiam                                            | Zona del paso Santiam | Three Fingered Jack    | 2390 m  |
| Cascadas de Oregón (Oregon Cascades)                          | C4   | Zona de las Sisters                                              | Zona de las Sisters | South Sister           | 3157 m  |
| Cascadas de Oregón (Oregon Cascades)                          | C5   | Zona del paso Willamette                                         | Zona del paso Willamette | Pic Diamond            | 2665 m  |
| Cascadas de Oregón (Oregon Cascades)                          | C6   | Zona del lago del Cráter                                         | Zona del lago del Cráter | Monte Thielsen         | 2799 m  |
| Cascadas de Oregón (Oregon Cascades)                          | C7   | Oregon Cascades del Sur                                          | Oregon Cascades del Sur | Monte McLoughlin       | 2894 m  |
| Cascadas de California (California Cascades)                  | D1   | Zona del monte Shasta                                            | Zona del monte Shasta | Monte Shasta           | 4317 m  |
| Cascadas de California (California Cascades)                  | D2   | Cascadas de California centrales (California Cascades centrales) | Cascadas de California centrales (California Cascades centrales) | Pico Crater            | 2647 m  |
| Cascadas de California (California Cascades)                  | D2   | Zona del pico Lassen                                             | Zona del pico Lassen | Pico Lassen            | 3187 m  |

#### Volcanes y cumbres principales

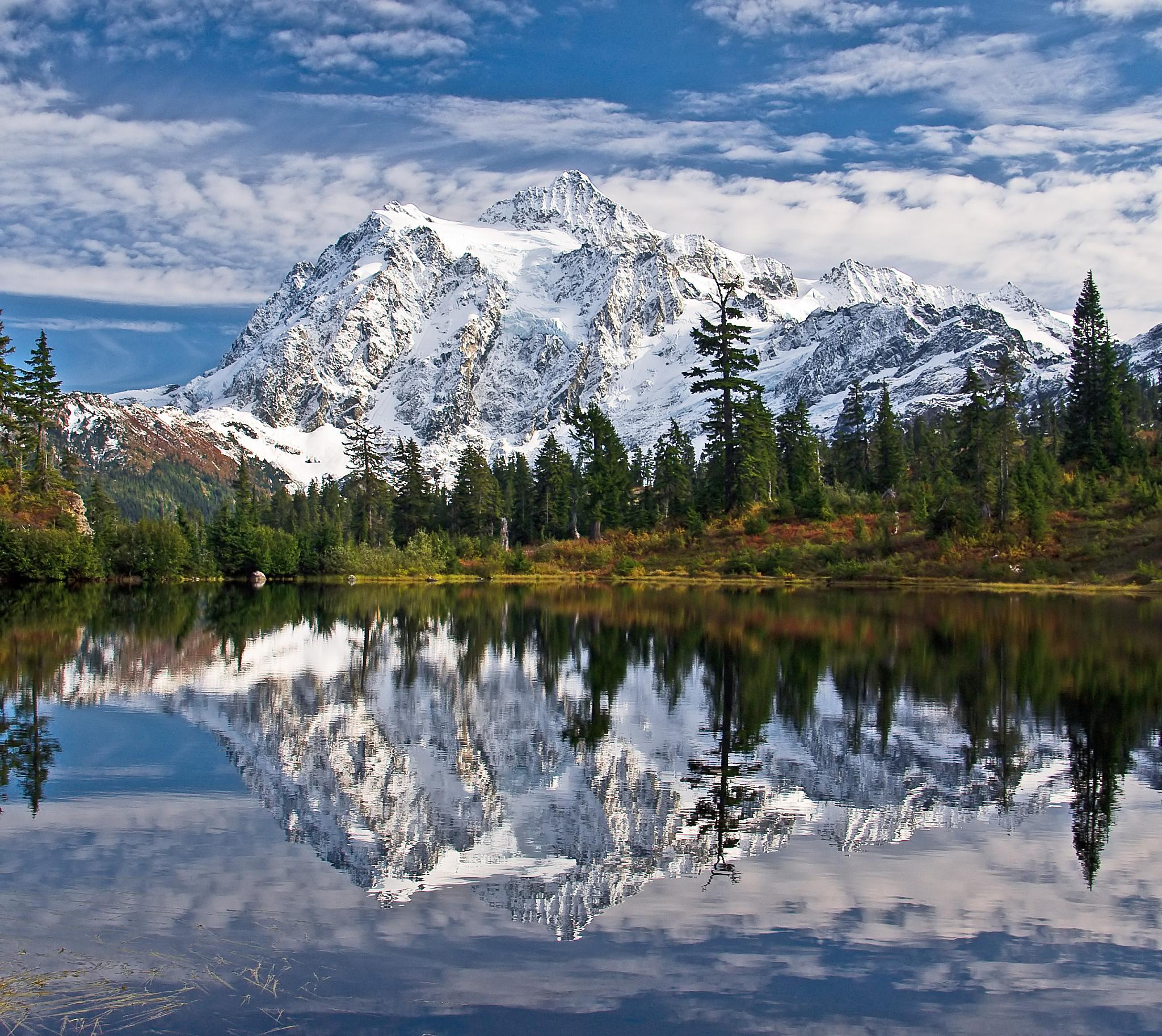
Vista del monte Shuksan desde el lago Picture, una de las cumbres más fotografiadas de las Cascadas.

Según los grupos de las Cascadas, las proncipales cumbres y volcanes son los siguientes:
Cascadas de Washington
- Volcanes:
  - Monte Rainier (4392 m, Cascadas de Washington meridional/zona del monte Rainier)
  - Monte Adams (3742 m, Cascadas de Washington meridional/zona del monte Adams)
  - Monte Baker (3285 m, North Cascades/cordillera Skagit)
  - Pico Glacier (3213 m, Cascadas del Norte/zona del pico Glacier-Nord del paso Stevens)
  - Monte Saint Helens (2549 m, Cascadas de Washington meridional/zona del monte Saint Helens)
- Otras cumbres:
  - Pico Bonanza (2899 m, Cascadas del Norte centrales)
  - Monte Stuart (2870 m, Cascadas de Washington meridional/monts Wenatchee)
  - Monte Fernow (2819 m, Cascadas del Norte/montes Entiat)
  - Goode Mountain (2806 m, Cascadas del Norte centrales)
  - Monte Shuksan (2782 m, Cascadas del Norte/cordillera Skagit)
  - Buckner Mountain (2778 m, Cascadas del Norte centrales)
  - Seven Fingered Jack (2774 m, Cascadas del Norte/montes Entiat)
  - Mont Logan (2770 m, Cascadas del Norte centrales)

Jack Mountain (2763 m, Cascadas del Norte/cordillera Hozameen)

Cascadas de Oregón
Volcanes:
- Monte Hood (3426 m, zona del monte Hood)
- Mont Jefferson (3199 m, zona del monte Jefferson)
- Three Sisters (3157 m, zona de las Sisters)
- Monte McLoughlin (2894 m, Cascadas del Sur de Oregón)
- Monte Thielsen (2799 m, zona del lago del Cráter)
- Broken Top (2797 m, zona de las Sisters)
- Monte Bachelor (2764 m, zona de las Sisters)
- Pic Diamond (2665 m, zona del paso Willamette)
- Monte Bailey (2553 m, zona del lago del Cráter)
- Monte Scott (2723 m, zona del lago del Cráter)
- Monte Mazama (2487 m, zona del lago del Cráter)
- Crater Newberry (2434 m, zona del lago del Cráter)
- Three Fingered Jack (2391 m, zona del paso Santiam)
- Monte Washington (2376 m, zona del paso Santiam)

Cascadas de California
- Volcanes:

- - Monte Shasta (4317 m, zona del monte Shasta)
  - Pico Lassen (3187 m, zona del pico Lassen)
  - Monte Tehama (2815 m, zona del pico Lassen)
  - Monte Hoffman (2412 m, Cascadas centrales de California)
- Otras cumbres:
  - Pico Eagle (2811 m, zona del pico Lassen)
  - Monte Diller (2769 m, /zona del pico Lassen)

Cumbres más altas en cada estado
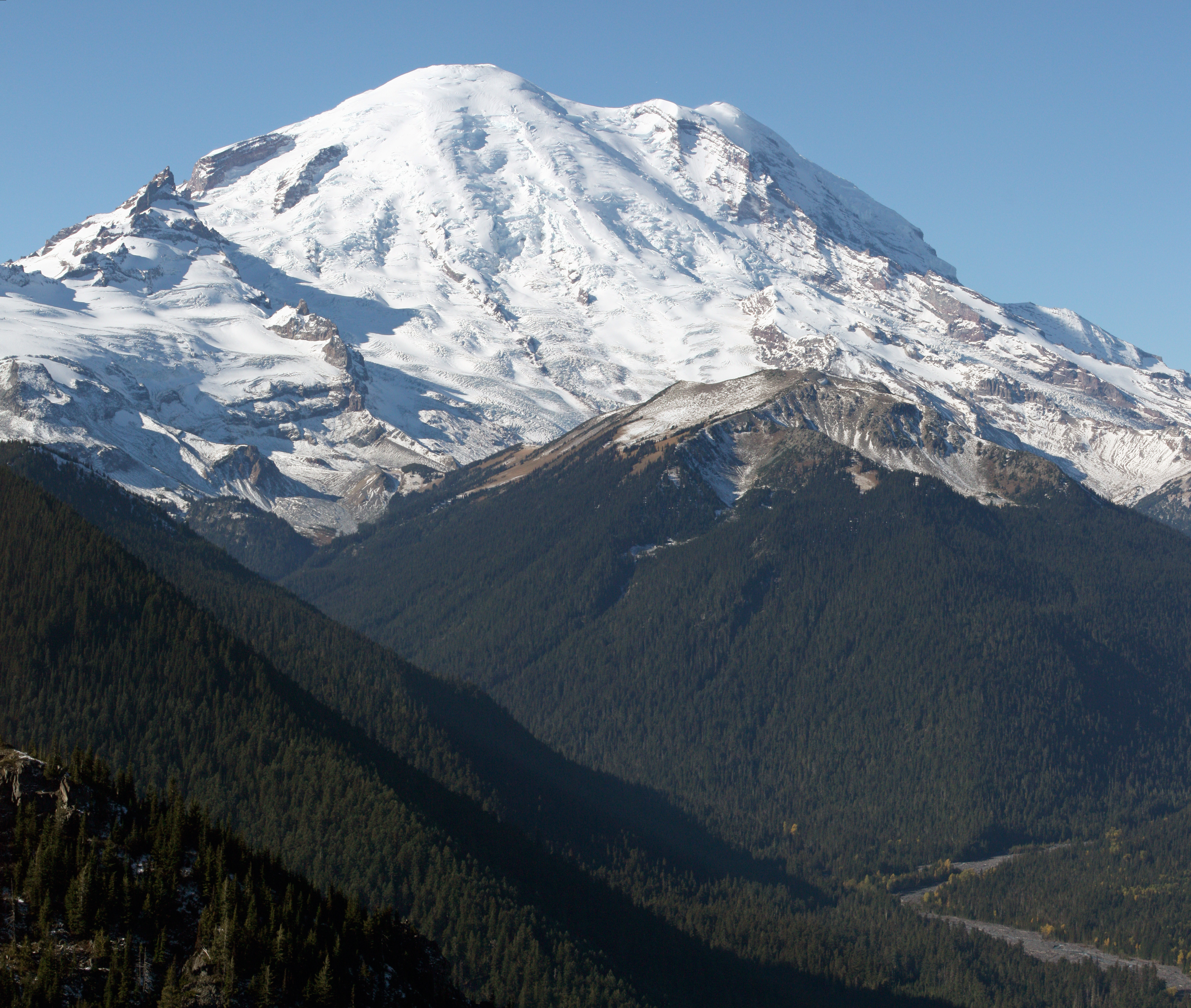
Washington: monte Rainier (4392 m), desde el noreste
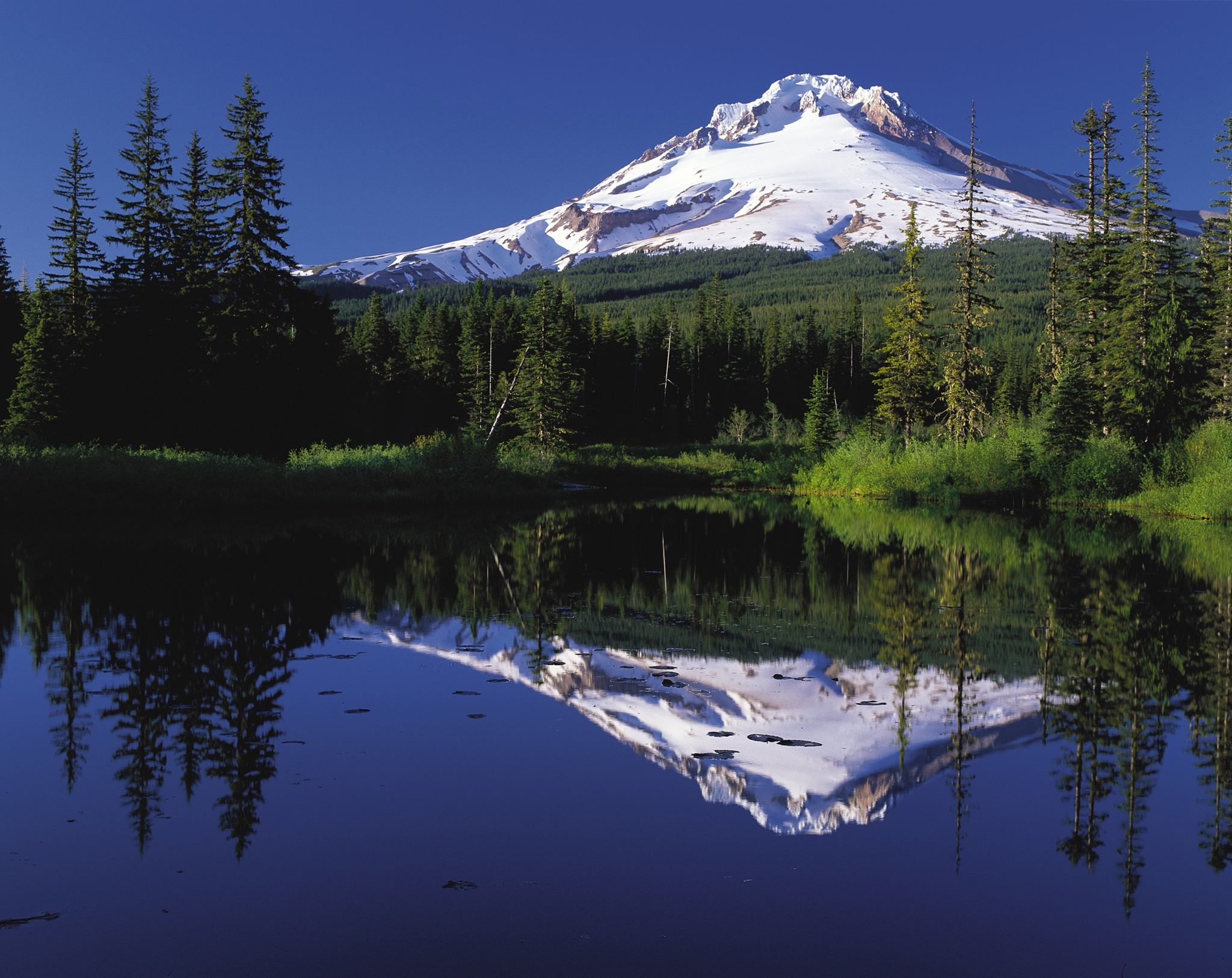
Oregón: monte Hood (y el lago Mirror)
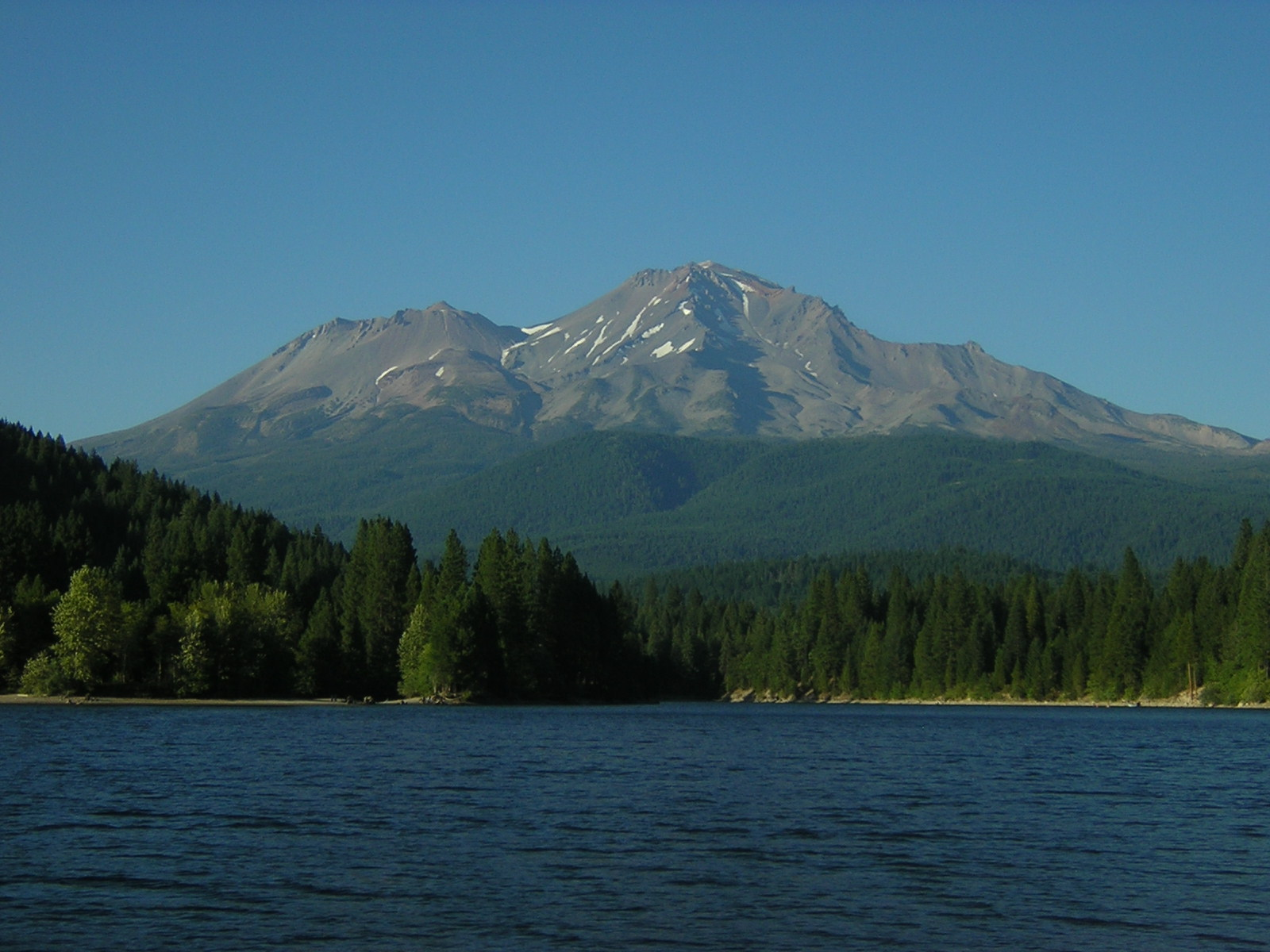
California: monte Shasta (desde el lago Siskiyou)

### Hidrografía

Mapa de las cuencas hidrográficas de los principales afluentes del Columbia: el río drena todo el lado oriental de la cadena desde las Cascadas del Norte hasta las Three Sisters.

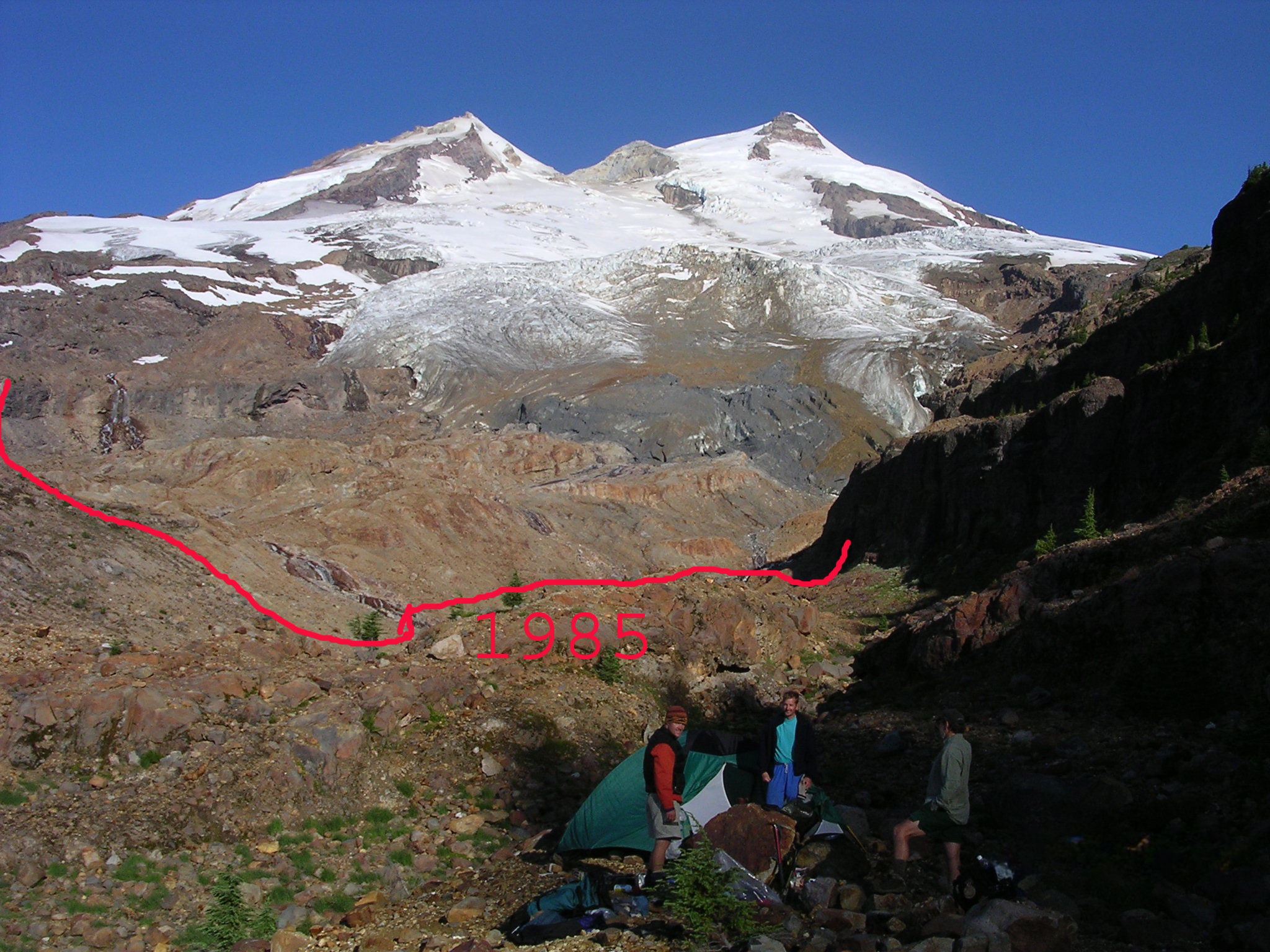
Vista del glaciar Boulder en el monte Baker en 2003 y comparación con el avance de su frente glaciar en 1985.

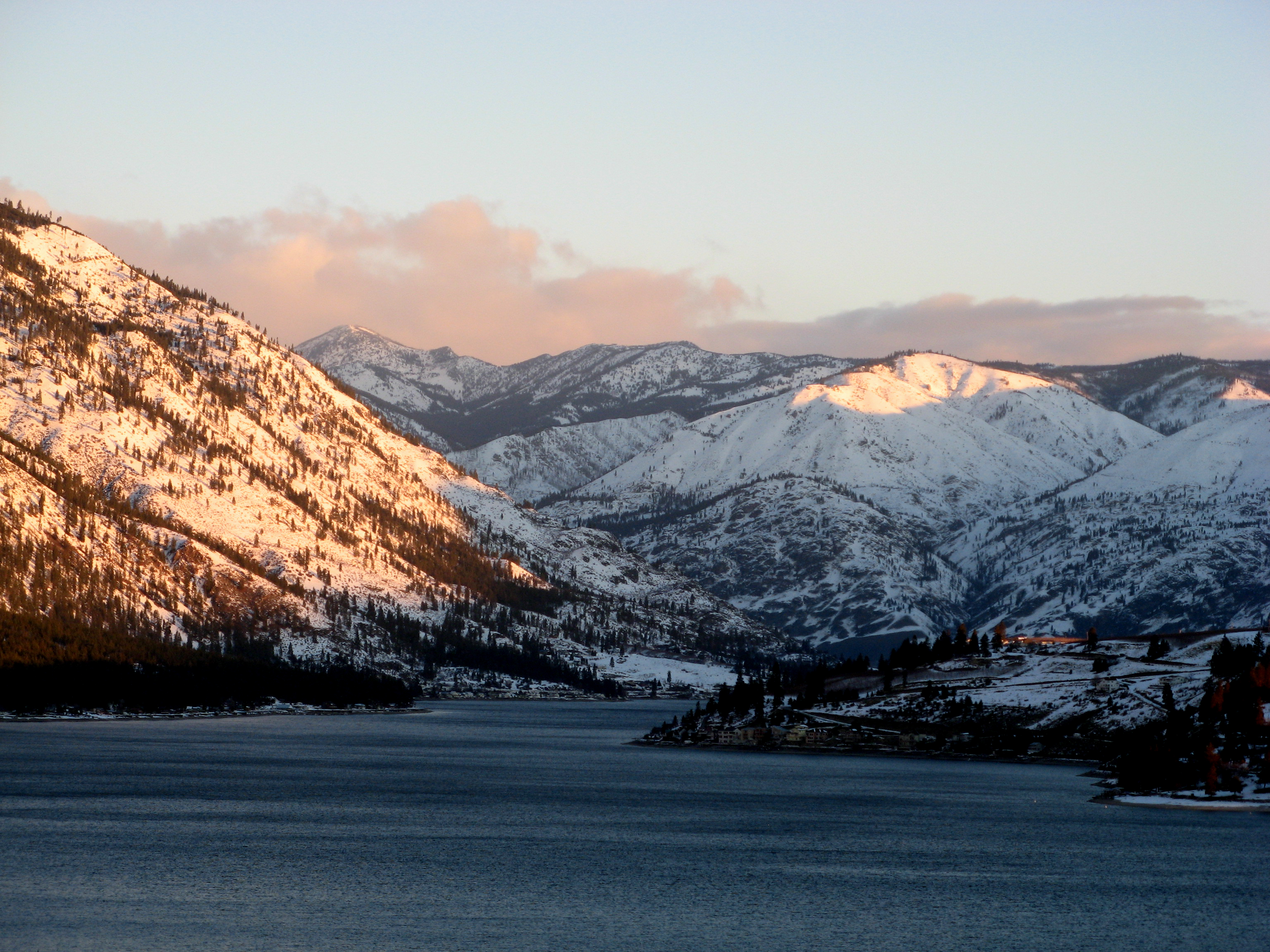
Vista desde el sur del lago Chelan.

Solamente tres cursos de agua cruzan, de este a oeste, la cordillera de las Cascadas. Se trata, de norte a sur, de los ríos Columbia, Klamath y Pit, este último afluente por la margen izquierda del río Sacramento que no tiene ningún afluente importante. El río Williamson desemboca, por la margen derecha, en la parte superior del río Klamath y corre a lo largo del borde oriental de la cordillera.
Son varias las cuencas secundarias del río Columbia que cubren parte de las Cascadas:
- en la vertiente oriental, en la margen derecha del Columbia, las cuencas del Okanagan —y de su afluente, el Similkameen—, que limita con las Cascadas del Norte, y las de los ríos Methow, Wenatchee y Yakima; y en la margen izquierda, la del río Deschutes;

- en la vertiente occidental:
  - por la margen izquierda: las cuencas del Sandy —y de sus afluentes, el Salmon y el Bull Run—, y la del Willamette —desde sus fuentes, el Norte y Medio Forks y de sus afluentes en la orilla derecha, el McKenzie, el Calapooia, los Santiam Norte y Sur, el Molalla y el Clackamas;
  - por la margen derecha: las cuencas de los ríos Lewis y Cowlitz[22][23][24]

Además, el río Fraser sirve como límite natural con la cadena Costera en el extremo septentrional de las Cascadas.
Otros ríos principales se originan en la cadena, todos en la vertiente occidental: de norte a sur:
- en el estado de Washington: el Skagit, los ríos Skykomish y Snoqualmie, el Green, el Puyallup y su afluente el White, y el Nisqually;

- en Oregón: los ríos Umpqua del Norte y del Sur y el Rogue.[22][23][24]

El sistema glaciar de la cadena de las Cascadas es el más grande en los Estados Unidos fuera de Alaska. Es particularmente denso en las Cascadas del Norte. Así, el monte Rainier acumula varios récords : tiene alrededor de veinticinco glaciares que cubren alrededor de 100 km²; el más largo de ellos, el glaciar Emmons, tiene 7,2 km de largo y desciende hasta los 3700 m de altitud. En Oregón, el monte Jefferson, el Three Fingered Jack, las Three Sisters y el Broken Top tienen glaciares. Las Cascadas del Norte albergaron, por su parte, aproximadamente 700 glaciares hasta la década de 1980, de los cuales 312 aún se encuentran en el parque nacional de las Cascadas del Norte. Estos glaciares proporcionan el 25% del agua que alimenta los ríos durante los meses de verano. Sin embargo, están en fase de retiro rápido. Entre 1984 y 2008, un estudio de una muestra de 47 glaciares mostró que su espesor promedio de hielo disminuyó en 14 m, lo que representaba de un 20 a un 40% de su volumen dependiendo de los glaciares. Algunos han sufrido una pérdida de espesor equivalente en la zona de acumulación y de la zona de ablación, lo que impide cualquier estabilización en su retirada, y por ello muchos de ellos, incluidos el glaciar Spider y el glaciar Lewis, han desaparecido por completo entre la década de 1990 y mediados de 2000. El glaciar Lyman debería sufrir el mismo destino en 30 a 50 años. Esta retirada se explica por una disminución del 25% en la precipitación invernal desde 1946 y por un aumento de la temperatura local de 0,8 °C desde 1985.
Los embalses permiten retener el agua de deshielo para producir energía hidroeléctrica, regar, alimentar las granjas de salmón y satisfacer las necesidades de uso doméstico. El lago artificial Ross, creado por la presa del mismo nombre en el río Skagit, en el extremo norte del estado de Washington, tiene 37 km de largo y se extiende hasta el territorio canadiense. El lago Chelan, excavado durante la Pequeña Edad de Hielo por un dispositivo de unos 150 km de largo, tiene la particularidad de tener una profundidad máxima de 118 m bajo el nivel del mar, estando su superficie a una altitud de 335 m. El lago del Cráter, que ocupa la caldera del monte Mazama, es el más profundo de los Estados Unidos con 589 m. El lago Klamath es el más grande de las Cascadas, ubicado en el piedemonte oriental. Otros grandes cuerpos de agua son los lagos Almanor y Eagle, en el extremo sur de la cordillera. El lago Waldo, el lago Odell y el embalse Wickiup se encuentran entre el cráter Newberry, al este, el pico Diamond, al sur, y el monte Bachelor, al norte. El lago Spirit, en la vertiente norte del monte Santa Helena, se vació después de la la gran erupción de 1980, pero las aguas de escorrentía pronto lo llenaron nuevamente, tanto que tuvo que ser drenado por una abertura artificial. para que no amenazase con colapsar la presa de escombros volcánicos.

### Geología

Esquema de la zona tectónica de las montañas de las Cascadas.

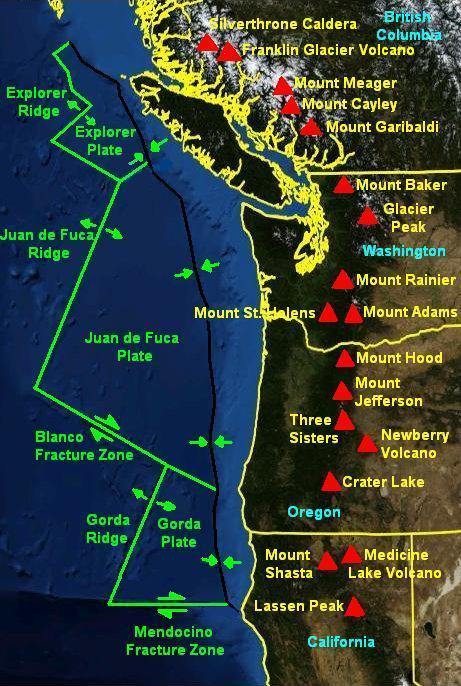
Mapa del arco volcánico de las Cascadas y de la placa de Juan de Fuca con la que está asociado su vulcanismo.

Entre el final del Triásico y el comienzo del Jurásico, hace alrededor de 200 millones de años, América del Norte se separó de Laurasia en dirección oeste. Diferentes episodios de colisión continental con arcos insulares, cuyas rocas se aglomeraron y se agregaron en el terrano a lo largo de la costa, así como la subducción con remontada de magma ascendente se sucedieron. Hasta la fecha, el continente se ha expandido unos 650 km.
Hace entre 115 y 57 millones de años, la placa de Farallón remontó en dirección noreste. Un rift apareció al nivel de la California actual, entre 90 y 80 millones de años, lo que provocó la separación de la placa de Kula y su subducción bajo el continente al este. La discontinuidad formada por la falla del lago Ross corresponde al límite entre la antigua costa y el borde de la placa. Las estructuras volcánicas asociadas con el mecanismo de subducción han desaparecido hace mucho tiempo por el efecto de la erosión. Por otro lado, los plutones graníticos se han elevado a la superficie para formar los batolitos de las cadena Costera y de una parte de las Cascadas del Norte. Los sedimentos oceánicos alóctonos, sometidos a fuertes presiones, se metamorfosearon en esquistos y micasquistas; del mismo modo, una parte de los granitos se transformaronn en gneises. La fusión parcial de la mezcla de granitos y de sedimentos dio como resultado las migmatitas de las montañas Chelan y de la cordillera Skagit en las Cascadas del Norte. El resultado de la erosión de esas rocas se encuentra en los piedemontes y consiste en conglomerados, arcosa, arenisca, grauvaca, pizarra y limolita. Entre 50 y 40 millones de años BP, el desplazamiento de la placa de Kula se orientó sustancialmente hacia Alaska al norte a lo largo de las fallas transformantes. Durante ese período de transición, el aumento gradual de los fondos oceánicos y de basalto formó las futuras montañas Olímpicas y la placa de Farallón se posicionó a la altura del noroeste del Pacífico.
El episodio que da a luz a la mayoría de la cadena de las Cascadas comenzó hace 36 millones de años. El resto de la placa de Farallón se llama placa de Juan de Fuca. El arco volcánico de las Cascadas apareció en línea con una nueva zona de subducción. Si la geomorfología de la cadena no tiene nada que ver con su aspecto moderno, las rocas volcánicas emitidas a lo largo del Oligoceno constituyen la roca actual dominante. A medida que la actividad volcánica disminuía, hace entre 17 y 12 millones de años, durante el Mioceno, las colosales cantidades de basalto se esparcían en la actual cuenca del Columbia. La cadena tal como se presenta hoy se estableció hace entre 7 y 5 millones de años, en el comienzo del Plioceno. Con la separación simultánea de la placa del Explorador y el engrosamiento de la zona de subducción, aumentó el ángulo del plano de Wadati-Benioff. Las fricciones se volvieron más intensas, el relieve se acrecentó y el vulcanismo se reanudó. Las Cascadas del Norte tomaron la apariencia de una meseta asegurando una transición con las cadena Costera al norte. Los principales volcanes de las High Cascades surgieron entre 3 millones de años y 140,000 BP. Hay diferencias, del norte al sur, en la naturaleza de los volcanes: en el estado de Washington, la mayoría de ellos son grandes estratovolcanes andesíticos, con la excepción del monte Adams; en Oregón, algunos de ellos, en una banda de 40 a 50 km de ancho, presentan una composición intermedia alternando basaltos y andesitas que les sirvió para formar conos volcánicos menos imponentes, mientras que el monte Jefferson, las Three Sisters, el Broken Top y el monte Mazama, por el contrario, han podido emitir dacitas incluidas riolitas en forma nubes ardientes; en California se encuentra el único volcán en escudo basáltico en la cadena, Medicine Lake. La erosión de estas rocas produce la brecha y la toba volcánica, pero también hay arenisca y limolita presentes en los valles. La convergencia entre las placas Norteamericana y Juan de Fuca continúa a un ritmo de unos cuatro centímetros por año, una desaceleración de 2 a 3 cm por año después de siete millones de años.
En el curso de los últimos dos millones de años, al menos cuatro glaciaciones han causado el aumento del inlandsis hasta aproximadamente la actual frontera entre Canadá y Estados Unidos. Entre 18 000 y 10 a 12 000 años BP, la última de ellas fue probablemente la más extensa, conocido localmente como Vashon, llamada así por la isla Vashon en el Puget Sound, se extendió sobre el estado de Washington. Al oeste de la cordillera, recubrió el emplazamiento de Seattle con de 900 a 1000 m de espesor y en Bellingham con casi el doble, dejando enormes depósitos de arcilla, de arena y de grava. Hacia el este, el hielo avanzó periódicamente creando lagos de barrera naturales en el Columbia, lo que resultó en inmensas inundaciones. Estas glaciaciones continentales, así como algunos eventos más locales, esculpieron las Cascadas del Norte y les han dado su pronunciado aspecto alpino.

### Clima

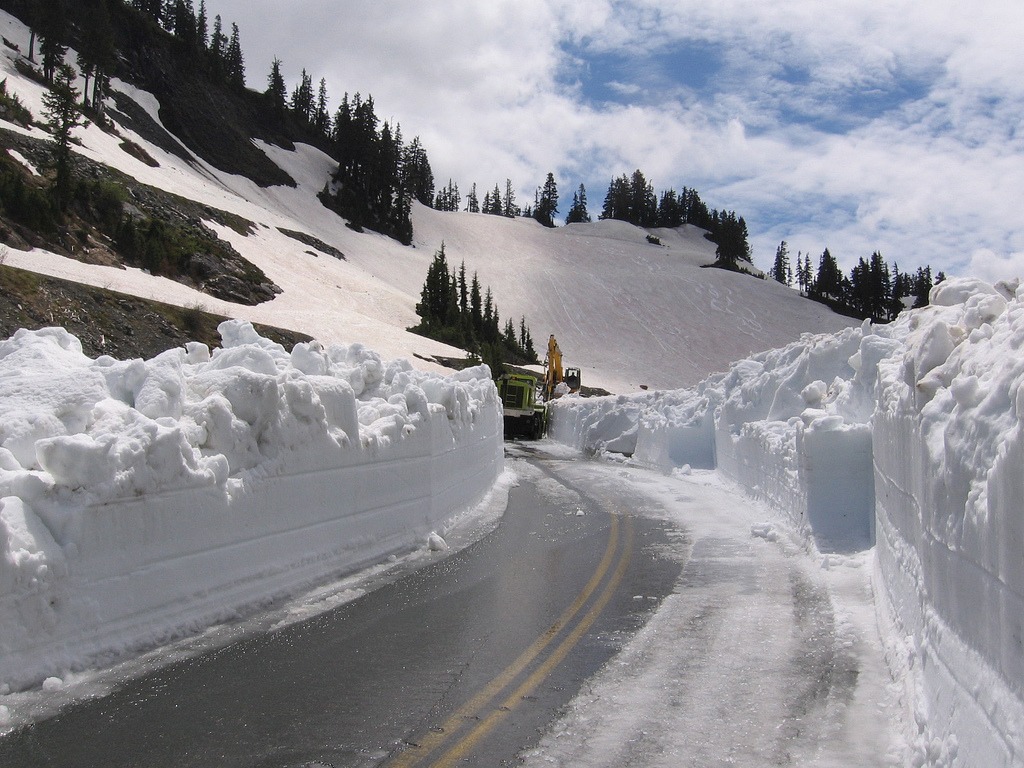
Vista de una carretera nevada en el monte Baker

El clima de la cadena de las Cascadas es templado. Debido a su proximidad al océano Pacífico y a los vientos dominantes del oeste, las vertientes occidentales de la cadena están bajo la influencia oceánica y las precipitaciones son relativamente importantes. Durante el verano, un anticiclón se instala sobre el Pacífico Norte aportando un aire fresco y seco del noroeste; en cambio, de abril a octubre, se instala una depresión y masas de aire nubosas húmedas remontan desde el suroeste, lo que significa que las alturas anuales de agua superan los 4000 mm de media en ciertas regiones. De estas precipitaciones resultan nevadas notables hasta a 600 m de altitud. Por ejemplo, el monte Baker ha experimentado el registro de nevadas en una sola temporada más alto en los Estados Unidos, excluyendo Alaska, con 29 m de nieve acumulada durante el invierno de 1998-1999, superando el registro anterior de 28,5 m, en el monte Rainier en 1971-1972. Por lo tanto, la mayoría de las High Cascades están cubiertas de nieve todo el año. Las temperaturas raramente son más bajas de -10 °C y superiores a 25 °C. La diferencia entre el día y la noche es moderada, debido a la influencia oceánica.
Las medias pluviométricas anuales caen a 200 mm en las estribaciones orientales debido al fenómeno de la sombra orográfica. En el lago del Cráter, por ejemplo, el 90% de la precipitación cae entre el 1 de octubre y el 31 de mayo. El clima allí es continental, las variaciones de temperatura estacionales más pronunciadas y el viento puede soplar en ráfagas. Los extremos de temperaturas conocidas en la cadena siempre provienen de una situación atmosférica con un sistema de altas presiones centrado al norte o al este de las Cascadas que provocan un flujo de aire del interior hacia el oeste.

### Ecosistema

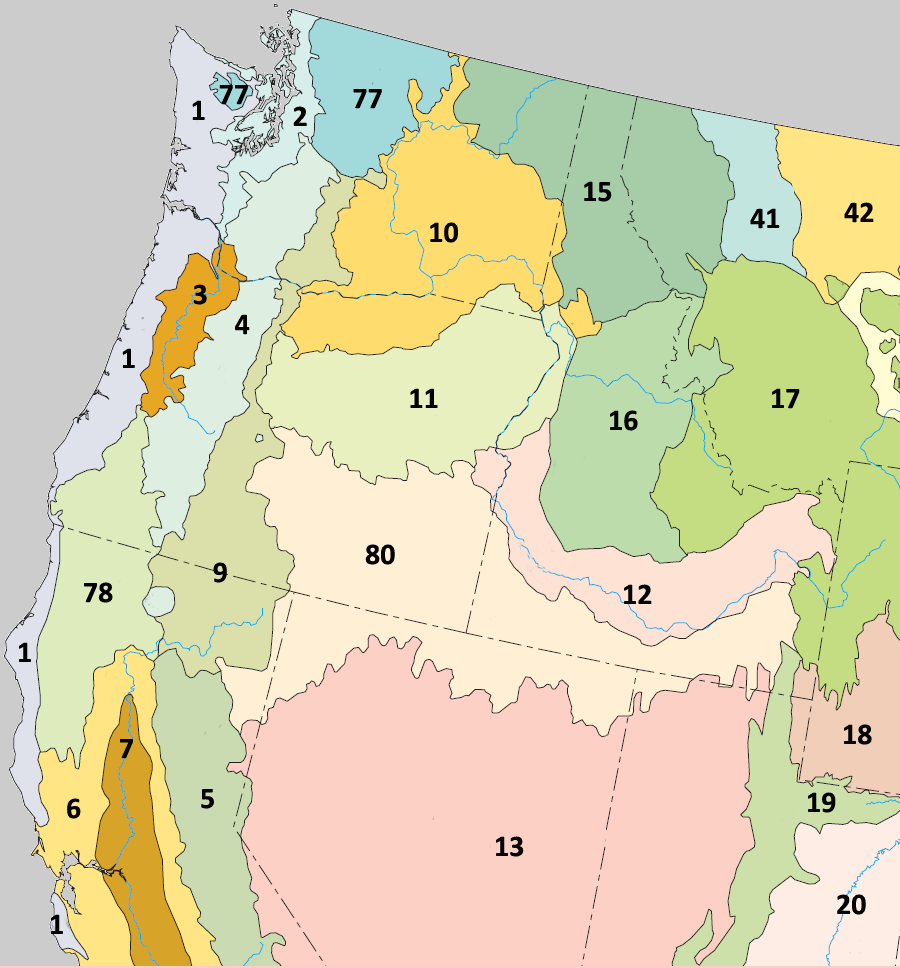
Mapa de las ecorregiones de nivel III del noroeste del Pacífico: la cordillera de las Cascadas está concernida por las zonas numeradas 4, 9 y 77.

Las peculiaridades climáticas de la cadena hacen que las vertientes occidentales estén densamente arboladas con pino de Oregón (Pseudotsuga menziesii), tsuga del Pacífico (Tsuga heterophylla), aliso rojo (Alnus rubra), mientras que las vertientes orientales más secas en su mayor parte están recubiertas con pino ponderosa (Pinus ponderosa) y en altura alerce occidental (Larix occidentalis).
La Agencia de Protección Ambiental y la Comisión de Cooperación Ambiental reconocen tres ecorregiones de nivel III que cubren las Cascadas, que pertenecen a la cordillera occidental de las montañas boscosas del Noroeste del nivel I y II. Según el sistema de clasificación de la WWF, el área pertenece a las ecorregiones de bosques bajo el viento de las montañas de la Cascadas, de bosques del centro y sur de la cadena de las Cascadas y de bosques orientales de la cadena de las Cascadas.

#### Ecorregión de las Cascadas

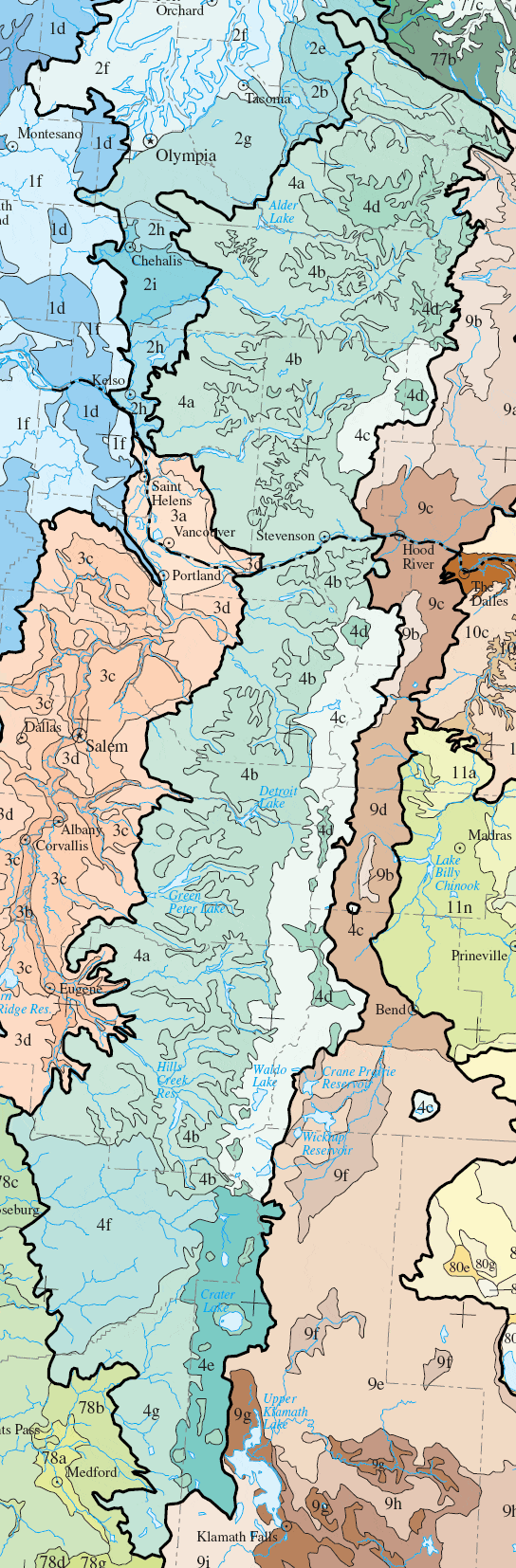
Mapa de las ecorregiones de nivel IV en la ecorregión de las Cascadas (nivel III, en tonos de turquesa).

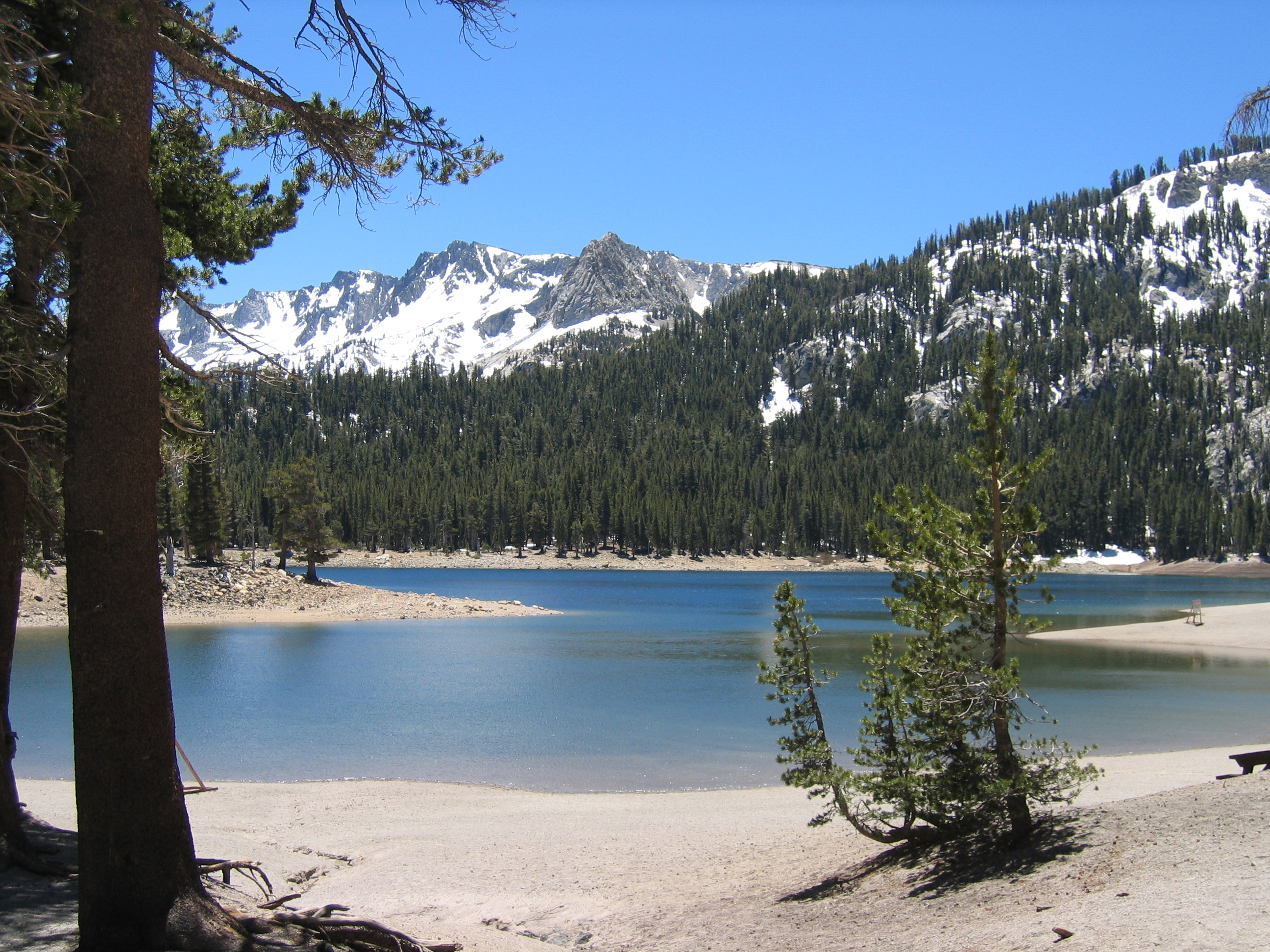
Vista sobre el lago Horseshoe, en el parque nacional volcánico Lassen.

La ecorregión de las Cascadas, corresponde a la vertiente occidental y a las crestas de las High Cascades. Se extiende por los estados de Washington y de Oregón, desde Snoqualmie Pass, cerca de Seattle, hasta el Hayden Mountain Pass, con un enclave en California alrededor del monte Shasta. Está compuesta de rocas volcánicas del Cenozoico erosionadas por las glaciaciones. La parte oriental de la región comprende los volcanes del arco de las Cascadas y culmina a 3426 m. La parte occidental corresponde a piedemontes. Sus terrenos son más antiguos y entrecortados con profundos valles fluviales. El clima es húmedo y templado; permite el desarrollo de bosques templados de coníferas y, en altitud, de praderas subalpinas.
Los grandes herbívoros están representados por la cabra de las Rocosas (Oreamnos americanus), el ciervo mulo (Odocoileus hemionus) y el alce (Cervus canadensis). Los grandes depredadores son el oso negro (Ursus americanus), el puma (Puma concolor), el lince rojo (Lynx rufus), el zorro rojo (Vulpes vulpes) y el coyote (Canis latrans). Entre los pequeños mamíferos se encuentran el castor americano (Castor canadensis), la marta americana (Martes americana), el mapache (Procyon lotor), la pica americana (Ochotona princeps), la ardilla de Douglas (Tamiasciurus douglasii), la ardilla de manto dorado de las Cascadas (Spermophilus saturatus), la marmota de las Rocosas (Marmota caligata), la musaraña palustre (Sorex palustris) y seis especies de quirópteros entre ellos el murciélago de patas largas (Myotis volans).
El carpintero de Lewis (Melanerpes lewis), el colín de California (Callipepla californica), el grévol engolado (Bonasa umbellus) y el añapero yanqui (Chordeiles minor) están perfectamente adaptados a los espacios abiertos de los piedemontes. A pesar de su explotación, los bosques son el hogar del mirlo de pecho cinchado (Ixoreus naevius), el chochín (Troglodytes troglodytes), el picamaderos norteamericano (Dryocopus pileatus), el pico velloso (Picoides villosus), el urogallo fuliginoso (Dendragapus fuliginosus), el arrendajo de Steller (Cyanocitta stelleri), el arrendajo gris (Perisoreus canadensis), el reyezuelo de moño dorado (Regulus satrapa), el reyezuelo rubí (Regulus calendula), el trepador enano (Sitta pygmaea), el trepador canadiense (Sitta canadensis) y el carbonero dorsicastaño (Poecile rufescens). Se pueden encontrar en las praderas de alta montaña el azulejo de las montañas (Sialia currucoides), el cascanueces americano (Nucifraga columbiana), el tordo solitario (Catharus guttatus), el colibrí calíope (Stellula calliope), el carbonero montañés (Poecile gambeli) y el gorrión rascador (Passerella iliaca). La alondra cornuda (Eremophila alpestris), el lagópodo coliblanco (Lagopus leucura), el pinzón montano nuquigrís (Leucosticte tephrocotis) o incluso la bisbita de agua (Anthus rubescens) se encuentra en las elevaciones más altas.
Las cuencas vertientes principales y secundarias, generalmente orientadas al oeste, son el hogar de varias especies de salmónidos de agua fría, entre ellas el salmón real (Oncorhynchus tshawytscha), la trucha arco iris (Oncorhynchus mykiss) y la  trucha de cabeza plana (Salvelinus confluentus) que están amenazadas.
Especies de anfibios  viven en las zonas húmedas, entre ellas la salamandra oscura (Ambystoma gracile), la salamandra torcaz (Ambystoma macrodactylum), la salamandra gigante del Pacífico (Dicamptodon tenebrosus), la salamandra de Van Dyke (Plethodon vandykei), la salamandra de espalda roja occidental (Plethodon vehiculum), el tritón rugoso (Taricha granulosa), el sapo occidental (Bufo boreas), la rana de cola costera (Ascaphus truei), la rana de patas rojas (Rana aurora) y la rana de las Cascadas (Rana cascadae).
Los reptiles están representados por la boa de goma (Charina bottae), la serpiente occidental (Thamnophis elegans), la serpiente del noroeste (Thamnophis ordinoides), la culebra rayada (Thamnophis sirtalis) y el lagarto aligátor del norte (Elgaria coerulea).
Entre los insectos figuran hormigas, sírfidos, crisopas, tábanos, moscas de vellón, bombilas, moscardones, abejas, hormigas aterciopeladas, libélulas como la Anax de junio (Anax junius) y damiselas, coleópteros, saltamontes o incluso mariposas entre otras Oeneis nevadensis, Cercyonis sthenele, Papilio eurymedon, Papilio zelicaon, Papilio rutulus, Carterocephalus palaemon, Hesperia del bromo (Carterocephalus palaemon), Hesperia juba, Callophrys augustinus, Incisalia eryphon, Neophasia menapia, Pontia sisymbrii, Fadet des tourbières (Coenonympha tullia), Colias philodice, vanesa atalanta (Vanessa atalanta), Limenitis lorquini, vanesa de los cardos (Vanessa cardui), Vanessa annabella, Aglais milberti, aterciopelada del sauce (Nymphalis antiopa), Vanesa del ceanothus (Nymphalis californica), Apodemia mormo, Speyeria zerene, nacarada lapón (Boloria chariclea), Phyciodes cocyta, Phyciodes mylitta, Phyciodes pulchella, Chlosyne hoffmanni, Chlosyne palla, Euphydryas chalcedona, Polygonia gracilis, Callophrys sheridanii, Porte-queue gris (Strymon melinus), Lycaena mariposa, Lycaena helloides, Lycaena nivalis, Plebejus anna, azurada de las soldanelles (Agriades glandon), Icaricia icarioides, Plebejus melissa, Glaucopsyche lygdamus, Náyade (Celastrina argiolus), Hemileuca eglanterina y Pyrrharctia isabella.

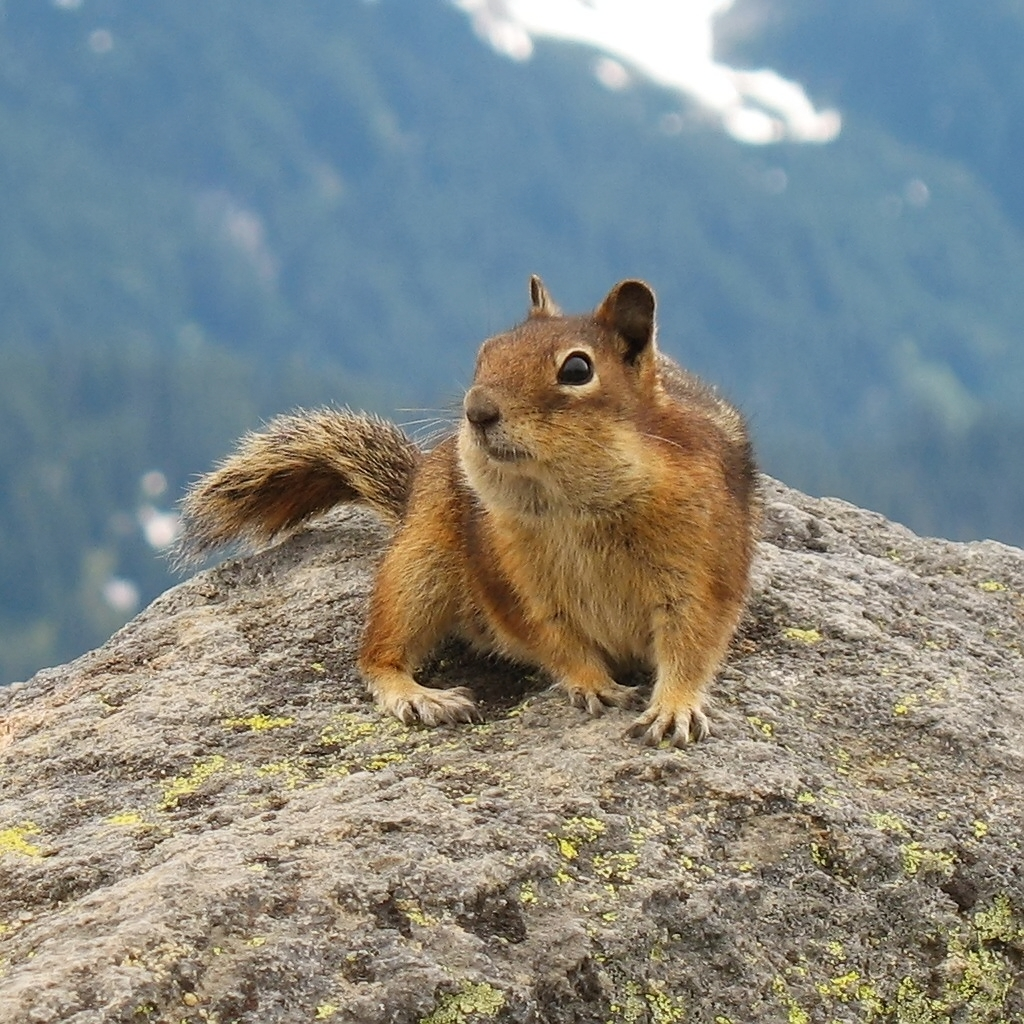
Ardilla de manto dorado de las Cascadas en el parque nacional del Monte Rainier
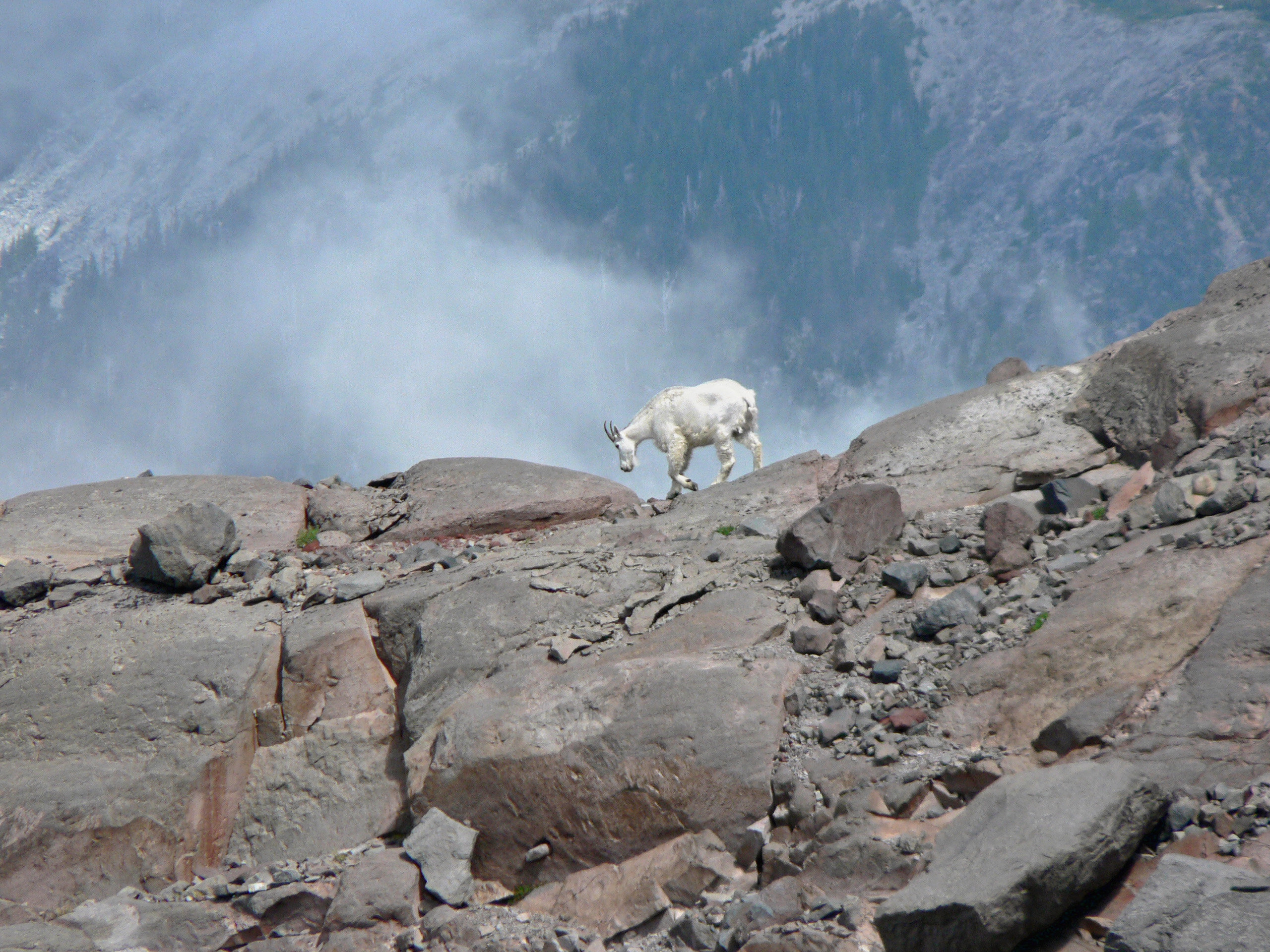
Cabra de las Rocosas en el parque nacional del Monte Rainier
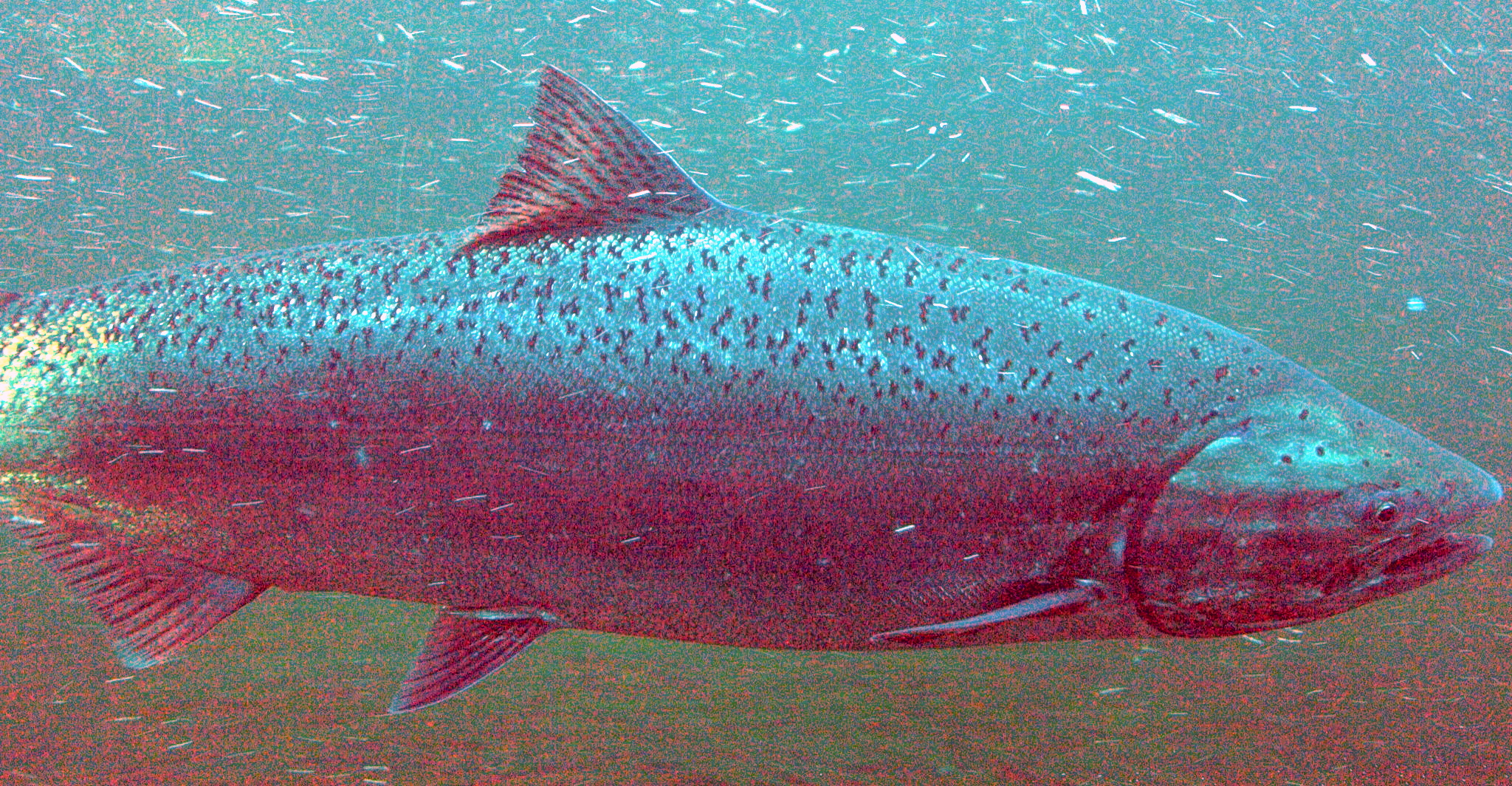
Salmón real en el medio natural
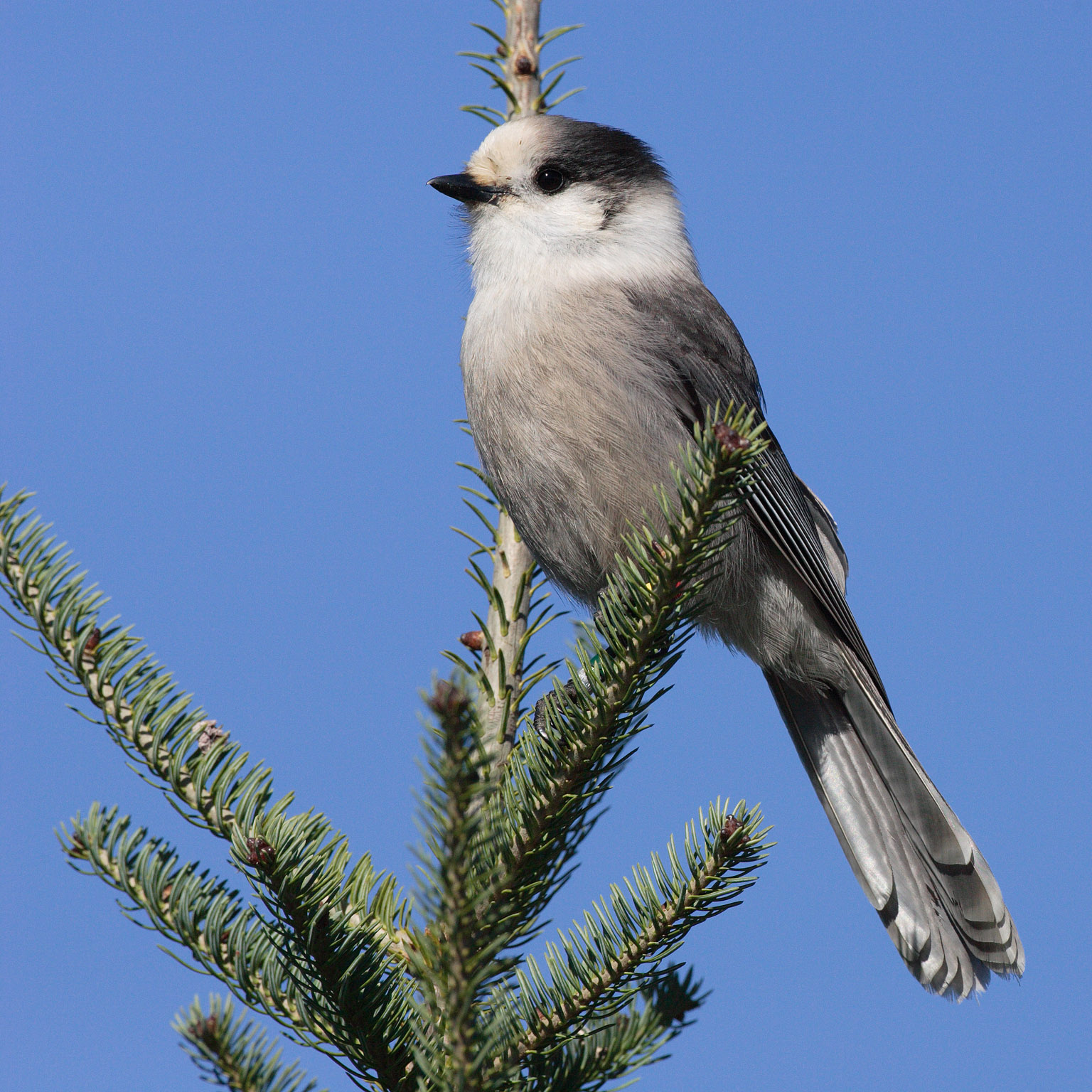
Espécimen de arrendajo gris

Tierras bajas y valles de las Cascadas occidentales (4.ª)
Esta ecorregión de «Tierras bajas y valles de las Cascadas occidentales» (Western Cascades Lowlands and Valleys) está constituida por vertientes abruptas y valles profundos en los piedemontes occidentales de Las Cascadas. La altitud varía de 200 a 1200 m. Su suave clima húmedo favorece los frondosos bosques de tsuga del Pacífico (Tsuga heterophylla) y de pino de Oregón (Pseudotsuga menziesii), con tuya gigante (Thuja plicata), arce de hoja grande (Acer macrophyllum), aliso rojo (Alnus rubra), arce enredadera (Acer circinatum), Gaultheria shallon, Rhododendron sp., mahonia o uva de Oregón (Mahonia aquifolium), Gaylussacia sp., Rubus parviflorus, Polystichum munitum, Oxalis sp. y especies de avellanos. La región está experimentando una intensa actividad de explotación forestal. Esta ecorregión es la más vasta de las Cascadas con 10 114 km² en Oregón y 6208 km² en el estado de Washington.

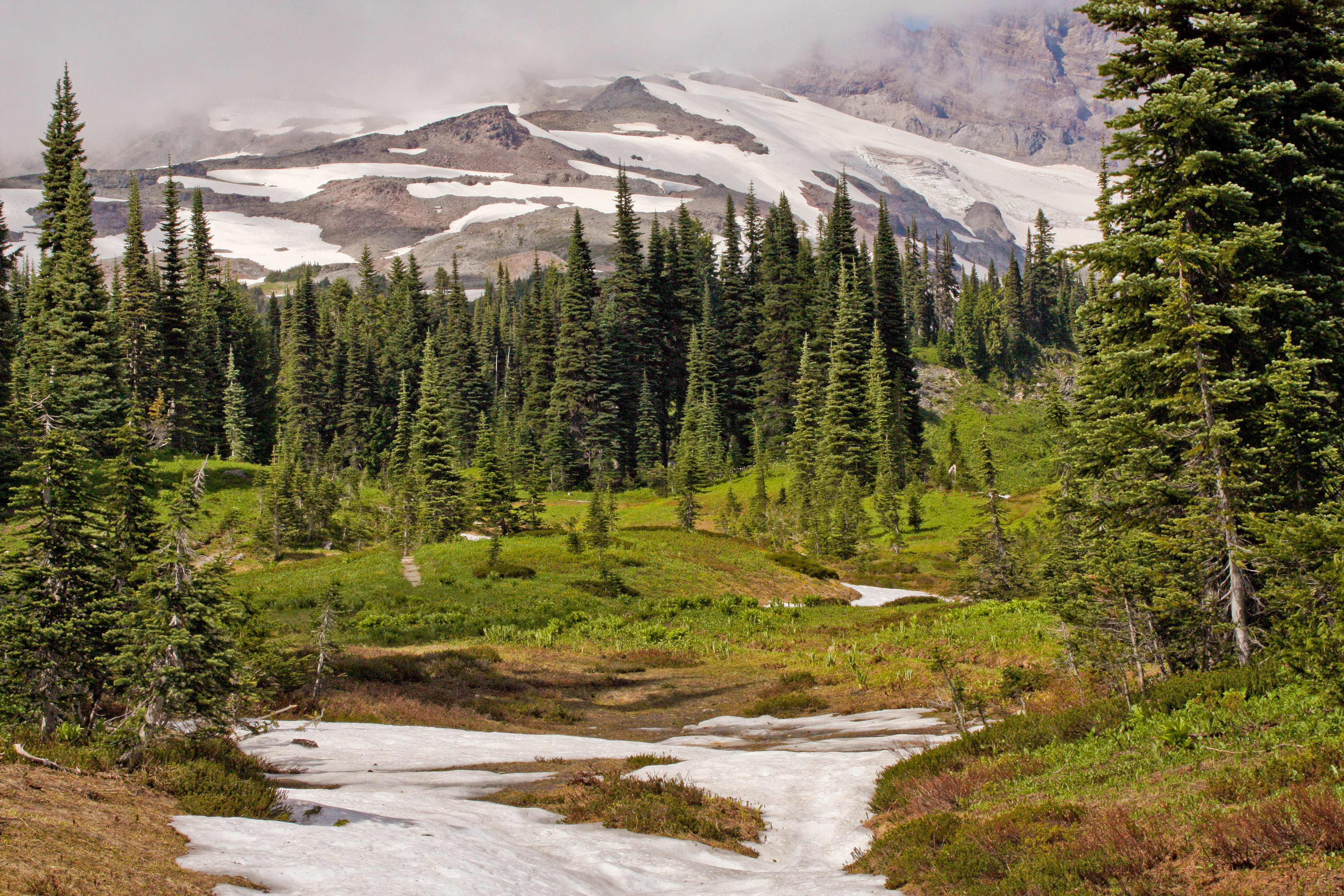
Paisaje del parque nacional del Monte Rainier

Tierras altas montanas de la Cascadas occidentales (4b)
Esta ecorregión de las «Tierras altas montanas de la Cascadas occidentales» (Western Cascades Montane Highlands) se caracteriza por una serie de pendientes importantes y de montañas con relieve accidentado entrecortadas por cursos de agua importantes y lagos glaciares. Las rocas, principalmente compuestas de basaltos del Mioceno, son más ancianas y erosionadas que a nivel de la meseta y de los conos volcánicos hacia el este. La altitud varía de 900 a 2000 m. El clima es más frío y más nevado en invierno que en los valles y los piedemontes en el oeste. Los suelos tienen un régimen de temperatura frígida o crítica. Las fuertes precipitaciones favorecen el desarrollo de los bosques dominados por el pino de Oregón y la tsuga del Pacífico, con tsuga subalpina (Tsuga mertensiana), abeto noble (Abies procera), abeto alpino (Abies lasiocarpa), abeto de Vancouver (Abies grandis), abeto blanco (Abies amabilis), aliso rojo y tejo del Pacífico (Taxus brevifolia), así como en el sotobosque, el arce de vid, especies de rododendro, la mahonia o uva de Oregón (Mahonia aquifolium), y diversas bayas. La explotación de los bosques, que son una reserva hidrológica importante, sigue siendo intensa. Esta ecorregión cubre 7068 km² en Oregón y 4734 km² en el estado de Washington.
Bosques Montanos de las Crestas de las Cascadas (4c)
Esta ecorregión del Bosque Montano de las Crestas de las Cascadas (Cascade Crest Montane Forest) consiste en una meseta montañosa salpicada de buttes y conos volcánicos que se elevan hasta los 2000 m de altitud. El vulcanismo del Plioceno con base en la andesita ha recubierto las rocas precedentes. Las glaciaciones del Pleistoceno dejaron lagos glaciales en el medio de la meseta. Los cursos de agua secundarios y sinuosos cruzan estos terrenos parcialmente helados. Los grandes bosques son de tsuga subalpina, abeto elegante y abeto alpino, con abeto de Vancouver, abeto noble, pino de Oregón, pícea de Engelmann (Picea engelmannii) y pino torcido (Pinus contorta) crecen allí. En el sotobosque, se encuentran arce enredadera (Acer circinatum) y especies de rododendro, y también Xérophylle tenace o hierba de oso (Xerophyllum tenax), linneada boreal (Linnaea borealis) y gaulteria acostada (Gaultheria procumbens). Los pastizales de altitud sostienen especies herbáceas de sauce enano (Salix herbacea), Canche cespiteuse (Deschampsia cespitosa) y especies de Cyperaceae. Esta ecorregión cubre 4944 km² en Oregón y 803 km² en el estado de Washington, a lo largo de las crestas de las High Cascades con un enclave alrededor del cráter Newberry, al sur de Bend.
Cascadas subalpina/ alpina (4d)
Esta ecorregión de las «Cascadas subalpina/ alpina» (Cascades Subalpine/Alpine) está constituida por las más altas cumbres volcánicas nevadas de las Cascadas que se elevan por encima de los 2000 m de altitud, por encima de los praderas de altura; son también las de torrentes, circos y lagos glaciares. Las glaciaciones del Pleistoceno reformaron en gran medida el paisaje y dejaron morrenas y valles «en U». El tamaño de los glaciares y de los neveros se incrementa hacia el norte. La vegetación está adaptada a estas condiciones de altitud, de frío y de nieve. Algunos ejemplares de tsuga subalpina, abeto alpino y pino blanco (Pinus albicaulis) se encuentran esparcidos en las praderas subalpinas de plantas herbáceas y arbustos al nivel de la línea de los árboles. Carex breweri, Carex heteroneura var. chalciolepis, Carex nigra y Aster de los Alpes pueblan las turberas. Los lupinos, el lirio, los ásteres, los phlox, los rododendros y los digitalis representan lo esencial de las plantas con flores. Entre los dos, la roca está muy presente. Esta ecorregión cubre 857 km² en Oregón y 1005 km² en Washington, alrededor de los montes Rainier, Adams, Hood, Jefferson, Three Sisters, Bachelor, Diamond, Scott y McLoughlin.
Bosque montano de las Altas Cascadas meridionales (4e)
Esta ecorregión de los «Bosque montano de las Altas Cascadas meridionales» (High Southern Cascades Montane Forest) consiste en una meseta volcánica montañosa y glaciada puntuada por buttes y conos volcánicos aislados, entre 1200 y 2500 m de altitud. Los suelos con régimen de temperaturas criogénicas favorecen el desarrollo de los bosques de coníferas mixtos con Pruche subalpine, el pino torcido y el abeto del Pacífico. El abeto de Vancouver, el abeto del Colorado (Abies concolor) y el abeto rojo de California (Abies magnifica) son más comunes en el sur y el este. El pino de corteza blanca se encuentra en altitud. La cubierta vegetal es proporcionada por Luzula sp., Lupinus sp., Pyrola sp. y quimáfila (Chimaphila umbellata) en los bosques, por Eriogonum pyrolifolium, Polygonum newberryi y Carex breweri en los pastizales de altura. Esta ecorregión cubre 2370 km² en el sur de Oregón e incluye las regiones más bajas del parque nacional del Lago del Cráter.
Cascadas meridionales (4f, 4g)
Esta ecorregión de las «Cascadas meridionales» (Southern Cascades) es menos elevada y menos accidentada que las que la rodean; sus laderas son menos empinadas y sus valles son más anchos. La altitud varía de 400 a 1600 m. La vegetación refleja la larga sequía estival y los suelos de régimen de temperatura mésica. El caudal de los cursos de agua es significativamente más bajo que en el resto de las Cascadas. La tsuga del Pacífico y la tuya gigante de California dan paso gradualmente, hacia el sur, a especies comunes en Sierra Nevada, como cedro incienso (Calocedrus decurrens), abeto de Colorado, abeto rojo de California y pino de azúcar (Pinus lambertiana); y, en el sotobosque, Symphoricarpos sp., Boreal Linnaeus, mahonia o uva de Oregón (Mahonia aquifolium), especies de serbal, Chrysolepis sp.  y Holodiscus discolor. En las elevaciones bajas, dominan el pino de Oregón y el pino ponderosa (Pinus ponderosa). Esta ecorregión cubre 3662 km² en el sur de Oregón y en una parte de las cuencas del río Umpqua del Sur y del Rogue.

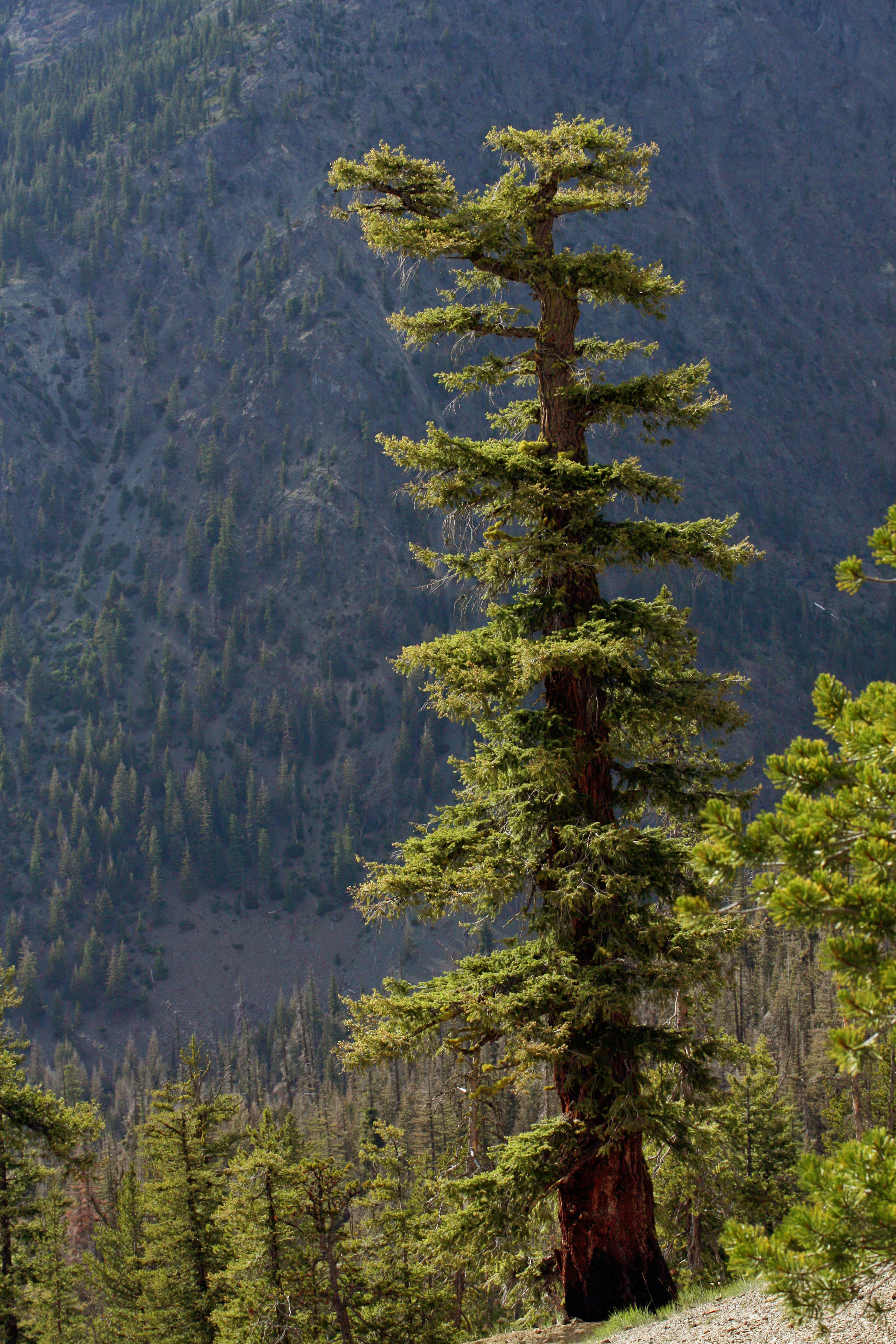
pino de Oregón en los montes Wenatchee.
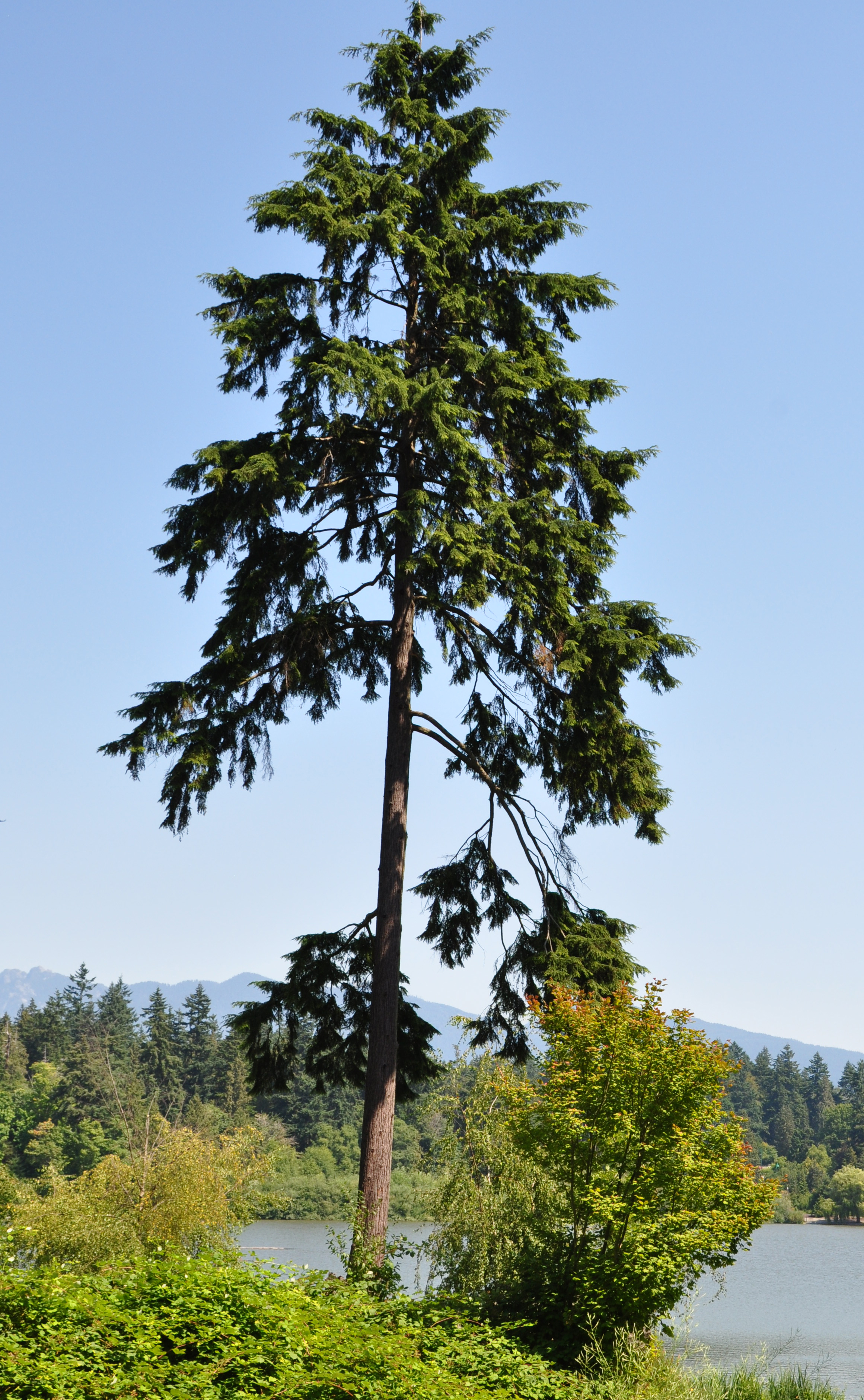
Tsuga del Pacífico (Tsuga heterophylla), en Colombie-Britannique.
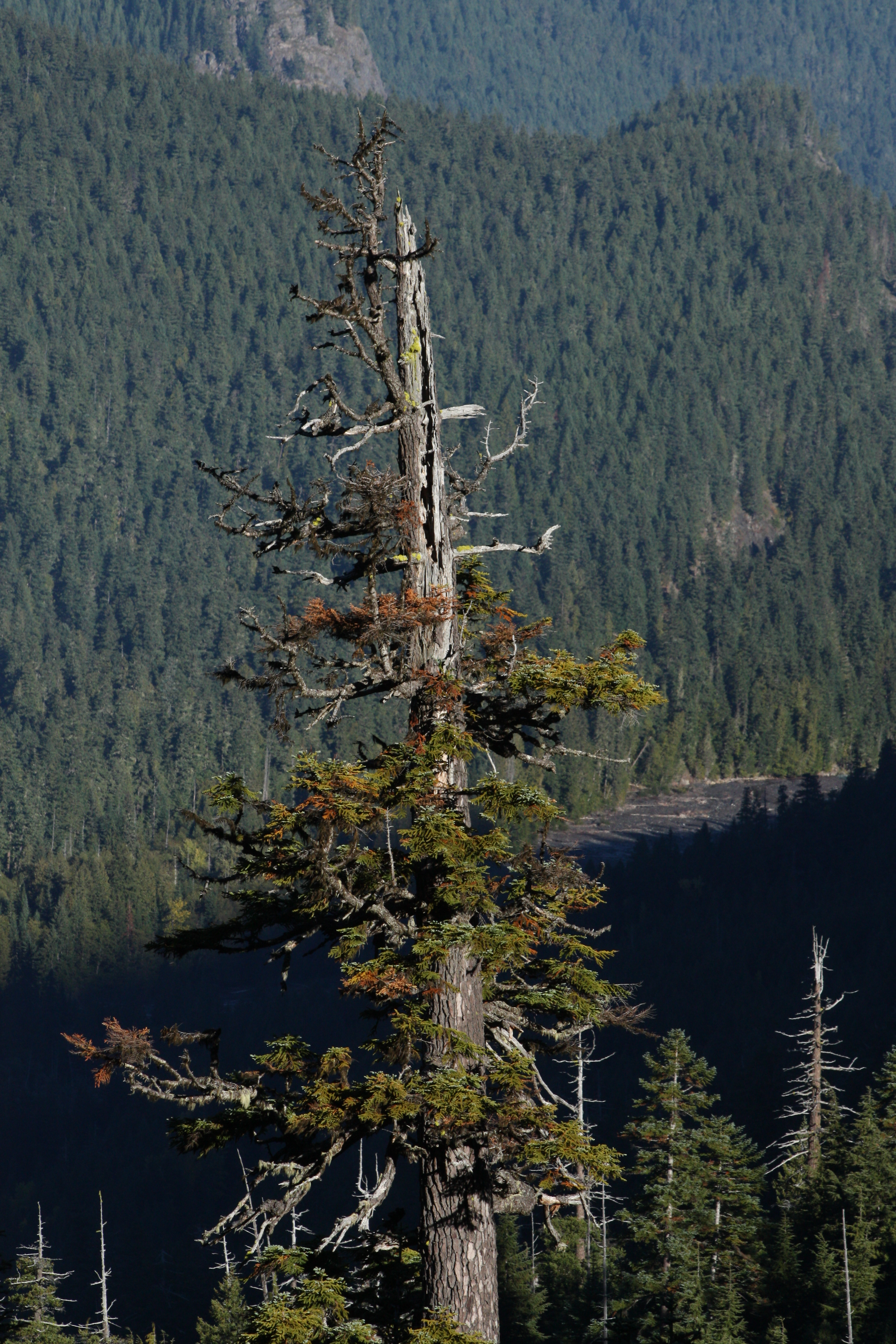
Viejo espécimen de abeto noble en el parque nacional del Monte Rainier
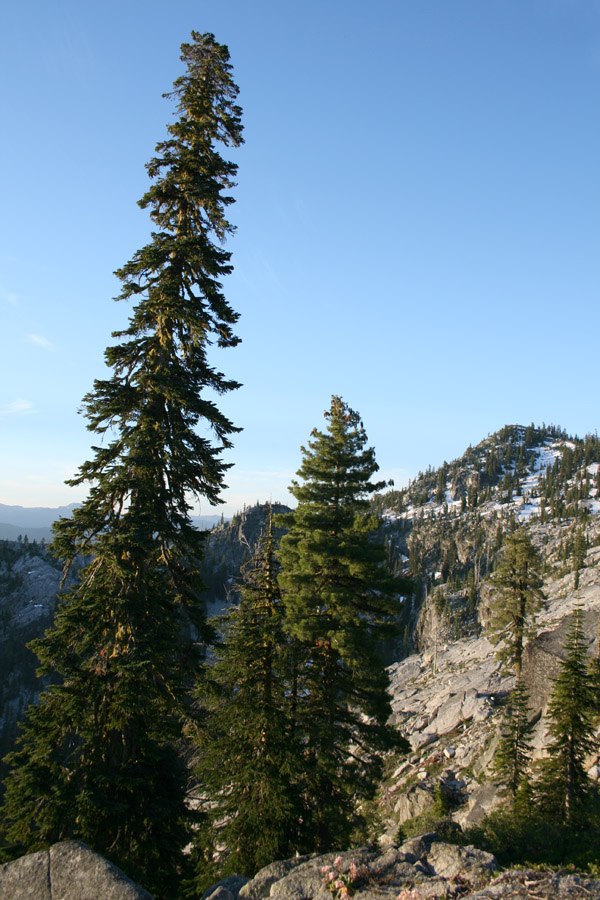
Abeto gracieux en los montes Siskiyou.

#### Ecorregión de las vertientes y piedemontes orientales de las Cascadas

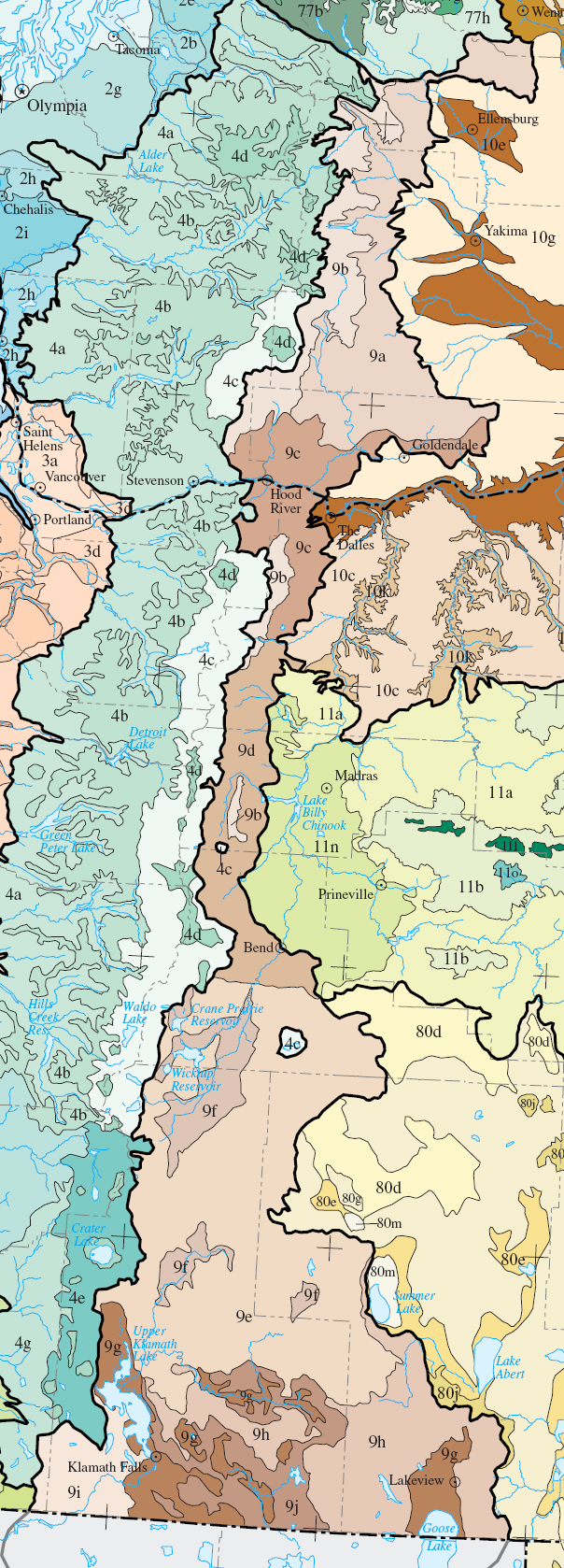
Mapa de las ecorregiones de nivel IV en la ecorregión de las vertientes y piedemontes orientales de las Cascadas (nivel III, en tonos de marrón).

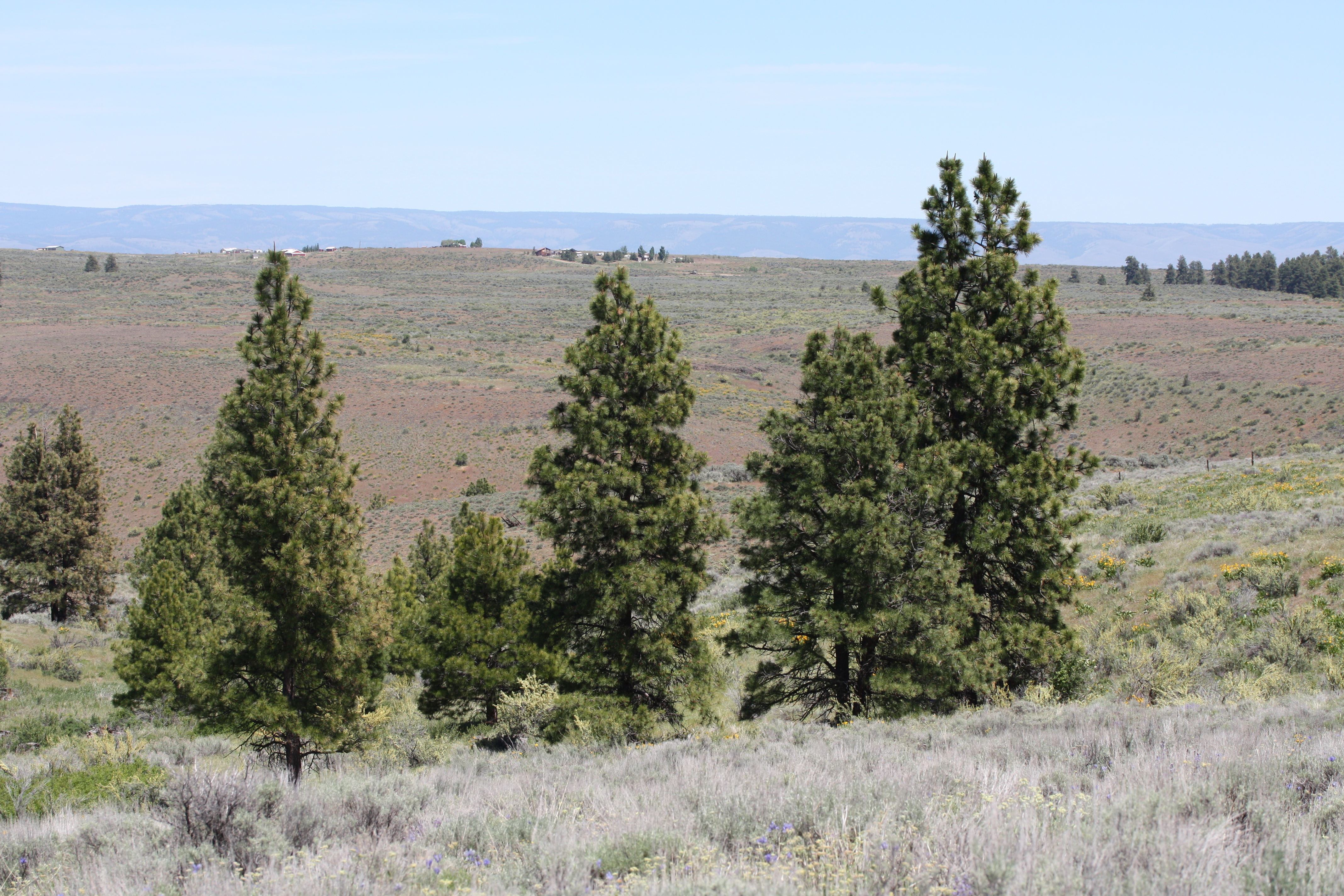
Vista de la meseta con pinos ponderosa salpicados

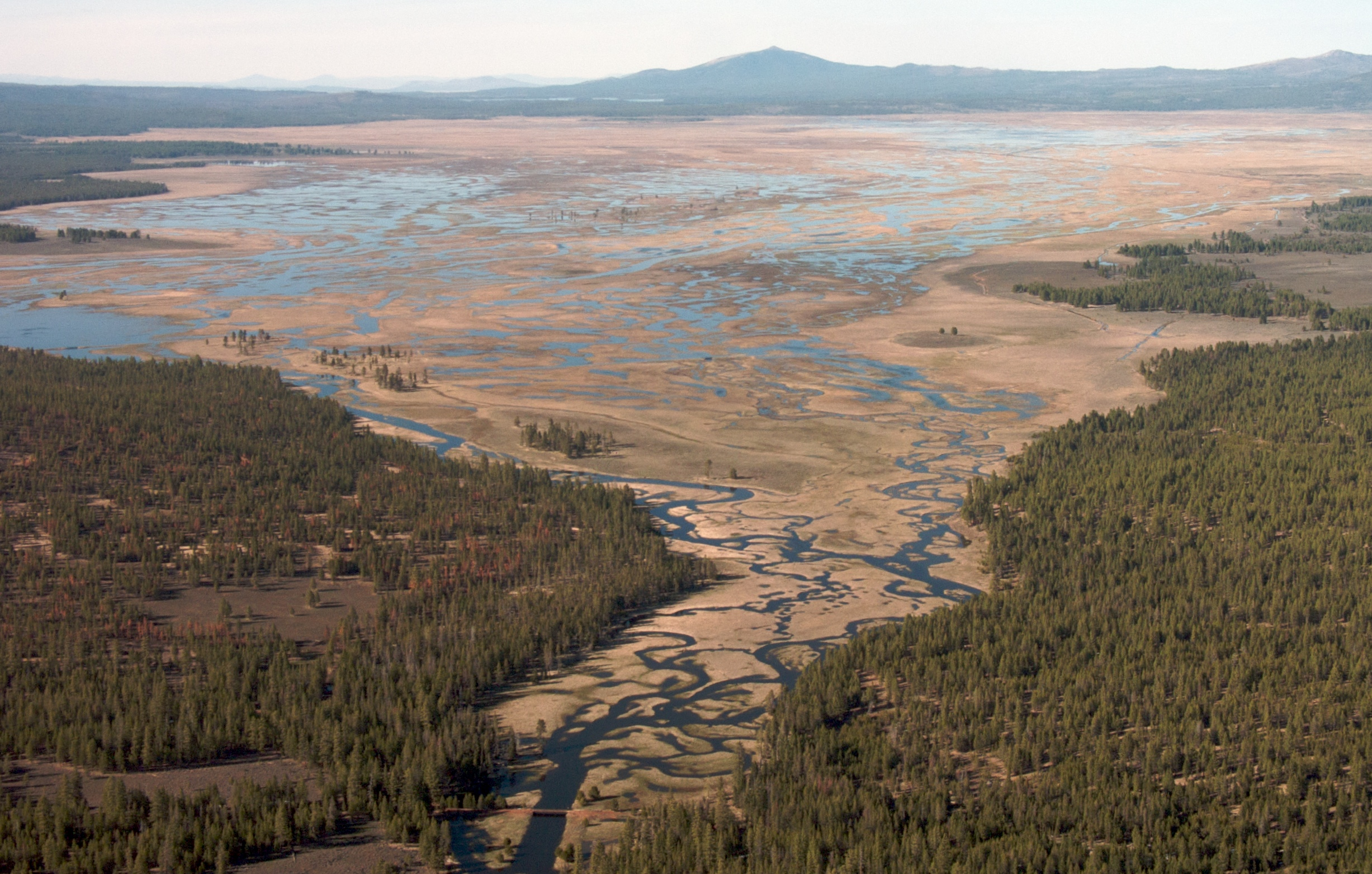
Vista de las marismas de Sycan, a lo largo del río Sycan, en el centro-sur de Oregón

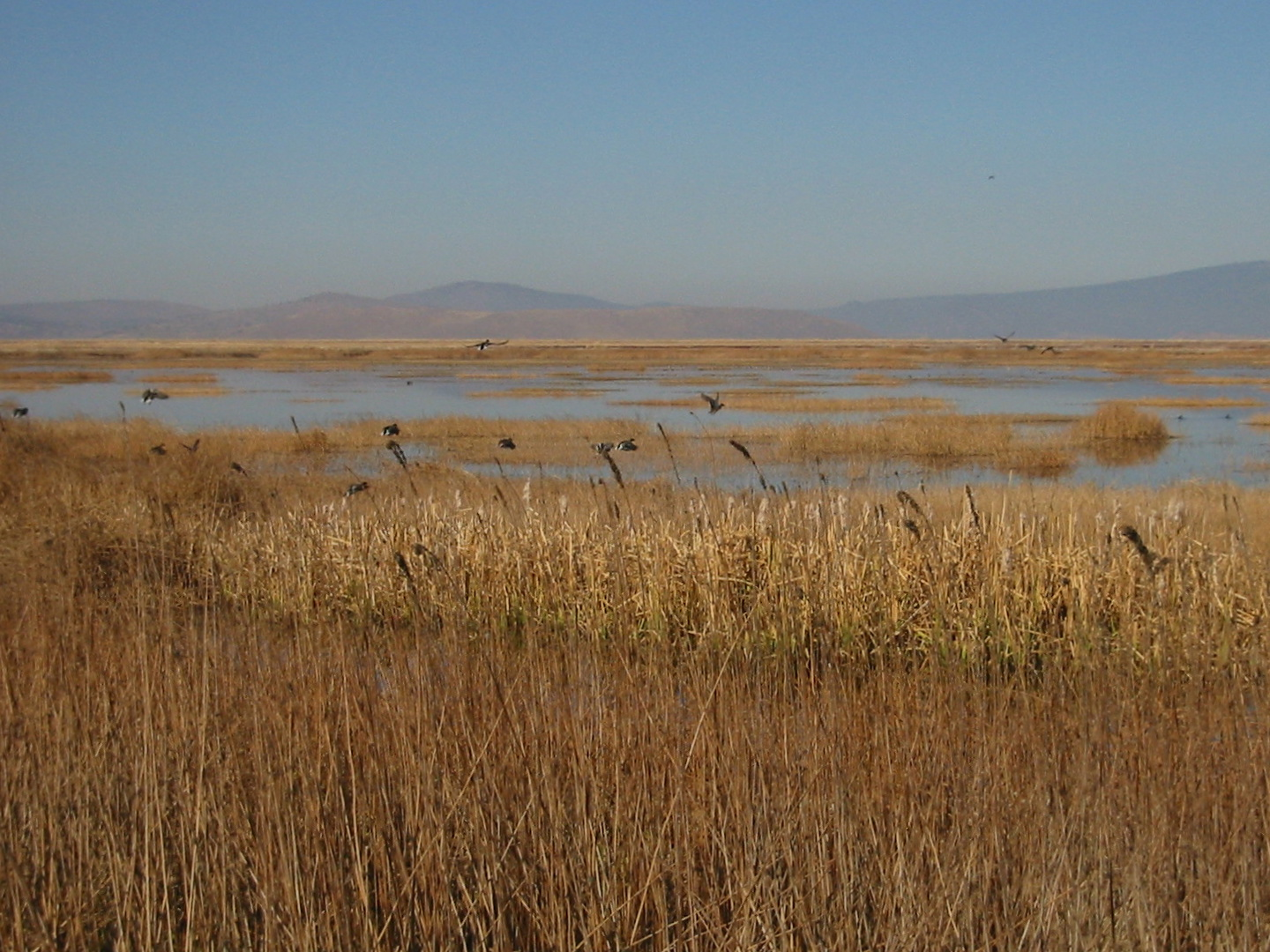
Pantano en el Refugio Nacional de Vida Silvestre del Klamath Inferior.

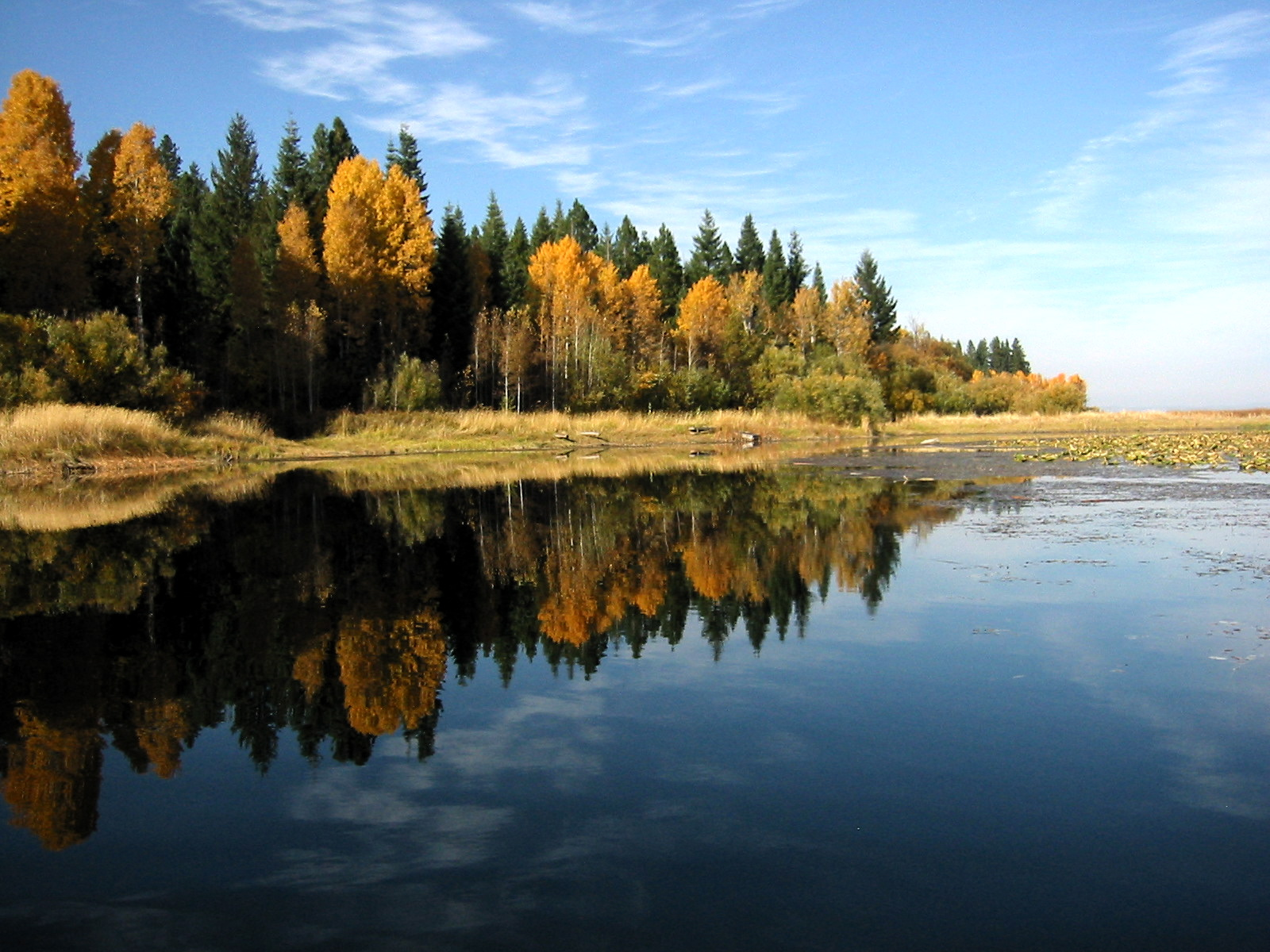
Vista del lago Klamath Superior, con ejemplares de álamo temblón, pino ponderosa y abeto del Colorado.

La ecorregión de las vertientes y piedemontes orientales de las Cascadas corresponde a las vertientes de las High Cascades ubicadas en la sombra orográfica de la cadena y sujetas a mayores diferencias de temperatura. El clima es, por lo tanto, más continental que el de la vertiente occidental y permite el desarrollo de bosques abiertos basados en el pino ponderosa y el pino torcido. Esta ecorregión se ve muy afectada por los incendios forestales. Se extiende a los estados de Washington, Oregón y California. Incluye muchos conos y buttes volcánicos.
Entre los mamíferos se encuentran insectívoros como las musaraña errante (Sorex vagrans), la musaraña palustre (Sorex palustris) y el topo enano (Neurotrichus gibbsii). Los quirópteros están representados por el pequeño murciélago café (Myotis lucifugus) y el murciélago moreno (Eptesicus fuscus). Los carnívoros están representados por el oso negro (Ursus americanus), la comadreja de cola larga (Mustela frenata), el coyote (Canis latrans) y el zorro rojo (Vulpes vulpes). Los grandes herbívoros están representados por el wapití de Roosevelt (Cervus canadensis roosevelti) y el ciervo mulo (Odocoileus hemionus) incluida su subespecie columbianus, el ciervo de cola negra de Colombia. El antílope americano (Antilocapra americana) es un mamífero bien adaptado a la vegetación rasa de la meseta de pumitas. Los pequeños mamíferos son los más numerosos con, por ejemplo, la marmota de vientre amarillo (Marmota flaviventris), la ardilla de pino amarillo (Tamias amoenus), la ardilla voladora del norte (Glaucomys sabrinus) y la liebre americana (Lepus americanus).
Las zonas riparias incluyen al piquituerto común (Loxia curvirostra). Los pantanos, lagos, embalses, bosques húmedos y cursos de agua proporcionan un hábitat importante para la migración de las aves acuáticas. La agujeta escolopácea (Limnodromus scolopaceus) es una especie típica de la cuenca del río Klamath.
El río Deschutes, que forma el límite oriental de las Cascadas en Oregón, y sus afluentes son el hogar de la trucha arco iris, mientras que la trucha marrón (Salmo trutta) se ha introducido desde Europa y es una amenaza para las especies anteriores al colonizar su hábitat natural.
Las especies de anfibios viven en los humedales, incluida la salamandra oscura (Ambystoma gracile) al noroeste del parque, la salamandra de dedos largos (Ambystoma macrodactylum), el tritón rugoso (Taricha granulosa), la ensatina de Oregón (Ensatina eschscholtzii oregonensis), la rana de cola costera (Ascaphus truei), el sapo boreal (Bufo boreas boreas), la rana arborícola del Pacífico (Hyla regilla) y la rana de las Cascadas (Rana cascadae).
Los reptiles están representados por la lagartija de Sagebrush (Sceloporus graciosus graciosus), la iguana de cuernos cortos (Phrynosoma douglassii douglassii), la lagartija de cocodrilo boreal (Gerrhonotus coeruleus) y la culebra rayada (Thamnophis sirtalis fitchi).

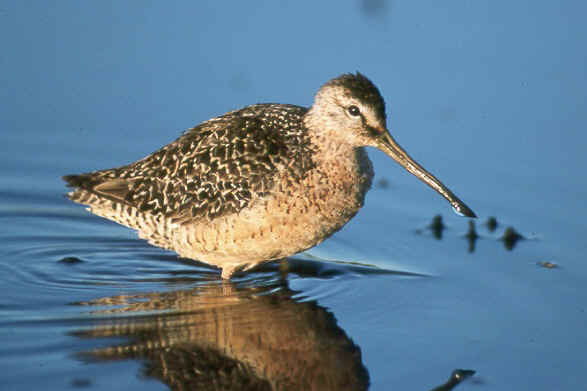
Agujeta escolopácea en la cuenca del Klamath
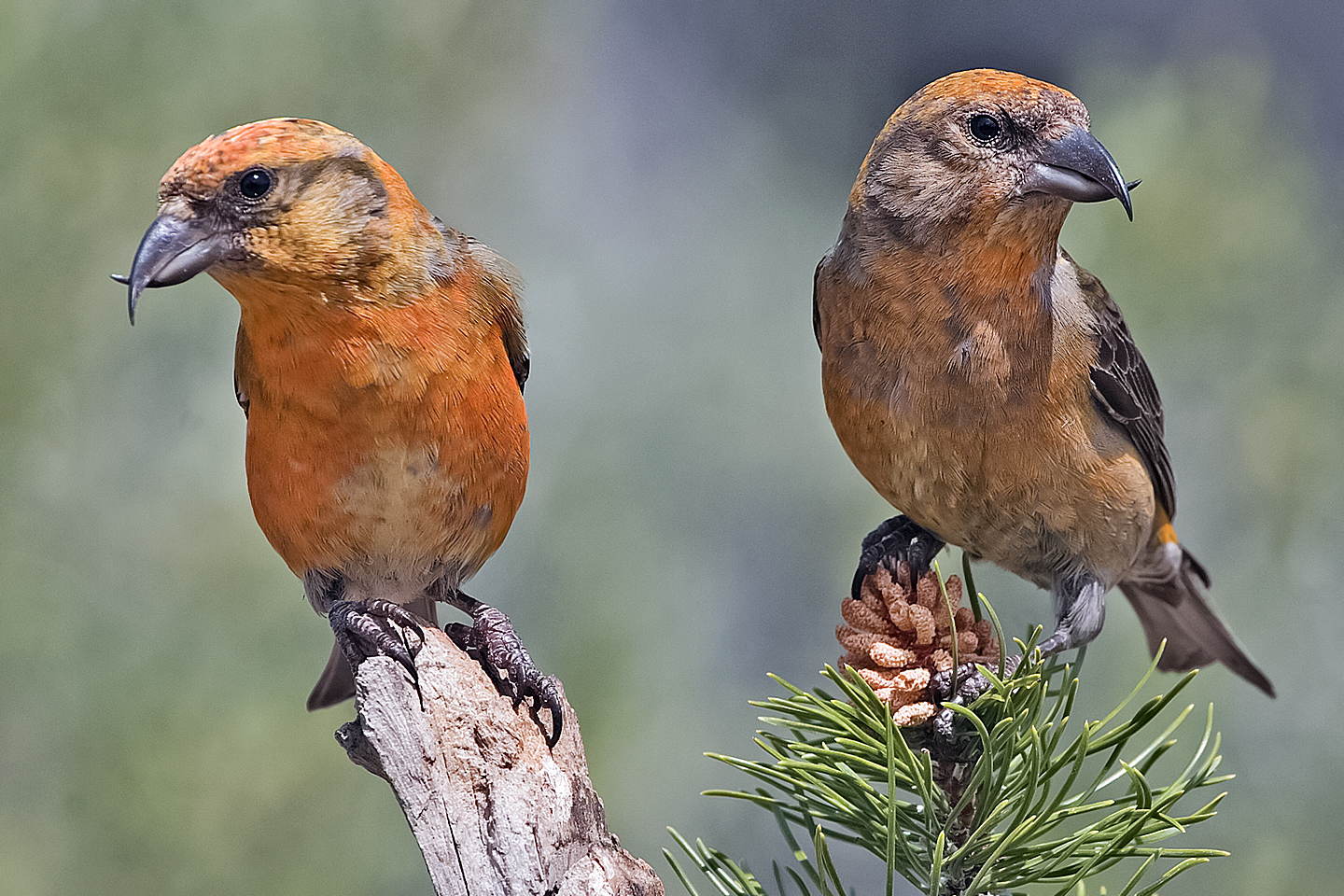
Piquituerto común en el bosque nacional de Deschutes
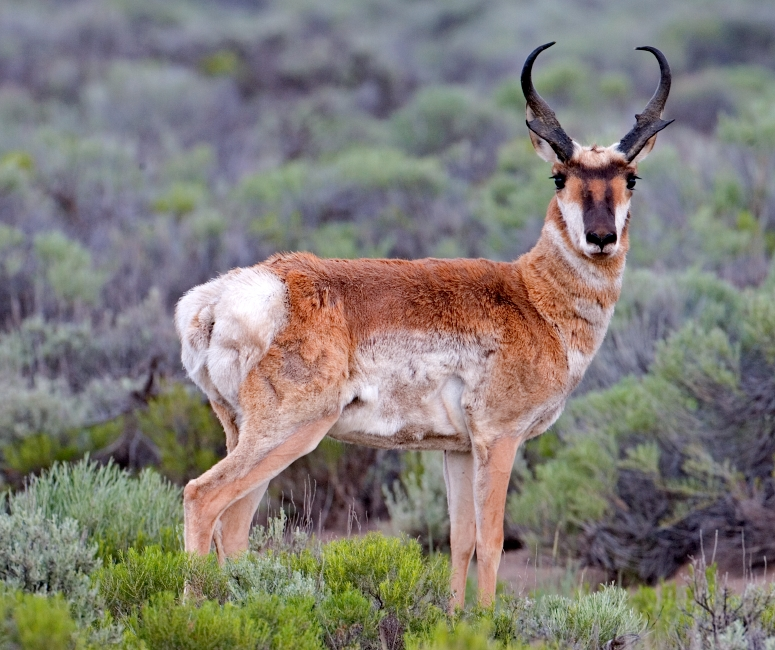
Antilocapra americana en la meseta de pumitas
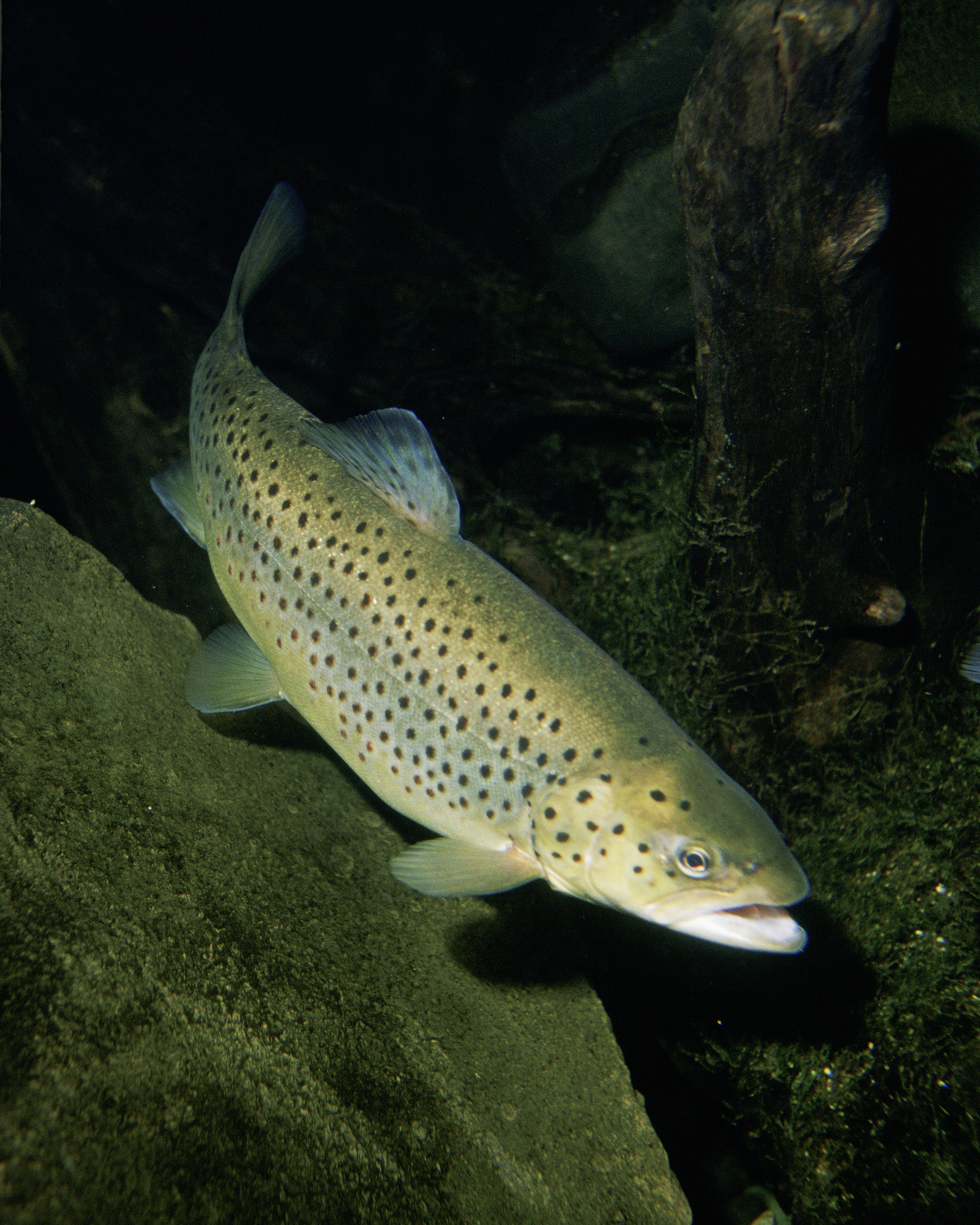
Una trucha marrón en el medio natural

Meseta de Yakima y sus laderas (9.ª)
Esta ecorregión de la «Meseta de Yakima y sus laderas» (Yakima Plateau and Slopes) está compuesta de mesetas, buttes y cañones cuyas rocas basálticas están entrecortadas por importantes cursos de agua que fluyen en frecuentes cascadas, especialmente en el sur. La altitud varía de 750 a 1500 m. El clima continental seco permite el desarrollo de bosques claros de pino Ponderosa y de Purshia sp. con la presencia de pino de Oregón (Pseudotsuga menziesii) y del roble oregón blanco (Quercus garryana). Los incendios forestales son una parte natural de esta ecorregión. Cubre 4644 km² en el estado de Washington, principalmente en las tierras de los yakamas.
Bosque mixto de abeto de Vancouver (9b)
Esta ecorregión del «Bosque mixto de abeto de Vancouver» (Grand Fir Mixed Forest) se caracteriza por las altas mesetas heladas, las montañas y los cañones que albergan importantes cursos de agua. Alberga varios lagos glaciares. La altitud varía de 650 a 1800 m. Los suelos, con un régimen de temperaturas frías y un clima continental nevado, permiten el desarrollo a la vez del abeto de Vancouver y del pino de Oregón, con la presencia de pino ponderosa y alerce occidental (Larix occidentalis). En el sotobosque, se encuentran el arce enredadera, especies de avellanos, Symphoricarpos sp. y Holodisque discolor. Esta ecorregión cubre 2103 km² en el estado de Washington y 420 km² en Oregón, al este de las montes Rainier, Adams y Hood y sobre Black Butte.
Piedemontes de robles y coníferas (9c)
Esta ecorregión de «Piedemontes de robles y coníferas» (Oak/Conifer Foothills) es relativamente baja y seca, y alberga la mayor biodiversidad de la parte oriental de las Cascadas. Se compone de piedemontes, montañas bajas, mesetas y valles que varían entre 150 y 1050 m de altitud. Las influencias oceánicas se infiltran a través de la garganta del Columbia, moderando el clima continental. Como resultado, el ecosistema comparte las especificidades del este y del oeste de Oregón. La región se caracteriza por la presencia del castaño de Garry y del pino ponderosa, en un lado, y del pino de Oregón y de la tsuga del Pacífico, en el otro. Algunas praderas también están presentes. En el sotobosque, se encuentran festuca de Idaho (Festuca idahoensis), el agroespira de trigo (Pseudoroegneria spicata), la Purshia tridentata, la mahonia o uva de Oregón (Mahonia aquifolium), el avellano y el Symphoricarpos sp. Las tierras, en gran parte privadas, se explotan para la silvicultura, la fruticultura, la horticultura y la ganadería. Esta ecorregión cubre 1458 km² en el estado de Washington y 1194 km² en Oregón, a lo largo de la cuenca del Columbia.
Bosque claro de pino ponderosa y de Purshia (9d)
Esta ecorregión de «Bosque claro de pino ponderosa y de Purshia» (Ponderosa Pine/Bitterbrush Woodland) está dominada por las altas mesetas volcánicas onduladas y los cañones en cuyo fondo fluyen ríos de caudales medios. La altitud varía de 700 a 1600 m. La hidrogeología volcánica, derivada de las cenizas del monte Mazama, asegura un flujo permanente en los cursos de agua y un buen drenaje de los suelos con un régimen de temperaturas frías. Permiten el desarrollo de bosques de pinos ponderosa, apenas adelgazados por frecuentes incendios naturales. En bajas elevaciones, la Purshie tridentada es un recurso importante para el sustento de los ciervos durante el invierno. A más altitud, se encuentran arctostaphyle de hojas verdes (Arctostaphylos patula) y Symphoricarpos sp. Las áreas riparias albergan el aliso blanco (Alnus incana), especies de cornejos (Cornus sp.) y de sauce (Salix sp.), así como también plantas de la familia de la juncia. Esta ecorregión cubre 2789 km² en Oregón, al este del monte Jefferson, del Three Fingered Jack y de las Three Sisters.

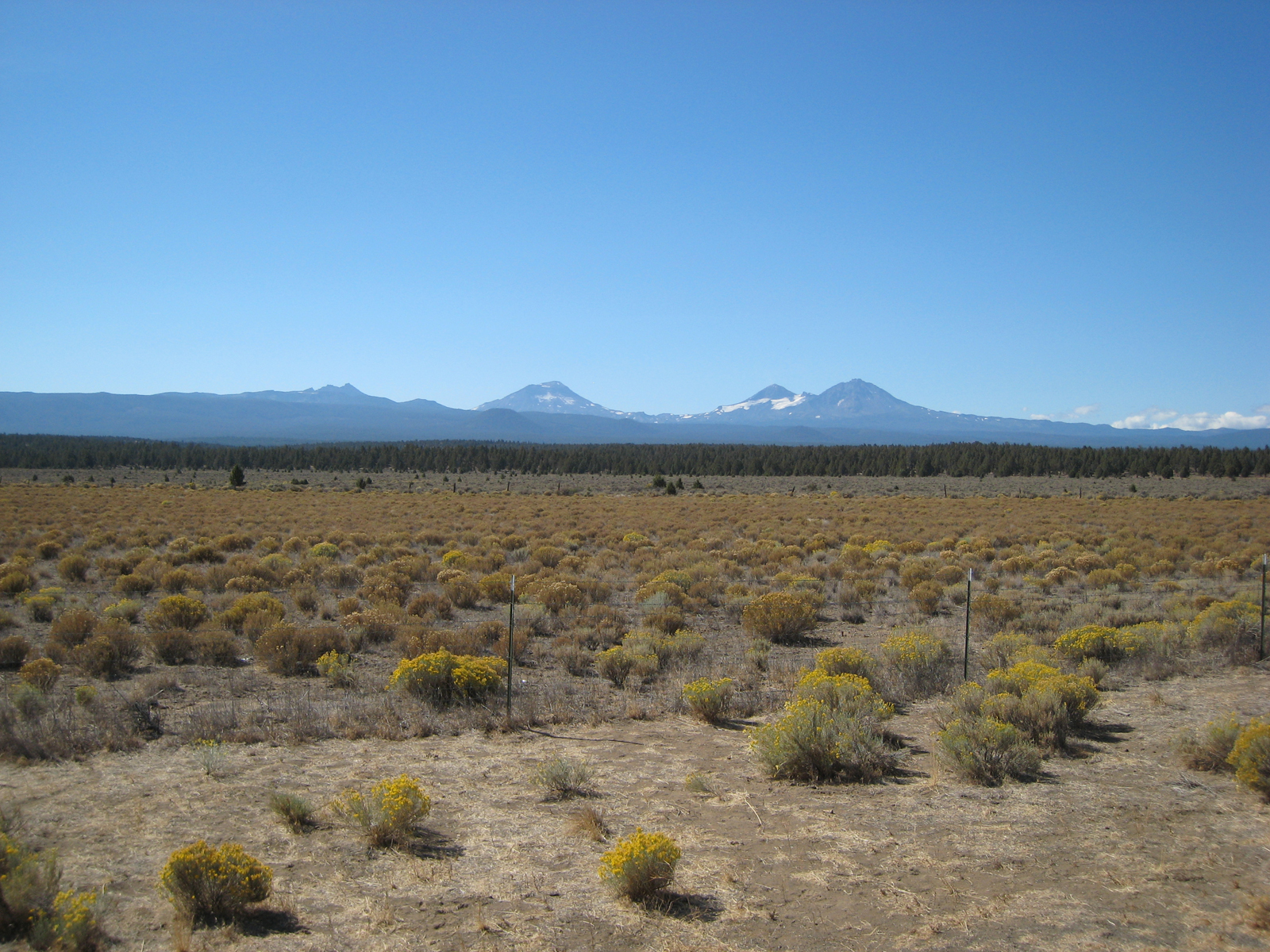
Vista de la meseta de pumitas hacia los volcanes de la cordillera hacia el oeste

Meseta de pumitas (9e)
Esta ecorregión de la «Meseta de pumitas» (Pumice Plateau) es una alta meseta volcánica recubierta en general por los gruesos depósitos de ceniza y de pumitas del monte Mazama. La altitud varía de 1300 a 2500 m. Los suelos residuales están profundamente enterrados, son altamente permeables y están sujetos a la sequía; solo se alimentan intermitentemente de pequeños arroyos y marismas que se forman en la primavera. Las temperaturas bajo cero son posibles durante todo el año. Los bosques de pino ponderosa están muy extendidos en las laderas y el abeto del Colorado está en elevaciones más altas. Las depresiones más frías, donde los depósitos de pumita son más gruesos, están dominadas por el pino torcido y en el suelo, Purshie tridentada y la festuca de Idaho. Las áreas riparias albergan alisos blancos, especies de cornejos y de sauces, así como álamos temblones (Populus tremuloides). La meseta de pumita tiene es 10 971 km² entre Bend y Klamath Falls, en Oregón, la ecorregión más grande de las laderas orientales y los piedemontes de las Cascadas.
Cuencas frías y húmedas de la meseta de pumitas (9f)
Esta ecorregión de «Cuencas frías y húmedas de la meseta de pumitas» (Cold Wet Pumice Plateau Basins) incluye las marismas de los ríos Sycan y Klamath, así como la cuenca de La Pine, que están rodeadas por la meseta de pumitas pero que tienen una vegetación y topografía diferentes. Ubicadas entre 1250 y 1600 m de altitud, "atrapan" las masas de aire frío durante el invierno, lo que resulta en temperaturas mínimas más frías. Debido a la presencia de aguas freáticas, la mayor parte del año, los suelos son más húmedos que en la meseta. La cuenca de La Pine descansa sobre gruesos depósitos lacustres de los que se derraman las aguas subterráneas procedentes de la nieve derretida. Alberga pinos retorcidos y, en los humedales, sauces y álamos temblones. Los pinos ponderosa dispersos están presentes en suelos más secos. Las marismas del Sycan y del río Klamath tienen una vegetación típica de praderas húmedas, como el junco de laguna (Scirpus lacustris acutus) y la Deschampsia cespitosa. Esta ecorregión cubre 1686 km² en Oregón.
Cuencas calientes y húmedas de los lagos Klamath y Goose (9g)
Si bien esta ecorregión de las «Cuencas calientes y húmedas de los lagos Klamath y Goose» (Klamath/Goose Lake Warm Wet Basins) es la más seca de toda la parte oriental de las Cascadas, aunque contiene, sin embargo, terrenos inundables, terrazas aluviales y un lago de origen pluvial. La altitud varía de 1200 a 1650 m. Algunas especies de Leymus, Poa y Elymus recubrieron alguna vez estas cuencas pero desaparecieron después del drenaje para abrir áreas residenciales, prados y zonas marismales. La Agropyre à épi, la festuca de Idaho, la Purshie tridentada, la Armoise tridentada se encuentran en pastizales con junco de lagunau y Typha sp. en las áreas más húmedas. Varias reservas naturales protegen la biodiversidad, en particular a las especies de peces y aves en peligro de extinción, alrededor de la cuenca del río Klamath. Esta ecorregión cubre 2691 km² en los condados de Klamath y Lake; las áreas contiguas de California aún no han sido cartografiadas.
Bosque de pinos y de abetos de Fremont (9h)
Esta ecorregión de «Bosque de pinos y de abetos de Fremont» (Fremont Pine/Fir Forest) consiste en montañas relativamente empinadas y altas mesetas que superan rara vez la línea de árboles. La altitud varía de 1500 a 2450 m. Los suelos residuales son comunes en la región, a diferencia de la meseta de pumitas, donde están enterrados profundamente debajo de la ceniza. Embalses, algunos lagos glaciares, muchas cascadas y torrentes están presentes. Debido al clima continental y a la variedad de terrenos, la vegetación es muy diversa. El pino ponderosa y el enebro común (Juniperus occidentalis) crecen a baja altitud. El abeto del Colorado, el pino de azúcar, el pino de corteza blanca, el pino torcido y el cedro de incienso se encuentran a gran altura y en las vertientes septentrionales. Symphoricarpos sp., Arnica sp., Poa sp., la Purshie tridentada y Carex inops conforman el sotobosque. Esta ecorregión cubre 4330 km² en Oregón; las áreas contiguas de California aún no han sido cartografiadas.
Vertientes de las Cascadas meridionales (9i)
Esta ecorregión de las «Vertientes de las Cascadas meridionales» (Southern Cascades Slope) hace la transición entre las vertientes occidentales y orientales de la cadena. Se caracteriza por las montañas moderadamente empinadas que se elevan entre 1100 y 1900 m de altitud.  Reciben precipitaciones importantes y hay importantes bosques de pino ponderosa. El abeto del Colorado, el abeto rojo, el pino de Oregón y el cedro de incienso crecen a gran altura. En el sotobosque se encuentran la festuca de Idaho, la festuca occidental (Festuca occidentalis), la Purshie tridentada, Carex rossii, Symphoricarpos sp. y Castanopsis chrysophylla. Esta ecorregión cubre 1334 km² en Oregón, alrededor de la cuenca del río Klamath; las áreas contiguas de California aún no han sido cartografiadas.
Bosque claro de juníperos del Klamath (9j)
Esta ecorregión de «Bosque claro de juníperos del Klamath» (Klamath Juniper Woodland) se compone de colinas y escarpes recubiertos de bosques claros entre 1350 y 1900 m de altitud. La precipitación anual promedio es de entre 30 y 50 centímetros. El enebro occidental crece en suelos superficiales y rocosos, albergando Armoise tridentada, Purshia sp. de hierbas con tussok. Varias especies características de la estepa de matorral son bastante inusuales en el este de Oregón, como Wyethia mollis, Prunus subcordata y del cercocarpo de montaña (Cercocarpus betuloides). Los matorrales proporcionan un hábitat importante para la vida silvestre. Los embalses marcan el paisaje, proporcionando una parte significativa del agua necesaria para el riego. Esta ecorregión cubre 2031 km² en Oregón, al sur de Klamath Falls, en la cuenca del río Lost; las áreas contiguas de California aún no han sido cartografiadas.

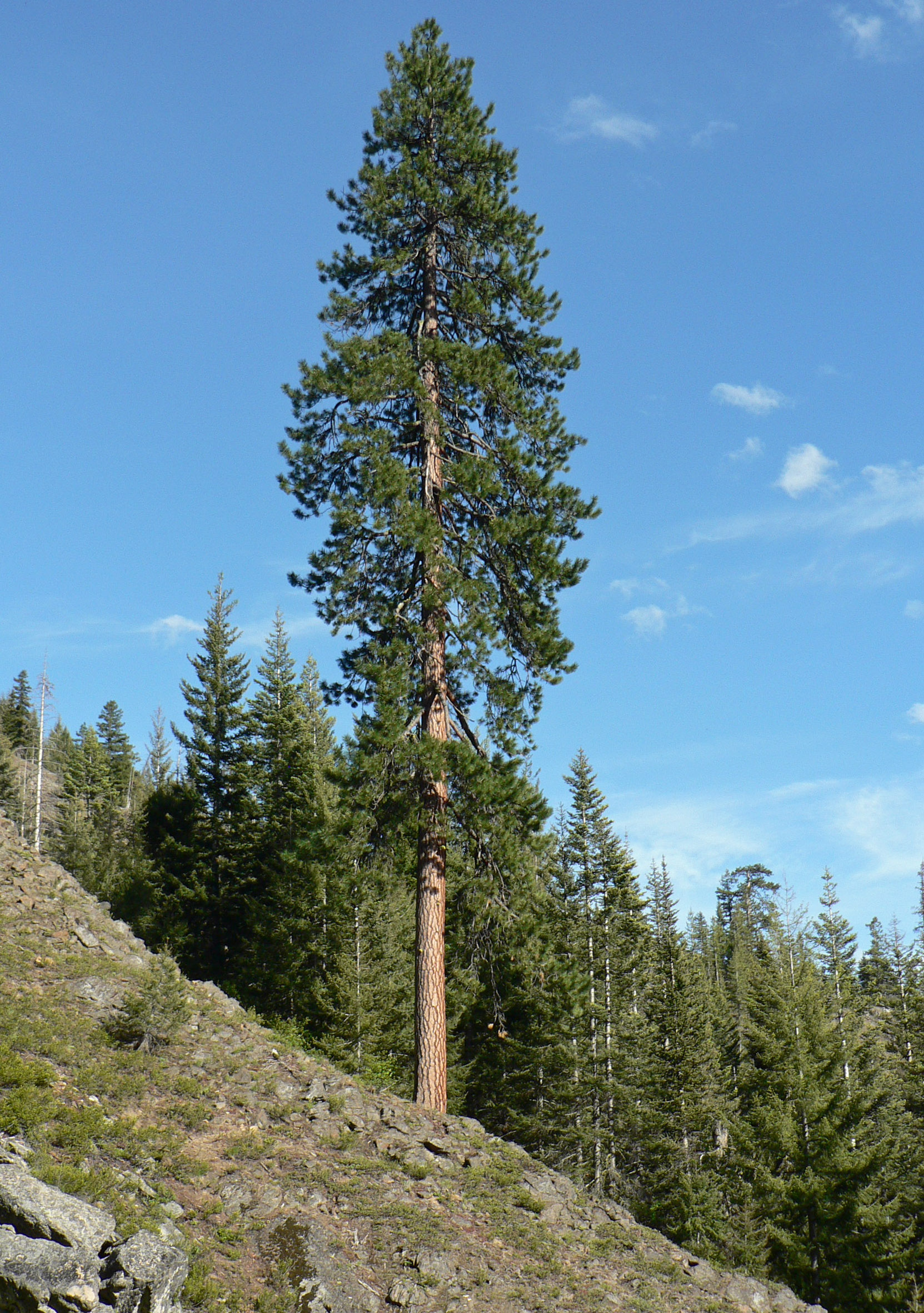
Pino ponderosa en el bosque nacional de Wenatchee.
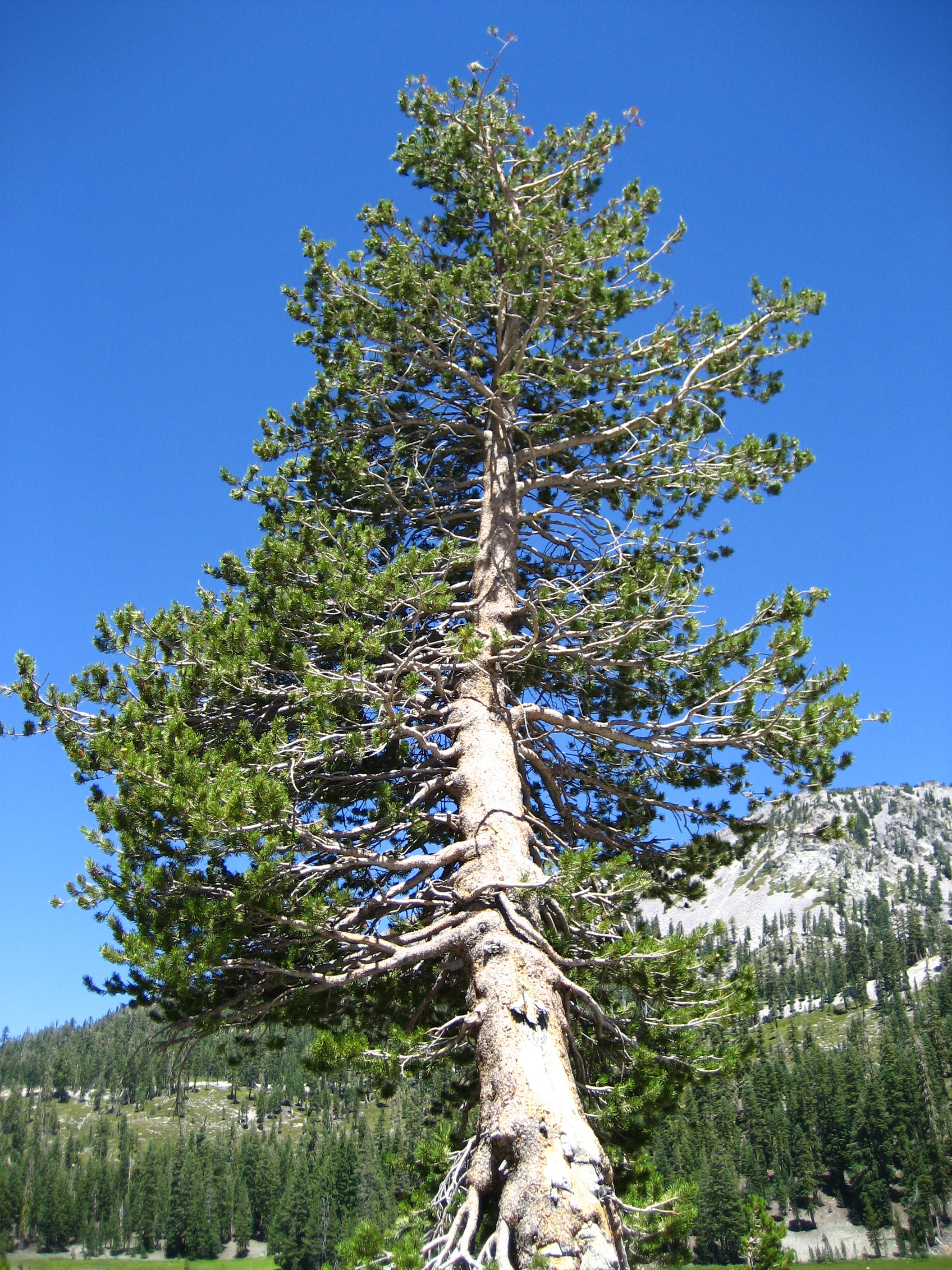
Pino torcido en el parque nacional volcánico Lassen.
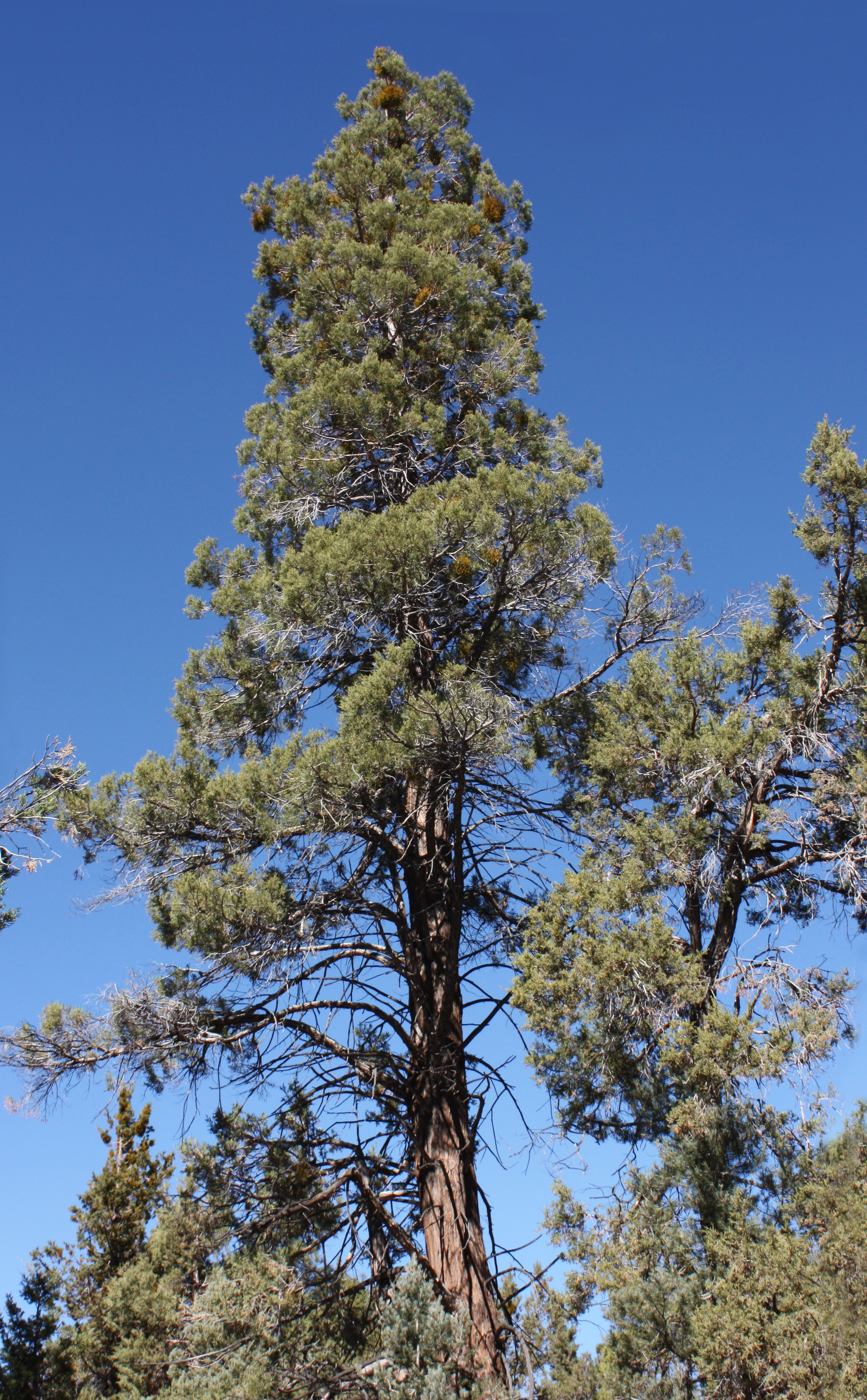
Cedro incienso en California
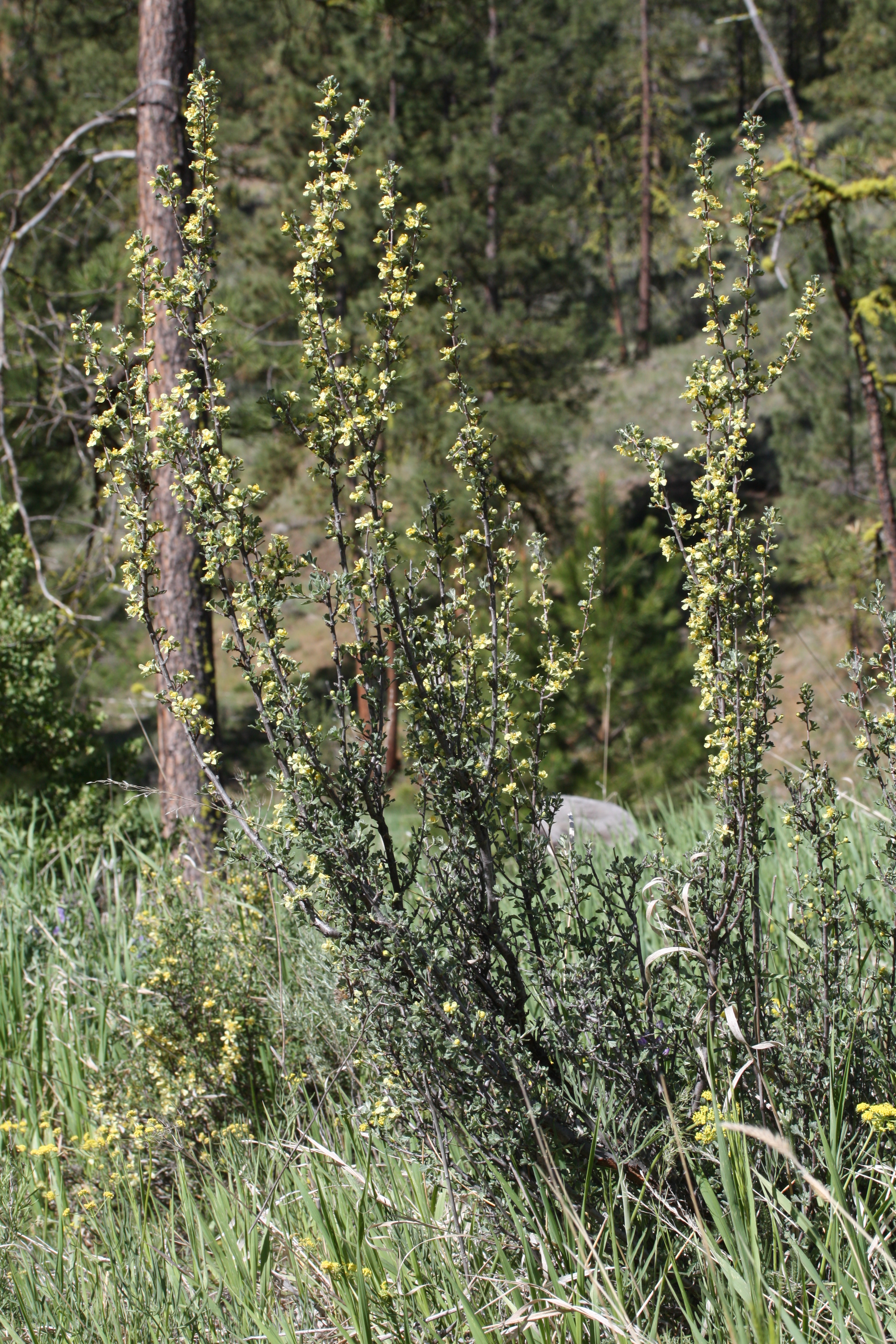
Espécimen de Purshie tridentada.

#### Ecorregión de las Cascada del Norte

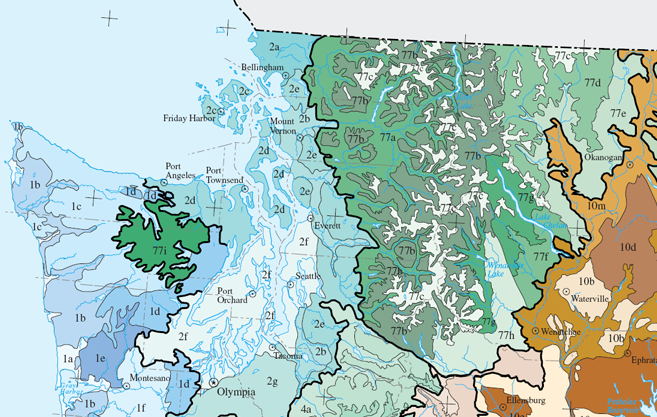
Mpa de las ecorregones de nivel IV en la ecorregión de las Cascada del Norte (nivel III, en tonos de verde).

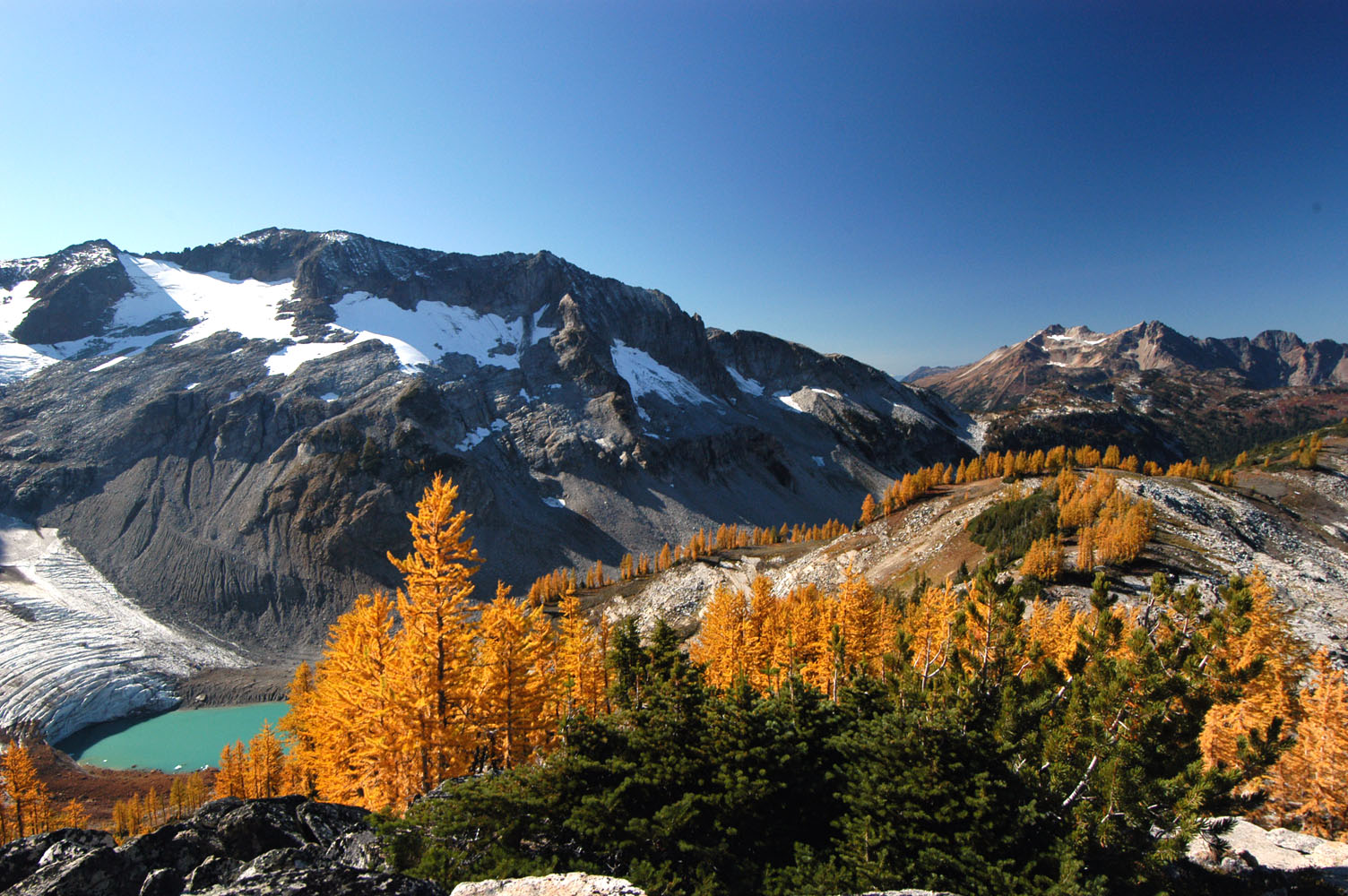
Paisajes de la Glacier Peak Wilderness, en el límite de los árboles.

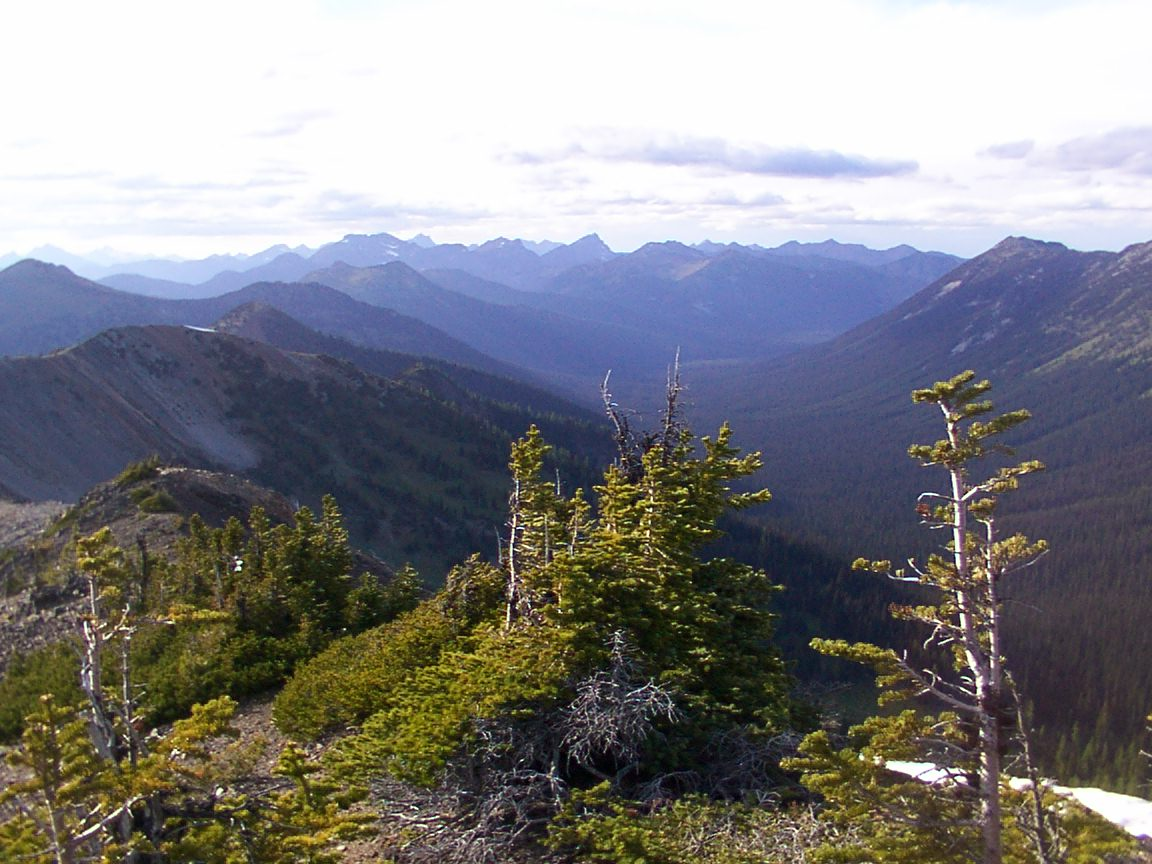
Paisaje en el área salvaje Pasayten

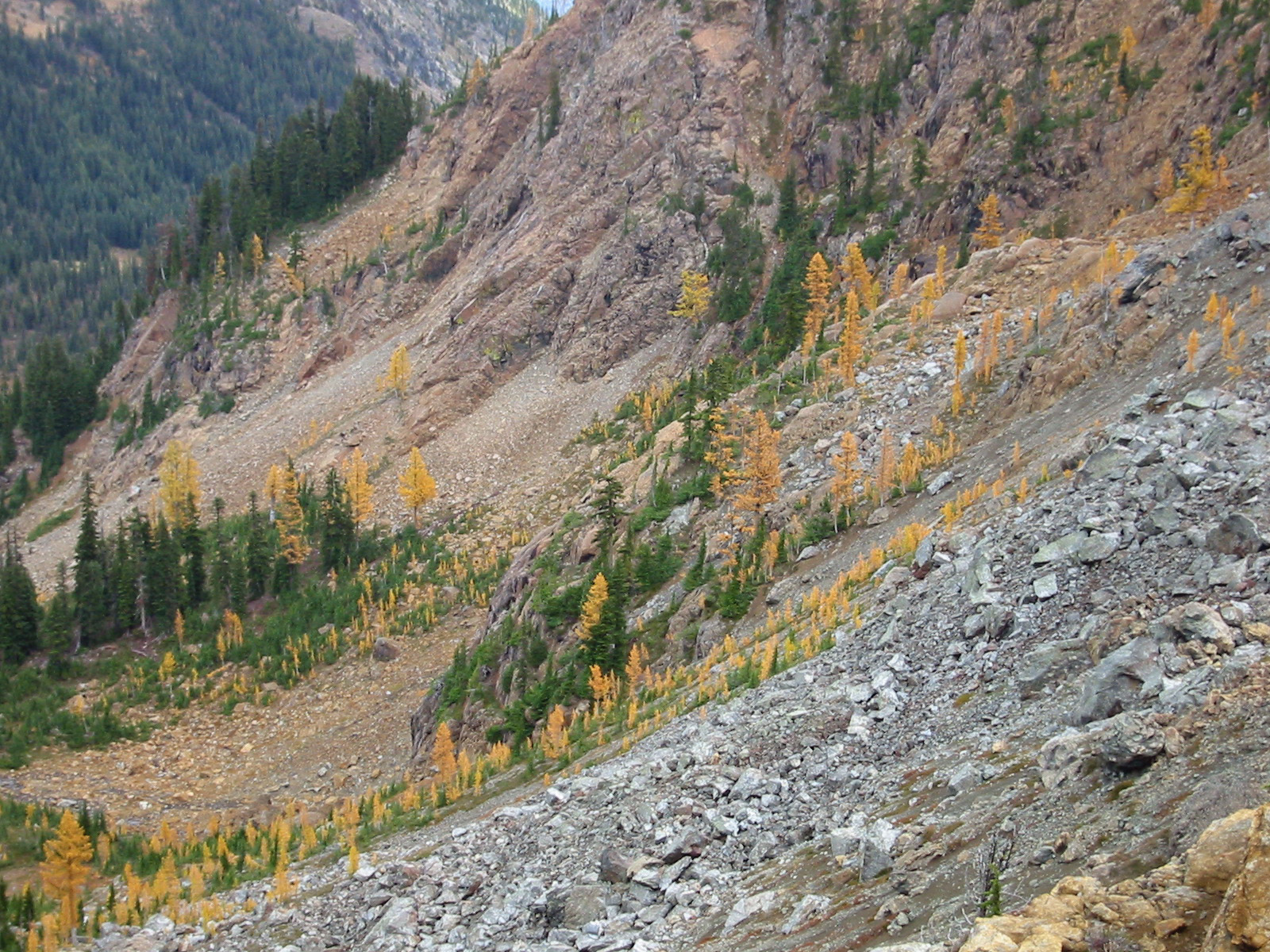
Vista de los montes Wenatchee.

La ecorregión de las Cascada del Norte corresponde al grupo montañoso más septentrional de la cadena, al que se añaden las elevaciones más altas de las montañas Olímpicas (High Olympics, 77i). El macizo está compuesto principalmente por picos altos y escarpados, entre los cuales el número de volcanes es mucho más bajo que en las High Cascades. La concentración de glaciares es la más grande de los Estados Unidos fuera de Alaska. El clima es variado, con influencias oceánicas suaves y húmedas hacia el oeste y un clima continental seco hacia el este. Las especies vegetales dominantes son las coníferas: la tsuga del Pacífico, la tsuga subalpina , el abeto blanco, el abeto subalpino, el abeto de Vancouver y el pino de Oregón (Pseudotsuga menziesii). La fauna se compone de cérvidos, ursidos, pumas, cabras de las Rocosas, marmotas, tetraoninas o incluso perdices nívales. Esta ecorregión se extiende a la Columbia Británica y al Estado de Washington
Los grandes herbívoros están representados por la cabra de las Rocosas (Oreamnos americanus), el muflón canadiense (Ovis canadensis), el alce (Alces americanus), el ciervo de cola negra de Colombia (Odocoileus hemionus) y el wapití (Cervus canadensis). Los principales depredadores son el oso negro (Ursus americanus), el grizzly (Ursus arctos), el lobo (Canis lupus), el puma (Puma concolor), el lince canadiense (Lynx canadensis) y el lince rojo (Lynx rufus). Entre los pequeños mamíferos se encuentran el castor americano (Castor canadensis), la marta americana (Martes americana), la nutria de río del norte (Lontra canadensis), el manicou (Didelphis marsupialis), la ardilla de Douglas (Tamiasciurus douglasii), la ardilla de manto dorado de las Cascadas (Spermophilus saturatus), la musaraña palustre (Sorex palustris) y doce especies de murciélagos, entre ellos el murciélago de Yuma (Myotis yumanensis).
El águila calva (Haliaeetus leucocephalus), el mérgulo jaspeado (Brachyramphus marmoratus) y el búho manchado (Strix occidentalis) son las únicas tres especies de aves del parque nacional de las Cascadas del Norte amenazadas a nivel nacional. Más de la mitad de las aves son migratorias que abandonan la cordillera para pasar en los países más meridionales desde el otoño hasta la primavera. En el oeste de la cadena, a una altitud inferior a 500 m, en el bosque lluvioso templado viven el búho manchado (Strix occidentalis), el cárabo norteamericano (Strix varia), el búho real (Bubo virginianus), el grévol engolado (Bonasa umbellus), la paloma de collar (Patagioenas fasciata), el vencejo de Vaux (Chaetura vauxi), el picamaderos norteamericano (Dryocopus pileatus), el arrendajo de Steller (Cyanocitta stelleri), el carbonero dorsicastaño (Poecile rufescens), el reyezuelo de moño dorado (Regulus satrapa), el zorzalito de Swainson (Catharus ustulatus), el gorrión melódico (Melospiza melodia) y el camachuelo purpúreo (Carpodacus purpureus). De 500 a 1500 m están presentes el chupasavia pechirrojo (Sphyrapicus ruber), el arrendajo gris (Perisoreus canadensis), el trepador canadiense (Sitta canadensis), el zorzal de pecho cinchado (Zoothera naevi), el chipe cabecigrís de Tolmie (Oporornis tolmiei), el gorrión de Lincoln (Melospiza lincolnii) y el piquituerto común (Loxia curvirostra). Entre 1500 m y el línea de árboles, la zona acoge principalmente al urogallo fuliginoso (Dendragapus fuliginosus), al colibrí calíope (Stellula calliope), el pico tridáctilo (Picoides tridactylus), al cascanueces americano (Nucifraga columbiana), al solitario norteño (Myadestes townsendi), al tordo solitario (Catharus guttatus), a la reinita de Townsend (Dendroica townsendi), el gorrión rascador (Passerella iliaca) y al piquituerto aliblanco (Loxia leucoptera). En el medio alpino, donde no están presentes, viven el lagópodo coliblanco (Lagopus leucura), el cuervo grande (Corvus corax), la alondra cornuda (Eremophila alpestris), el bisbita alpino (Anthus spinoletta). En el extremo oriental y más árido del parque viven el tecolote occidental  (Otus kennicottii), el trepador enano (Sitta pygmaea), el chochín criollo (Troglodytes aedon), el pájaro gato gris (Dumetella carolinensis) y el pinzón de Cassin (Carpodacus cassinii).
El río Skagit y sus afluentes son el hogar de la trucha arco iris, la trucha degollada (Oncorhynchus clarkii), la trucha Dolly Varden (Salvelinus malma), el pescado blanco de montaña (Prosopium williamsoni). El curso del Wenatchee está poblada por trucha degollada, la trucha arco iris, la trucha de arroyo (Salvelinus fontinalis), el  salmón real y la trucha Dolly Varden.
Los gusanos de hielo y los colémbolos son las pocas especies vivientes que habitan en los glaciares.
Varias especies de anfibios viven en las zonas húmedas de las Cascadas del Norte, la salamandra oscuroa (Ambystoma gracile), la salamandra torcaz (Ambystoma macrodactylum), la gran salamandra (Dicamptodon ensatus), la salamandra dedos (Plethodon vehiculum), el tritón rugoso (Taricha granulosa), la ensatina de Oregón (Ensatina eschscholtzii), el sapo occidental (Bufo boreas), la  rana de árbol del Pacífico (Pseudacris regilla), la rana costera (Ascaphus truei), la rana de patas rojas (Rana aurora), la rana de las Cascadas (Rana cascadae), la rana moteada de Columbia (Rana luteiventris) y la rana toro (Rana catesbeiana).
Las serpientes están representadas por la boa de goma (Charina bottae), la culebra corredora constrictor (Coluber constrictor), el serpiente de cascabel de la pradera (Crotalus viridis), la serpiente de marfil occidental (Thamnophis elegans), la serpiente de hierba del noroeste (Thamnophis ordinoides), la serpiente común (Thamnophis sirtalis) y los lagartos por lagarto aligátor del norte (Elgaria coerulea), el lagartija escamosa del occidente (Sceloporus occidentalis) y la lagartija de mancha lateral norteña (Uta stansburiana). La tortuga pintada (Chrysemys picta) es la única especie de tortuga en las Cascadas septentrionales.

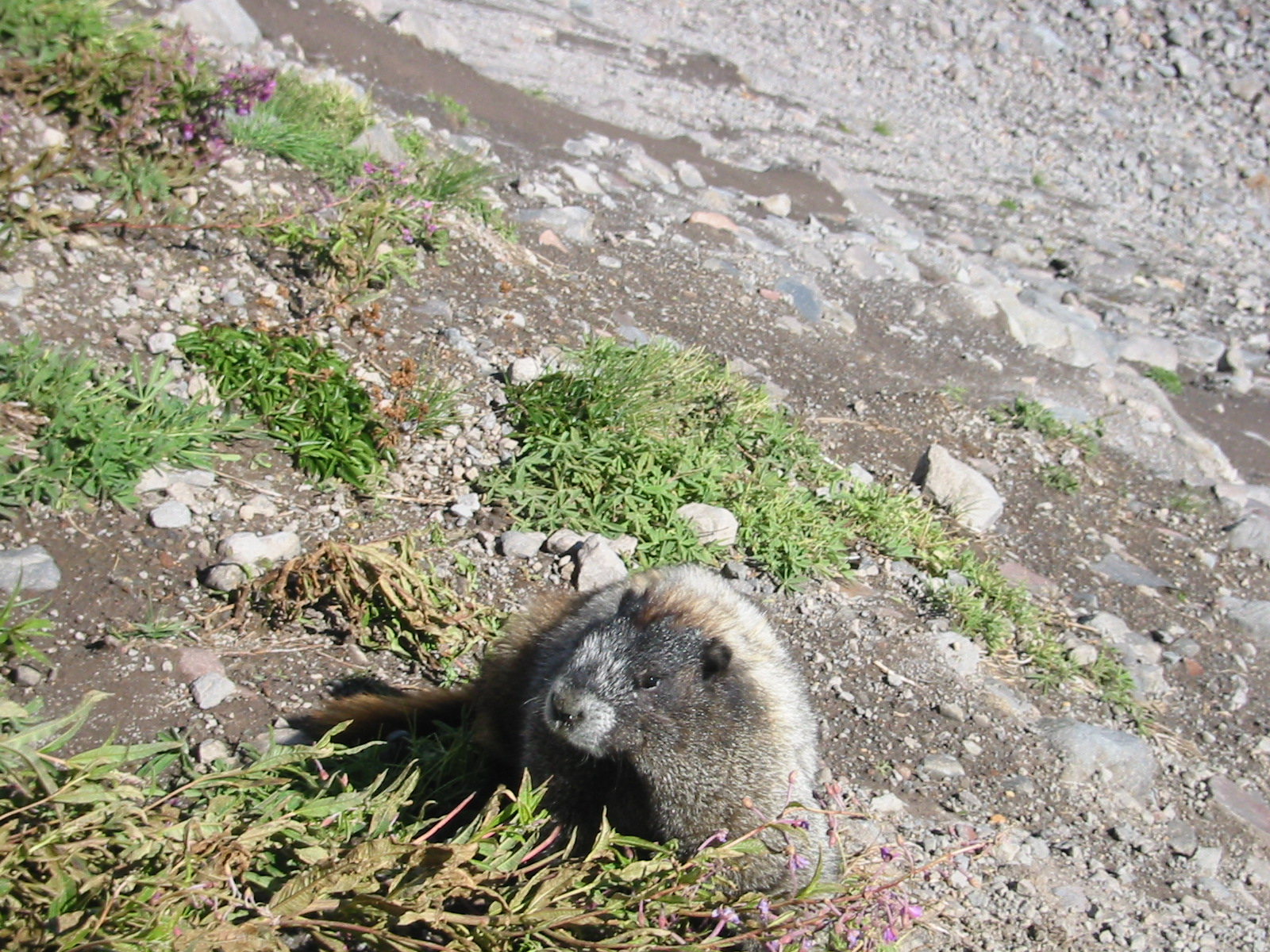
Marmota de las Rocosas en el área salvaje Mount Baker
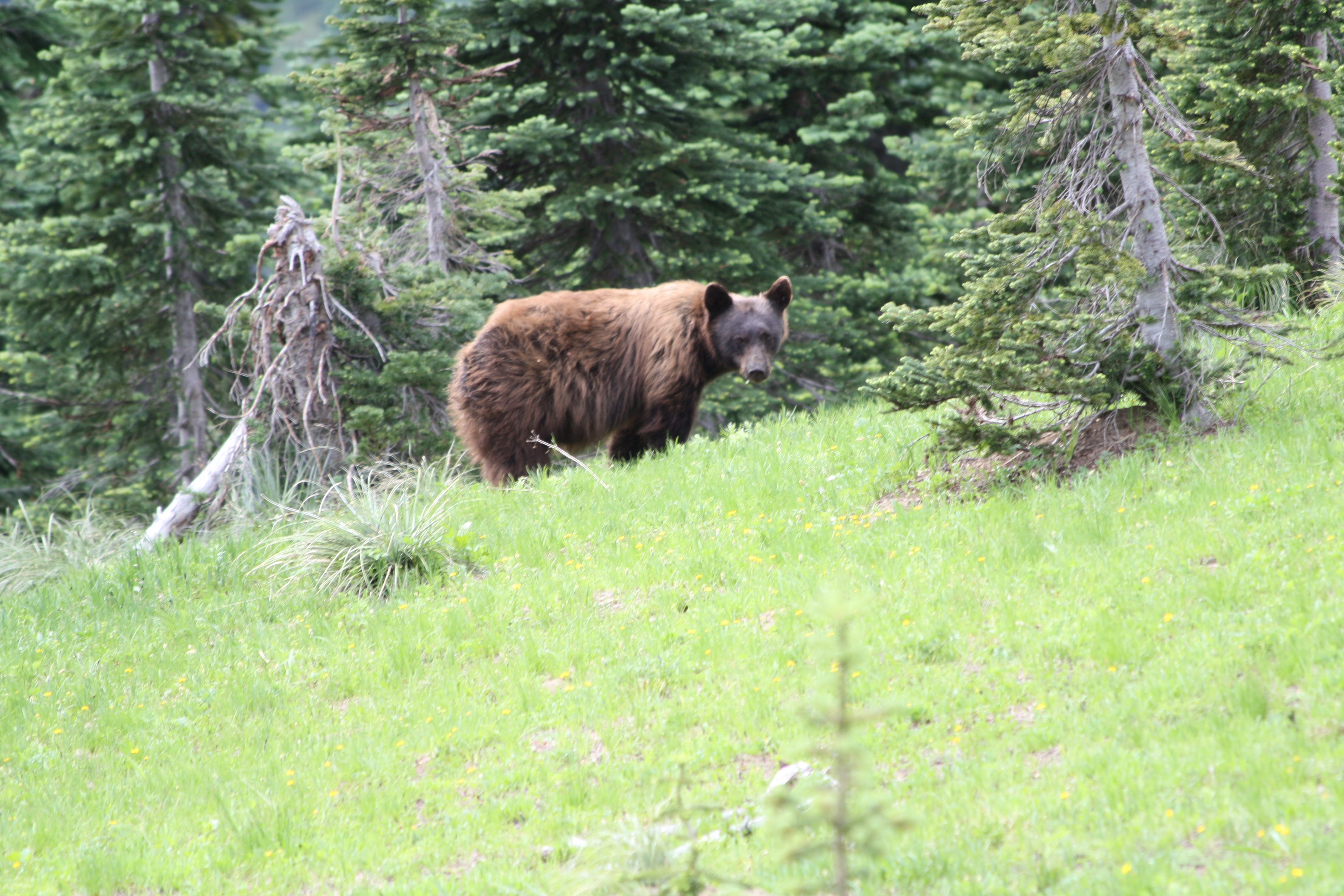
Oso negro en el parque nacional del Monte Rainier
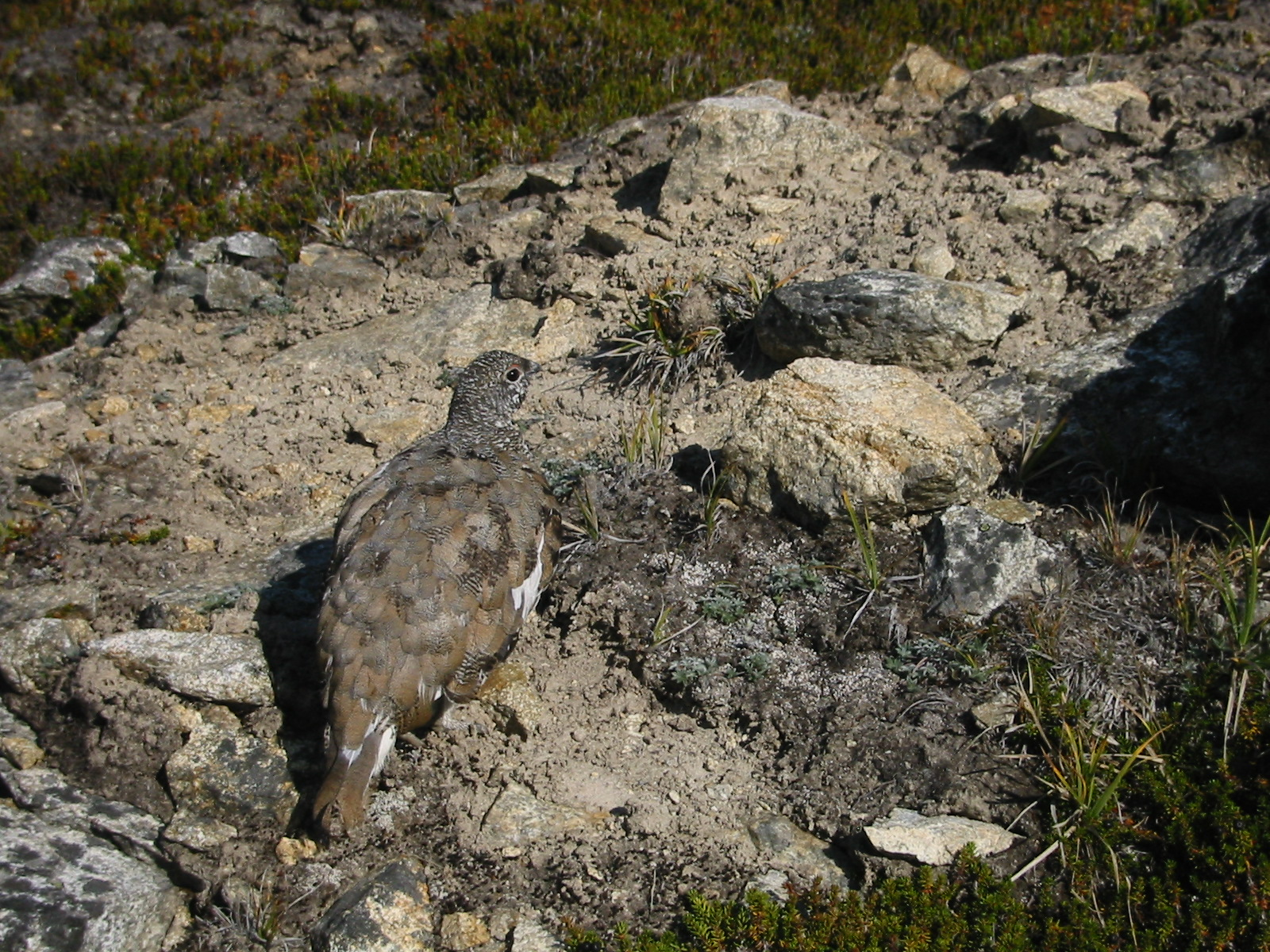
Perdiz blanca  en el área salvaje Glacier Peak
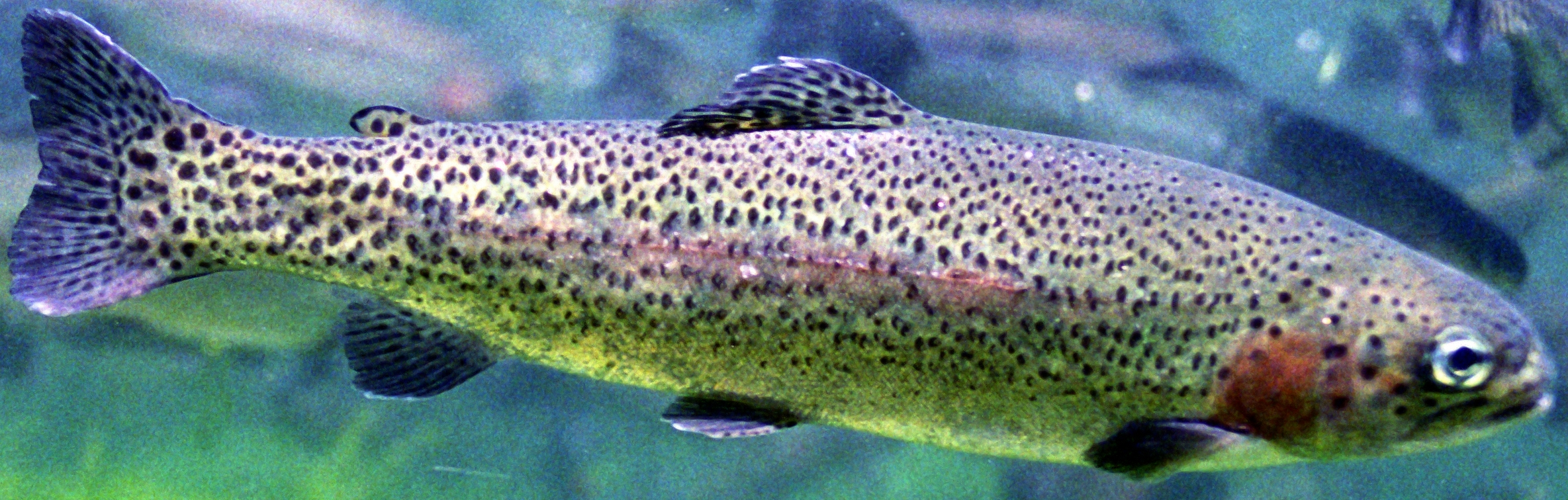
Trucha arco iris en el medio natural

Bosques de los valles de las Cascadas del Norte (77.ª)
Esta ecorregión de «Bosques de los valles de las Cascadas del Norte» (North Cascades Lowland Forests) está compuesta de montañas bajas y amplios valles glaciares, en cuyo fondo fluyen importantes ríos alimentados por el deshielo de los glaciares, con una precipitación anual de 1500 a 2300 mm. El relieve está entre 100 y 1000 m de altitud. Los bosques templados húmedos se han desarrollado debido al clima oceánico húmedo, dominado por especies como la tsuga del Pacífico, el pino de Oregón y tuya gigante de California. Las praderas ocupan los valles. Esta ecorregión cubre 2031 km² en el estado de Washington; las áreas contiguas de Columbia Británica aún no han sido cartografiadas.
Bosques las tierras altas de las Cascadas del Norte (77b)
Esta ecorregión de los «Bosques de las tierras altas de las Cascadas del Norte» (North Highlands Highland Cascades) se caracteriza por las aristas montañosas escarpadas y glaciadas, por los torrentes y por los lagos glaciares. La altitud varía de 850 a 2000 m. El clima es frío y la capa de nieve es importante. El abeto del Pacífico, la tsuga subalpina, la tsuga del Pacífico y algunos ejemplares de abeto alpino dominan los bosques. Esta ecorregión cubre 8133 km² en el estado de Washington; las áreas contiguas de Columbia Británica aún no han sido cartografiadas.
Pisos alpinosy subalpinos de las Cascadas del Norte (77c)
Esta ecorregión de «Pisos alpinos y subalpinos de las Cascadas del Norte» (North Cascades Subalpine / Alpine) se caracteriza por las cimas rocosas que se alzan entre 1700 y 3300 m de altitud, al pie de las cuales hay glaciares, circos y lagos glaciares. Las precipitationes pueden llegar a 3500 mm por año y alimentar a muchos torrentes. Las praderas subalpinos compuestas de hierbas y arbustos, con algunos especímenes raros de tsuga subalpina, abeto alpino y alerce subalpino, rodean los picos más altos y son el hogar de plantas y animales adaptados a las condiciones del clima subártico y a un suelo helado más de 300 días al año. Esta ecorregión cubre 4328 km² en el estado de Washington; las áreas contiguas de Columbia Británica aún no han sido cartografiadas.
Tierras altas de Pasayten y Sawtooth (77d)
Esta ecorregión de «Tierras altas de Pasayten y Sawtooth» (Pasayten / Sawtooth Highlands), en la vertiente oriental de las Cascadas, experimenta los inviernos más severos de toda la cadena, a pesar de una altitud promedio de entre 1200 y 2400 m. Ha experimentado fases de glaciación continental y alpina. Sus crestas, mesetas y valles en auge están dominados por el abeto alpino. El pino retorcido también crece al noreste; el pino de Oregón se encuentra a poca elevación, al igual que muchos humedales, mientras que el pino de corteza blanca se encuentra a gran altura. Esta ecorregión cubre 3017 km² en el estado de Washington; las áreas contiguas de Columbia Británica aún no han sido cartografiadas.
Colinas de pinos y abetos del Okanagan (77e)
Esta ecorregión de «Colinas de pinos y abetos del Okanagan» (Okanogan Pine / Fir Hills) se compone de montañas redondeadas y amplios valles glaciares. Aunque la altitud varía solo entre 750 y 1700 m, la mayor parte de los 250 a 900 mm de precipitaciones anuales cae en forma de nieve. La distribución de la vegetación cambia significativamente en función de estas bajas precipitaciones y de la temperatura, que varían mucho según la exposición y la altitud. Así, el pino ponderosa crece en las áreas más bajas y más secas, mientras que el pino de Oregón está en elevaciones más altas. El pasto de trigo es común en el sotobosque en el sur, y también la festuca de Idaho. Esta ecorregión cubre 3033 km² en el estado de Washington; as áreas contiguas de Columbia Británica aún no han sido cartografiadas.
Colinas tefríticas de Chelan (77f)
Esta ecorregión de «Colinas tefríticas de Chelan» (Chelan Tephra Hills) presenta relieves abruptos y glaciados recubiertos por espesos depósitos tefríticos, lo que refuerza la sequía en esta área al este de las crestas de la cadena, entre 350 y 1750 m de altitud. El pino ponderosa está adaptado a las bajas altitudes y el abeto alpino solo crece más allá de los 1500 m, mientras que el pino de Oregón se encuentra entre ambos. Esta ecorregión cubre solo 1127 km² en el estado de Washington.
Tierras altas de Wenatchee y Chelan (77g)
Esta ecorregión de las «Tierras altas de Wenatchee y Chelan» (Wenatchee / Chelan Highlands) se caracteriza por las montañas escarpadas, las aristas glaciadas, los valles glaciares con ríos de alto caudal y por algunos lagos glaciares. La altitud varía entre 350 y 2000 m y las precipitationes, principalmente a sotavento, entre 650 y 1400 mm. El pino de Oregón, el abeto de Vancouver, el abeto alpino y, en el suelo, Calamagrostis rubescens conforman la mayor parte del paisaje; también se encuentra el pino torcido y la pícea de Engelmann. Las plantas con flores del género Lewisia están adaptadas a estas condiciones relativamente secas. Esta ecorregión cubre 1922 km² en el estado de Washington.
Colinas y valles de Chiwaukum (77h)
Esta ecorregión de «Colinas y valles de Chiwaukum» (Chiwaukum Hills and Lowlands) está constituida por areniscas ricas en feldespato inusuales en las Cascadas del Norte. De hecho, el relieve se compone de colinas y cuestas fuertemente erosionadas e inestables, elevándose entre 600 y 1600 m de altitud. Las corrientes de agua en el fondo de los valles «en V» transportan cantidades significativas de sedimentos. La vegetación está compuesta de pino ponderosa, pino de Oregón, abeto de Vancouver, algunos especímenes de abetos alpinos y Purshia sp. y Calamagrostis rubescens. Esta ecorregión cubre 2059 km² en el estado de Washington.

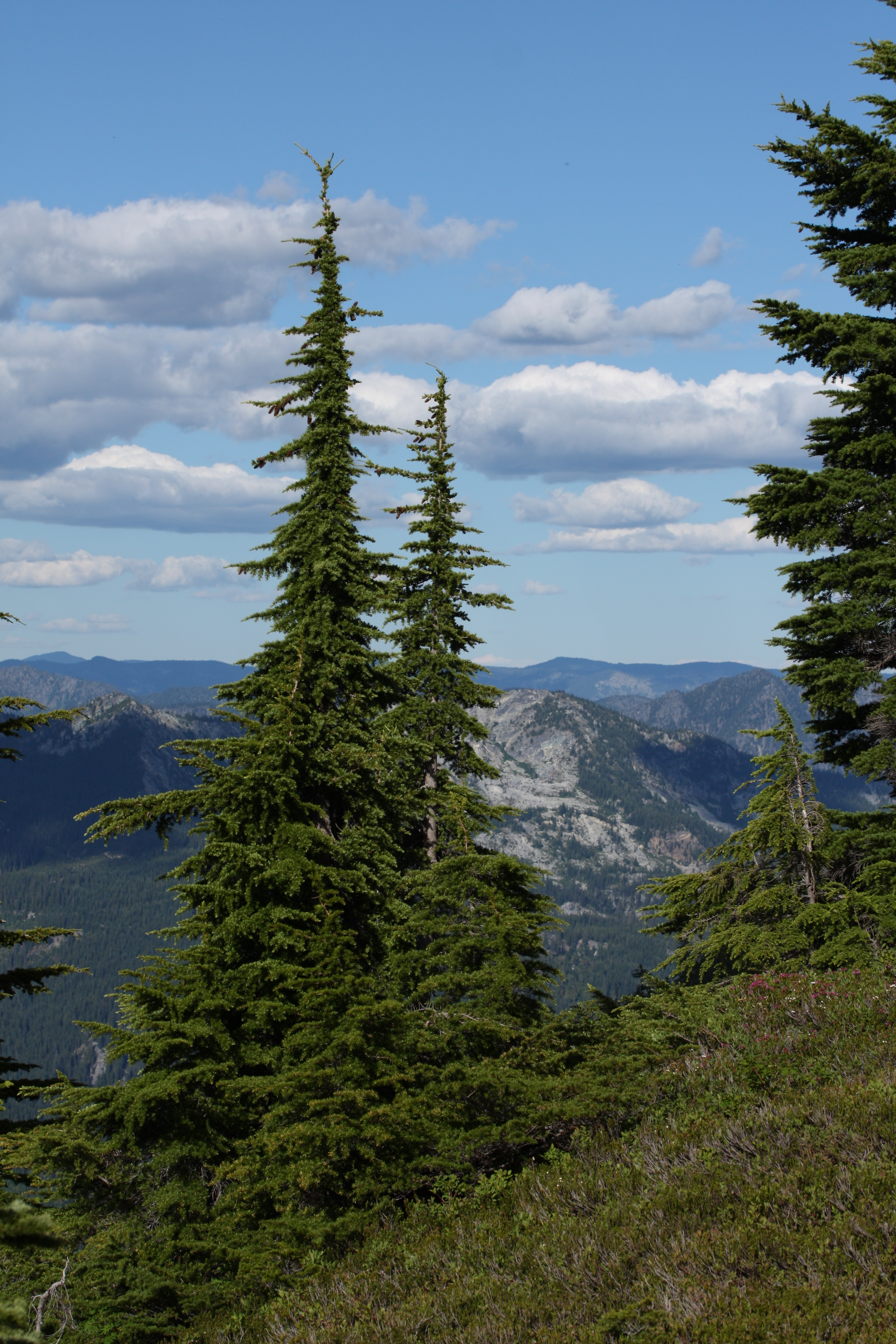
Tsuga mertensiana en el área salvaje Henry M. Jackson.
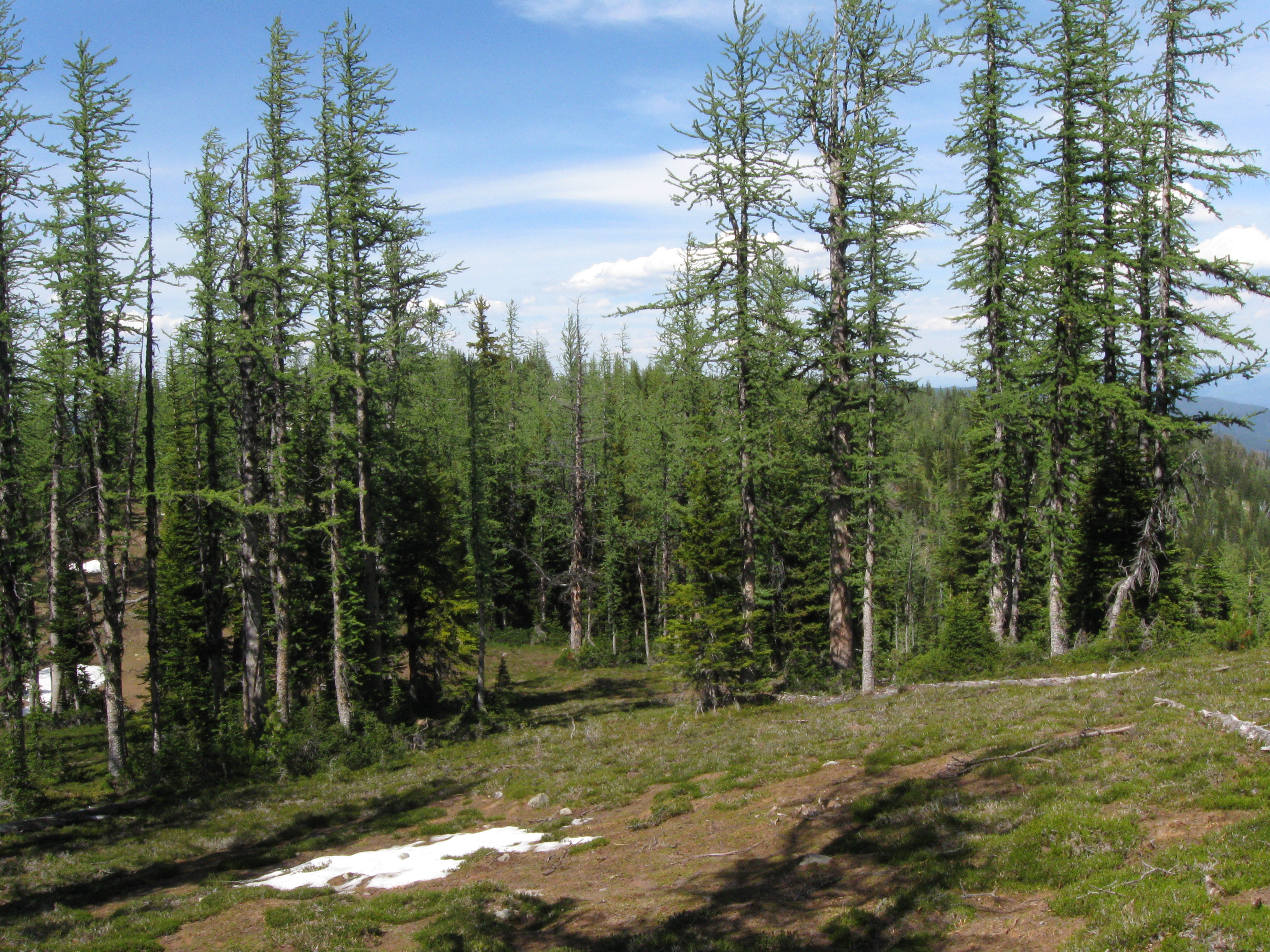
Bosque de alerce subalpino en Columbia Británica.
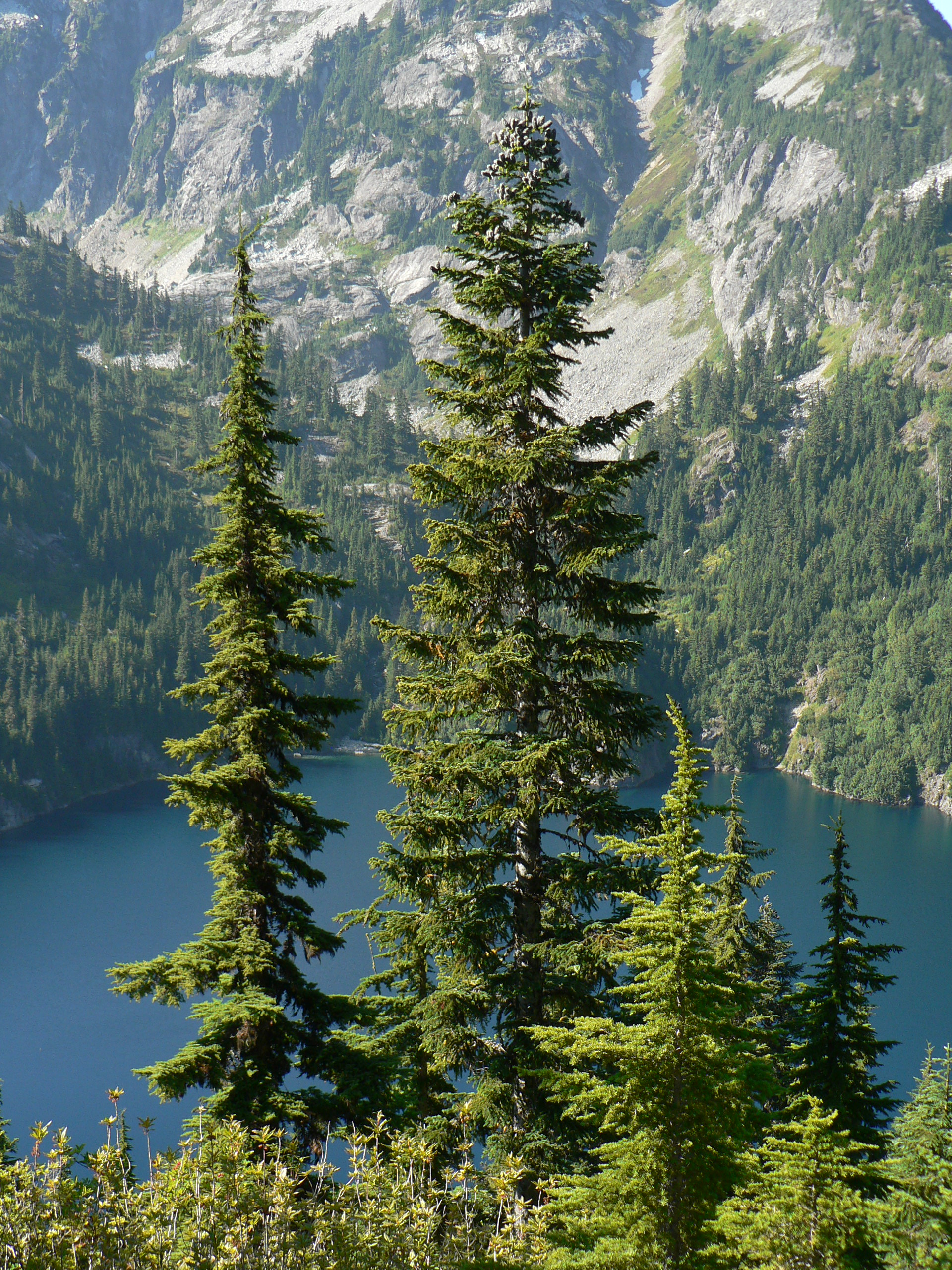
Abeto alpino en el parque nacional de las Cascadas del Norte.
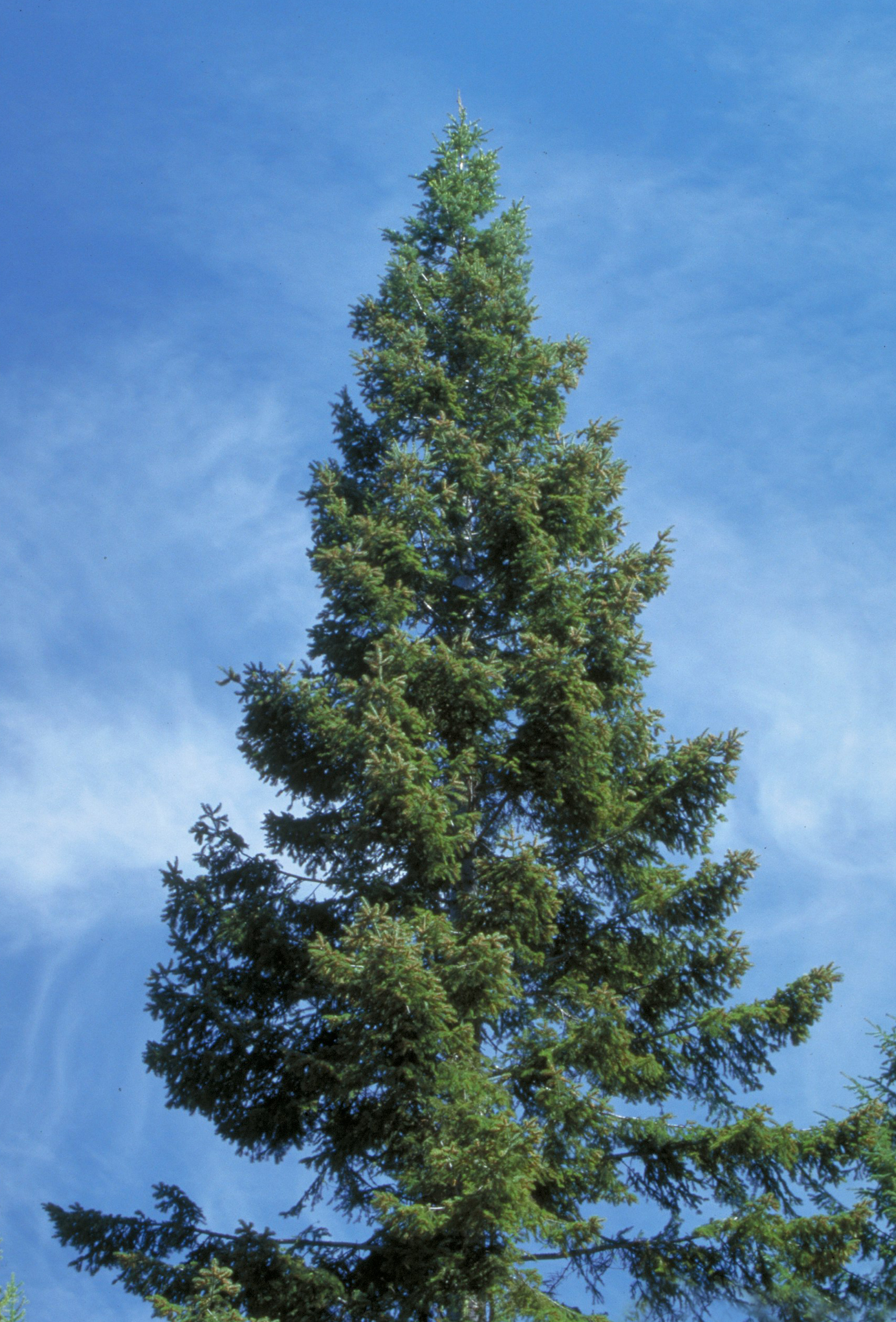
Espécimen de abeto de Vancouver.

### Poblamiento actual

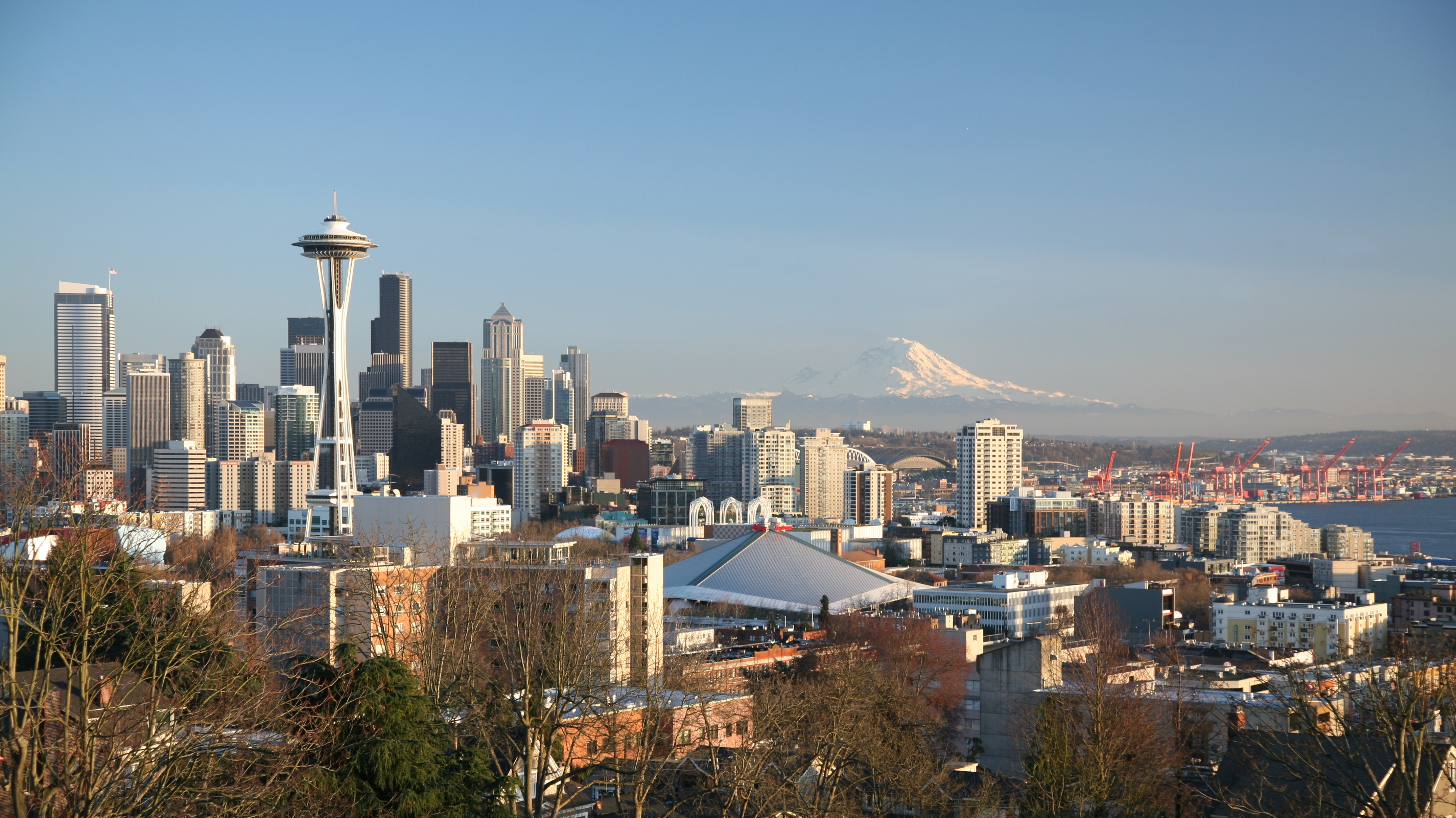
Vista de Seattle, la mayor metrópoli en la periferia de la cadena, con el monte Rainier al fondo.

Las principales ciudades localizadas todas en la periferia de la cordillera de las Cascadas son:
- en la Columbia Británica: Abbotsford (124 000 hab.);

- en el estado de Washington: Seattle (602 000 hab.), Tacoma (201 000 hab.), Vancouver (158 000 hab.), Bellevue (102 000 hab.) y Everett (102 000 hab.)

- en Oregón: Portland (556 000 hab.), Salem (155 000 hab.) y Eugene (154 000 hab.);

- en California: Redding (107 000 hab.).

Todas estas ciudades, en su mayoría orientadas hacia el mar y rodeadas de explotaciones cerealistas y lecheras, están ubicadas en el lado oeste de las Cascadas. Ninguna ciudad tiene más de 100 000 habitantes en la vertiente oriental de las cadena; las dos más importante son Yakima (72 000 hab.) en el estado de Washington y Bend (75 000 hab.) en Oregón. La actividad se centra en la fruticultura y la cría extensiva de ganado ovino. El interior de la cadena está casi deshabitado; solo algunos fondos de valle están ligeramente poblados, pero la mayoría de las regiones montañosas permanecen aún vírgenes e inexploradas.
El aspecto de las zonas pobladas se modifica rápidamente en función de los riesgos medioambientales y de la versatilidad de la actividad económica; algunos pueblos fantasmas pueden llegar a aparecer en solo unos meses. Uno de los ejemplos más llamativos fue Monte Cristo, a una altitud de 842 m en la cuenca del río Sauk, que en la década de 1890 surgió de la tierra y alcanzó una población de un millar de habitantes. John Davison Rockefeller y su compañía adquirieron dos tercios de las parcelas más prometedoras. Más de 200 minas de plata nacieron en pocos meses, con la llegada del ferrocarril, antes de quedar sumergidas varias veces por inundaciones y ser finalmente abandonadas. En el cambio de siglo, la ciudad quedaba casi abandonada con la fiebre del oro de Klondike. El último establecimiento oficial, una cabaña, fue incendiado en 1983.
La población de las Cascadas está altamente mezclada y mestizada. La primera ola de inmigración estadounidense, después del episodio de la Hudson's Bay Company, provino principalmente del Midwest: Illinois, Wisconsin, Indiana, Kansas, Ohio y Nebraska. Luego fueron los extranjeros los que se sintieron atraídos por esas regiones montañosas: los escandinavos sobre todo en el lado occidental de la cadena cerca del océano, los alemanes en la década de 1880 y 1890, principalmente en el condado de Snohomish, luego los franco-canadienses cerca de Mineral, al pie del monte Rainier. Solo los inmigrantes de Carolina del Norte y de Tennessee, establecidos desde 1910 en el noroeste y sudoeste de Washington, y cuya población se incrementó hasta unas 3000 personas, prefieren conservar sus tradiciones adquiridas en los Apalaches. Esos estilos de vida se hacen sentir incluso en su hábitat, construido de acuerdo con su conocimiento de la madera local. Los accidentes son comunes en las montañas.

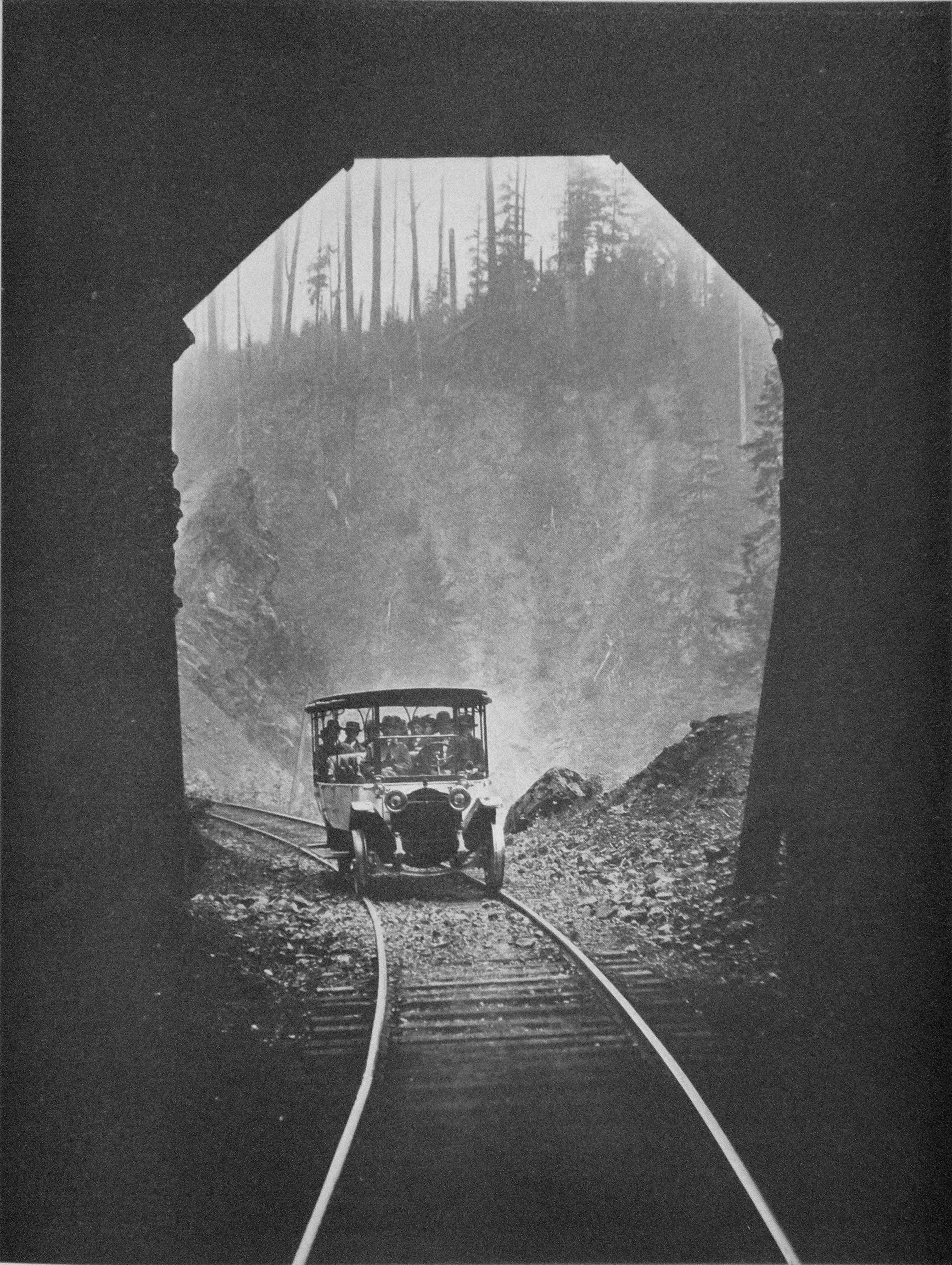
Fotografía de 1916 que muestra un automóvil equipado para rodar sobre las vías férreas a través del túnel que permite acceder al monte Cristo.

## Historia

### Poblamiento autóctono
Los amerindios habitaron la región de las Cascadas desde hace miles de años. Los restos más antiguos de asentamientos datan del final de la última gran glaciación hace 11000 años.

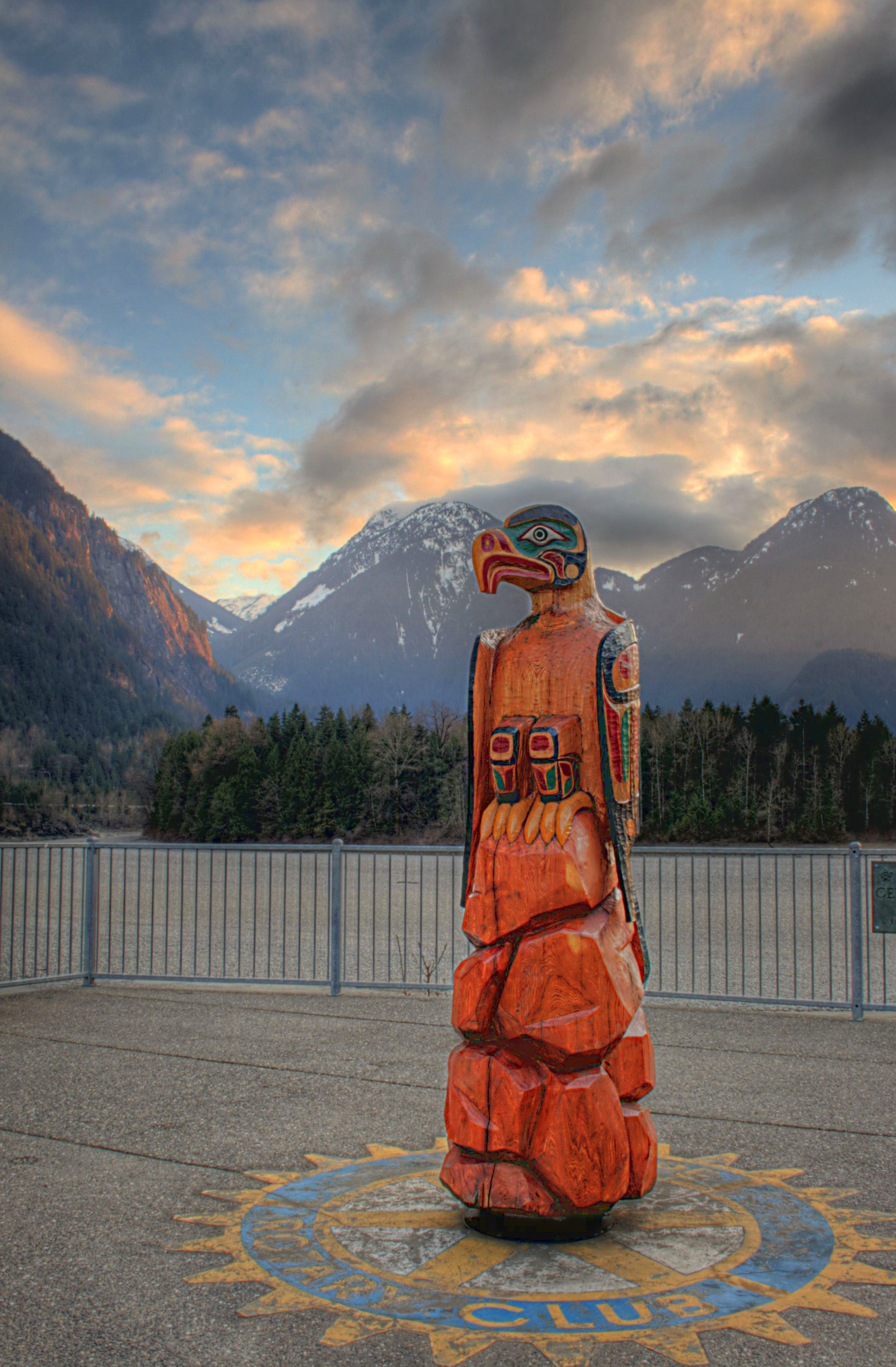
Vista de un totem en Hope, en el extremo septentrional de las Cascadas.

Las principales tribus que poblaron progresivamente las laderas de la cadena fueron, de norte a sur, los nooksack, los thompsons, los okanagan, los wenatchi, los skagit, los duwamish, los kittitas, los puyallups, los yakamas, los Klickitat, los cowlitz, los chinook del Alto, los molala, los tenino, los hunipui, los Kalapuya, los Yahooskin, los klamaths, los takelmas, los modocs, los shasta, los achomawi, los wintu, los atsugewi, los yana y los maidu. Las tribus se reunían en grupos que no se comprendían dialécticamente entre sí.
Los nativos americanos usaban la tuya gigante de California con la que hacían las canoas y de la que se sacaban tablas para construir su hábitat, así como el aliso como combustible. Uno de sus principales recursos alimenticios era el salmón, que secaban en el otoño para consumir hasta el final del invierno, lo cual era posible gracias a la sedentarización. Además, también usaban pescados en los rituales. Es posible que hayan practicado la agricultura, pero las fuentes sobre este tema son raras. La unidad social de base era el hogar extendido, donde reinaba la equidad tanto en el esfuerzo de producción como en el compartir el consumo. Las tareas estaban perfectamente separadas según la edad, el rango social y especialmente del género sexual: las mujeres se encargaban de las funciones domésticas, como el tejido de cestas y esteras, de la recolección de bayas, de la fabricación de ropa y del hogar; mientras, los hombres se centraban en la caza y la pesca. Eran ayudados en su trabajo por esclavos obtenidos por actos de guerra o por la trata. En la vertiente occidental de la cadena, el hábitat consistía en un largo refugio ovoide de madera cuyas dimensiones estaban entre los 6 x 15 m para los más pequeños y los 20 x 50 m de para los más grande, reservados para los jefes y sus familias. Algunos refugios, ricamente adornados con pinturas y esculturas, estaban destinados a las ceremonias. En caso de muerte, el refugio se quemaba por temor a ver su espíritu atormentar a los otros miembros de su familia. Las canoas, a veces de 15 m de largo y perfectamente selladas, podían llevar hasta veinte guerreros o cinco toneladas de peces. Las montañas, las rocas, los árboles, los animales tenían para los amerindios una fuerza espiritual. Los tótems, también hechos de madera y decorados con conchas que encontraban en la costa, representaban a hombres y a animales. Se volvieron más complejos con la llegada de los primeros colonos y del uso de herramientas de hierro; se convirtieron entonces en el símbolo de cada tribu y el reflejo de su cultura.
En 1855 se crearon dos grandes reservas indias en el lado oriental de las Cascadas: la de Warm Springs, en Oregón, (2640 km²) y la de Yakama, en el estado de Washington (5662 km²).

### Descubrimiento y exploración por europeos
Aunque la primera fecha de observación de la cadena por parte de los europeos es incierta, su primera mención escrita aparece en dos bocetos del español Gonzalo López de Haro que datan de 1790. Acompañaba a Manuel Quimper y a Juan Carrasco que fueron los primeros en explorar el estrecho de Juan de Fuca. Haro representó La gran montaña del Carmelo, más tarde rebautizada como monte Baker, y las Sierras Nevadas de San Antonio, la parte de las Cascadas alrededor del futuro monte Rainier
El 30 de abril de 1792, George Vancouver y la tripulación del HMS Discovery seguían las costas del noroeste del Pacífico en busca del hipotético estrecho de Anián, reportado por Juan de Fuca hacía casi dos siglos, y de una desembocadura o de una bahía donde anclar. Al final de la tarde, el clima era claro y el tercer teniente Baker señaló un descubrimiento hacia el este, anotando estas palabras en el libro de a bordo:

Una montaña muy alta, prominente, empinada, que muestra una brújula a 50 grados de latitud norte en dirección este, se presentó dominando las nubes; tan baja como era visible, estaba cubierta de nieve; y al sur había una larga cadena de montañas nevadas, mucho más bajas, que parecían extenderse una distancia considerable.
Diario de a bordo del HMS Discovery

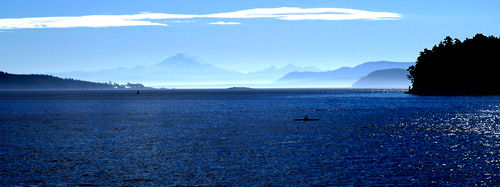
Vista del monte Baker desde el estrecho de Georgia.

Este descubrimiento importante parece haber llamado la atención sobre la existencia de un estrecho que conectaría el océano Pacífico con el océano Atlántico. Obviamente, no lo encontraron aunque se cartografió la costa del Puget Sound y se descubrieron tres altas montañas más. A cambio pudieron usar los pinos de Oregón con satisfacción en la fabricación de mástiles y vergas para los navíos.
A medida que el comercio marítimo se desarrollaba en la década de 1790 en el estrecho de Georgia y en el Puget Sound en particular, los montes Rainier y Baker se convirtieron en hitos marítimos familiares para capitanes y tripulaciones, especialmente para británicos y estadounidenses.

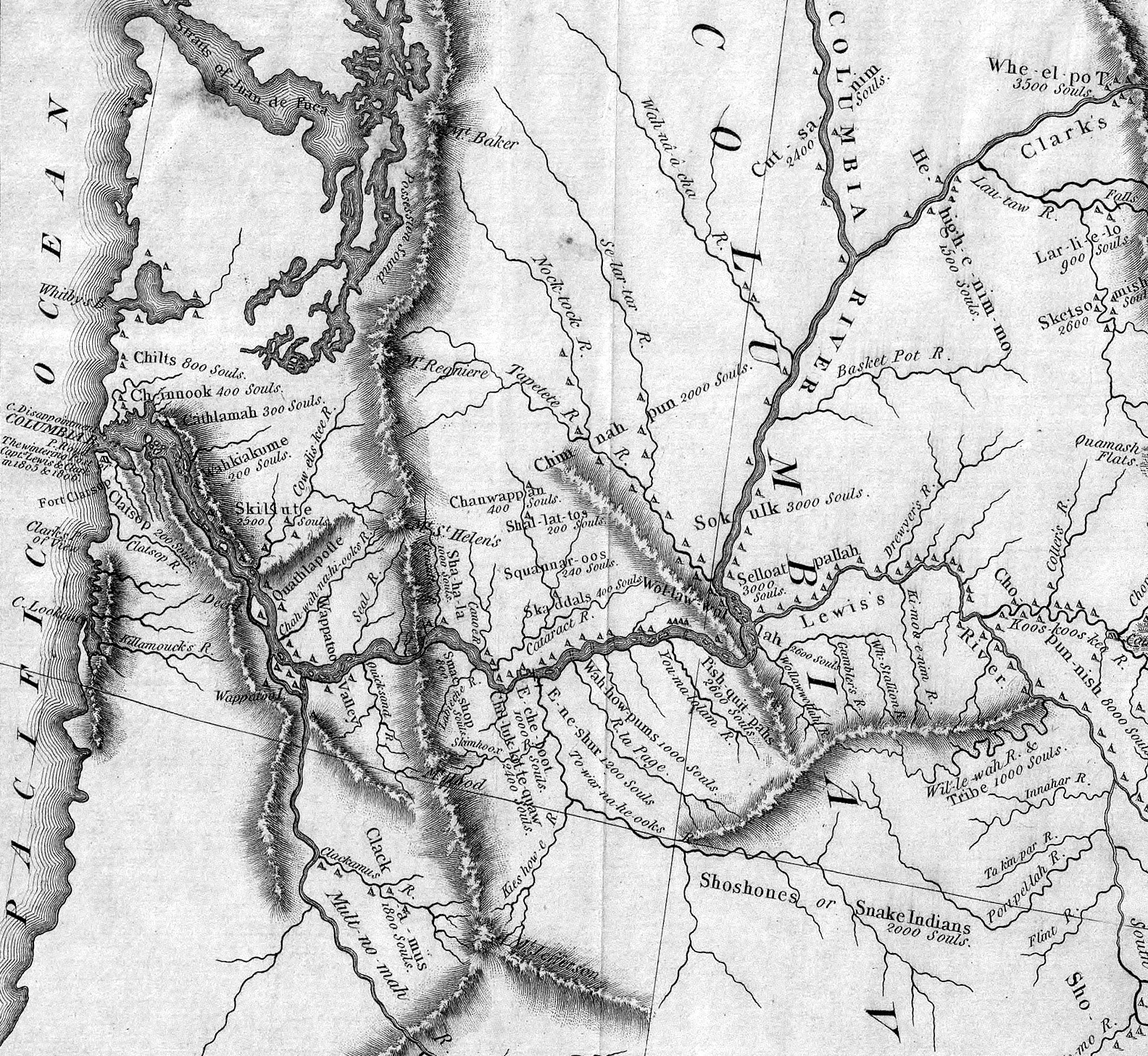
Detalle del mapa de la Expedición de Lewis y Clark. Nótense los cinco volcanes de las montañas Cascadas, incluido el monte Rainier, escrito Regniere ((ver el mapa completo).

En 1806, los miembros de la expedición de Lewis y Clark fueron los primeros en cruzar la cordillera de las Cascadas. Tomaron el curso del río Columbia hacia el océano Pacífico. Este pasaje, a través de la garganta del Columbia, permaneció durante mucho tiempo como el único transitable en la región. El comercio en el curso inferior del río comenzó solo después de la partida del viaje de regreso de Lewis y Clark en 1806 y más particularmente con las exploraciones de Simon Fraser a lo largo del río que lleva su nombre en 1808 y de David Thompson a lo largo del Columbia entre 1808 y 1811. Ambos eran comerciantes de pieles y trabajaban para la North West Company.
En 1814, Alexander Ross, otro comerciante de pieles comisionado por la North West Company, buscando una ruta confiable a través de las montañas, exploró y cruzó las Cascadas del Norte entre Fort Okanagan y el Puget Sound. Su informe de viaje era muy vago. Siguió el curso inferior del río Methow y probablemente siguió el paso de las Cascadas para llegar al río Skagit. Se convirtió en el primer estadounidense-europeo en explorar las cuencas del río Methow y probablemente del río Stehekin y del Bridge Creek. Después de él, debido a la dificultad de cruzar las Cascadas del Norte y a la rareza en la región del castor americano, las compañías peleteras no lanzaron más que raras exploraciones en las montañas al norte del Columbia.

### Colonización y desarrollo del comercio
La exploración y colonización de la región de las Cascadas por europeos y estadounidenses se aceleró mediante el establecimiento de un importante puesto comercial de avanzada por parte de la Hudson's Bay Company en Fort Vancouver, en la orilla derecha del río Columbia, frente al emplazamiento actual de la ciudad de Portland. Desde este lugar, el comercio de pieles pudo ser organizado en gran parte de la cordillera. Así, al adentrarse en lo que se convirtió en el sendero Siskiyou, los tramperos fueron los primeros europeos-americanos en explorar las Cascadas del Sur en los años 1820 y 1830, estableciendo senderos cerca del lago del Cráter, del monte McLoughlin, del Medicine Lake, del monte Shasta y del pico Lassen. Al mismo tiempo, la explotación silvícola comenzó a gran escala cuando se construyó un aserradero en Fort Vancouver, aguas abajo de la cordillera en la ribera del río Columbia. El puerto se convirtió inmediatamente en un centro de la construcción naval y un problema importante para la Hudson's Bay Company. Los nuevos cargos resplandecientes tomaban el destino de las islas Sandwich.
La historia política del noroeste del Pacífico considera que la divisoria hidrográfica de la cadena de las Cascadas se propuso como límite durante el conflicto fronterizo de Oregón de 1846. Estados Unidos rechazó la propuesta e insistió en que fuese el paralelo 49° Norte que corta la cadena justo al norte del monte Baker. Durante todo el conflicto hasta la creación de la colonia de Columbia Británica en 1858, la York Factory Express de la Compañía de la bahía de Hudson seguía el curso del río Okanagan a lo largo de la vertiente oriental de las Cascadas y luego el Columbia a través de la cadena. Los pasos de montaña eran poco conocidos y poco utilizados. Solo el Naches Pass, para conducir ganado y caballos hasta Fort Nisqually, y el Yakima Pass, eran atravesados por la compañía. La gran mayoría de los colonos en las montañas de las Cascadas, hasta la década de 1840, eran súbditos de la Corona británica, mestizos franco-amerindios y algunos hawaianos, negros y escoceses que constituyeron la columna vertebral de la administración de la compañía de la bahía de Hudson.

Mapa que ilustra la disputa fronteriza de Oregón con el Oregon Country (Estados Unidos) y el Distrito de Columbia (Reino Unido de Gran Bretaña e Irlanda)

A pesar de la ayuda proporcionada por los nativos americanos para cruzar la cordillera, George Curry, uno de los primeros periodistas de Oregón, escribió en 1846:

La travesía de las Montañas Rocosas, de los montes Bear River, [...] con las Montañas Azules es insignificante en comparación con las Cascadas. [...] Aquí, no hay un paso de montaña. Te enfrentas a las altas montañas y las escalas; no hay ningún paso para bordearlas o evitarlas, y cada una sucede a las precedentes, te imaginas en la línea divisoria de la cadena.
George Curry (1846)

La colonización estadounidense de la cordillera costera de Oregón no se produjo hasta finales de la década de 1840, al principio marginalmente. Como resultado del Tratado de Oregón, el flujo migratorio se intensificó a través de la Senda de Oregón y los pasos y valles secundarios del actual estado de Washington fueron explorados y poblados. El ferrocarril no tardó en llegar. En la Columbia Británica, la historia estuvo marcada entre 1858 y 1860 por la fiebre del oro del cañón del Fraser y su famosa ruta Cariboo, así como por las pistas de Hudson's Bay Company: la Brigade Trail del cañón hacia el interior, el Dewdney Trail y antiguas pistas que conectaban al este los valles de Similkameen y del Okanagan. La rama meridional principal de la Canadian Pacific Railway ingresó en la cadena a través de los pasos de Coquihalla, a través de una de las regiones más vertiginosas y cubiertas de nieve de todas las cadenas costeras del Pacífico. La ruta Barlow fue el primer itinerario diseñado específicamente para los colonos estadounidenses en 1845, y era el tramo final de la senda de Oregón, cuando tenían que descender los peligrosos rápidos de las Cascadas en el río Columbia. La ruta dejaba el río a la altura de la desembocadura del río Hood, pasaba a lo largo de la ladera sur del monte Hood hasta Government Camp y terminaba en Oregon City. Para utilizarla, era necesario satisfacer un peaje de cinco dólares por convoy, pero sin embargo fue muy popular en ese momento. Finalmente, el Applegate Trail se creó para evitar, también, los rápidos de las Cascadas. En gran medida seguía la ruta de California, cruzando la actual Nevada, antes de girar al noroeste hacia Ashland. A partir de ahí, era necesario ir hacia el norte por la pista Siskiyou hacia el valle de Willamette.
En 1852, el presidente Millard Fillmore decidió construir una línea ferroviaria militar hacia el Pacífico y asignó 20 000 $ a este proyecto dirigido por Jefferson Davis El gobernador del Territorio de Washington Isaac Stevens fue el responsable del estudio del tronco septentrional (Northern Pacific Railroad Survey), entre los paralelos 47ºN y 49ºN. Confió la misión de encontrar una ruta a través de las Cascadas a George McClellan, que había servido valientemente en la Intervención estadounidense en México. Sin embargo, este se conformó con consultar a los amerindios que le explicaron que era imposible pasar una ruta a través de la cadena debido al relieve y a la capa de nieve. McClellan eligió por despecho el paso de Yakima, y se rebeló contra los políticos. Fue relevado de sus deberes y el trabajo comenzó en julio de 1853. La ruta finalmente se completó en octubre, pero por el paso Naches, gracias a los esfuerzos coordinados de un equipo en cada vertiente del puerto. McClellan, de regreso en esos lugares, no dudó en expresar su admiración comparando esa empresa con la construcción de la carretera militar del puerto del Simplón ordenada por Napoleón I. Esta sección, sin embargo, no se utilizó para el primer ferrocarril transcontinental de Estados Unidos y la ruta gradualmente cayó en desuso.
La deforestación se aceleró en 1849 con la fiebre del oro de California y luego siguió al gran incendio de San Francisco en 1906. Cada verano, Seattle, Portland y Tacoma, entre otros, eran invadidas por el humo generado por la deforestación. El pino de Oregón se consideraba un recurso inagotable. Se exportaba a 67 países y tres ferrocarriles cruzaban la cadena hacia el Medio Oeste para satisfacer las necesidades nacionales.
La mina de cobre de Holden, llamada por su propietario James Henry Holden que había adquirido el sitio en 1896, se volvió rentable en 1937. Al año siguiente, se extraían 2000 toneladas de mineral puro por día, y la producción en el estado de Washington aumentó desde 64 000 toneladas a 6 millones de toneladas. El yacimiento era, en ese momento, la mina más grande de un solo metal en todo el noroeste del Pacífico. La Howe Sound Company construyó una verdadera ciudad en la ribera septentrional del arroyo Railroad. Sin embargo, la caída en los precios del cobre después de la Segunda Guerra Mundial acabó con el cierre de la mina en 1957.

### Primeras ascensiones y aparición del esquí
En 1852 por John Diamond y William Macy coronaron la primera cumbre importante de la cadena, el pico Diamond. Aunque fue la ascensión el 27 de agosto de 1853 del monte Saint Helens realizada por Thomas J. Dryer y su compañero Wells Lake la que marcó el comienzo de la edad de oro del alpinismo en las High Cascades. Dryer, editor de prensa, relató su escalada por la arista oriental, considerada como una hazaña debido a la pendiente próxima al 70°, a la falta de aire y a los vapores de azufre inhalados que obligaron a cuatro miembros de la expedición a abandonar. Desde la cumbre, hizo mediciones de altitud del monte Hood, del que se le atribuye la primera ascensión el año siguiente; (sin embargo, esto rara vez se recuerda. Fue su sucesor en el periódico The Oregonian y no menos rival Henry Pittock a quien generalmente se le atribuye esta escalada el 11 de julio de 1857 después de cuestionar los detalles dados por Dryer). Al mismo tiempo, el monte Hood fue el tema de un informe convincente de un cierto Belden:

Subieron lo más alto que pudieron llegar, primero con raquetas de nieve y luego con crampones y piolets. Cuando alcanzaron los 18,000 pies [aproximadamente 5,500 metros], la respiración se volvió muy difícil debido a la escasez de la atmósfera. Con el tiempo, la sangre comenzó a filtrarse a través de los poros de la piel como gotas de sudor, sus ojos comenzaron a sangrar, la sangre les salía por las orejas.

Incluso aunque Belden estimase que la altitud del monte Hood sería de unos 5900 m (que no se reducirá hasta los 3419 m hasta 1867), los anales llegados de las ascensiones del Himalaya nunca han visto tales fenómenos, lo que dice mucho sobre el imaginario inducido por esos volcanes sobre los primeros colonos.

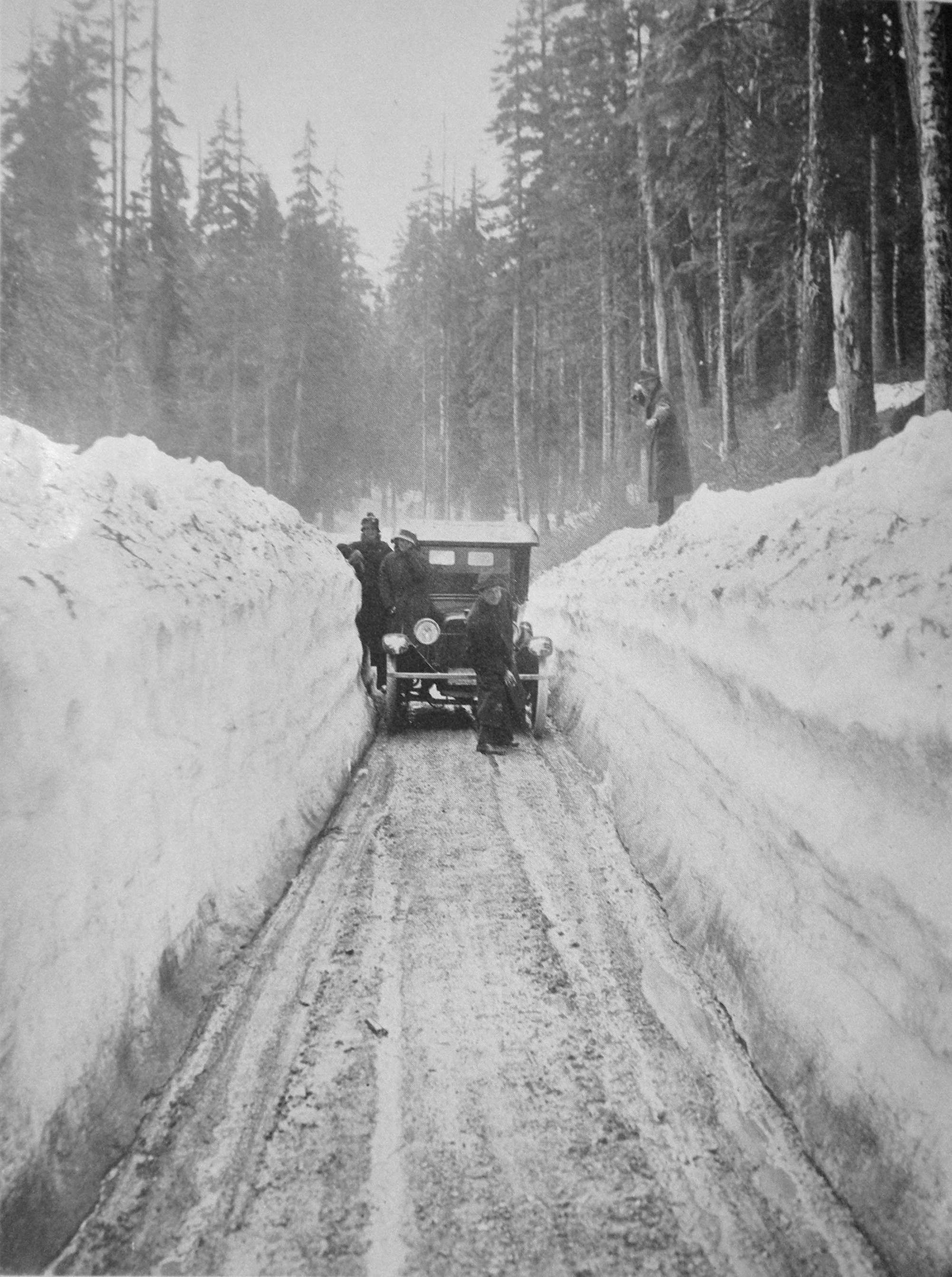
Fotografía de junio de 1916 tomada en la Sunset Highway en el centro del estado de Washington, después de un invierno particularmente duro.

La década de 1850 fue rica en otras primicias: el monte Shasta, por E. D. Pearce, y el monte Adams, por A. G. Aiken, Edward Allen, Andrew Burge y Shaw, fueron escalados en 1854. Durante el verano de 1857, el monte Rainier no estuvo lejos de ser derrotado por el teniente A. V. Kautz y su médico del campo; lo será definitivamente en 1870 por Hazard Stevens y P. B. Van Trump, que recibieron el asesoramiento del inglés Edmund Coleman, protagonista de la primera ascensión del monte Baker el 17 de agosto de 1868, después de tres años de tentativas infructuosas, a pesar de la sólida experiencia adquirida en Europa tras el ascenso del Matterhorn por Edward Whymper. Con la llegada de las cuerdas y los piolets a las Cascadas, el alpinismo se abrió gradualmente. El monte Thielsen fue escalado en 1883 por E. E. Hayden, el monte Jefferson el 12 de agosto de 1888 por R. L. Farmer y E. C. Cross y el pico Glacier en 1898 por Thomas Gerdine. El último gran problema fue la cumbre Norte de las Three Sisters, apodada "Faith" [Fe], debido a su gran dificultad e inaccesibilidad; finalmente se coronó en 1910.
El comienzo del siglo XX vio especialmente la apertura de nuevas rutas en los grandes volcanes, generalmente más técnicas, como las del muro Willis (Willis Wall) en el monte Rainier y la de la cara oriental del monte Adams. Mientras la práctica de la escalada en roca se estaba volviendo popular en el Valle de Yosemite, el Three Fingered Jack y el monte Washington, en Oregón, fueron escalados en 1923.

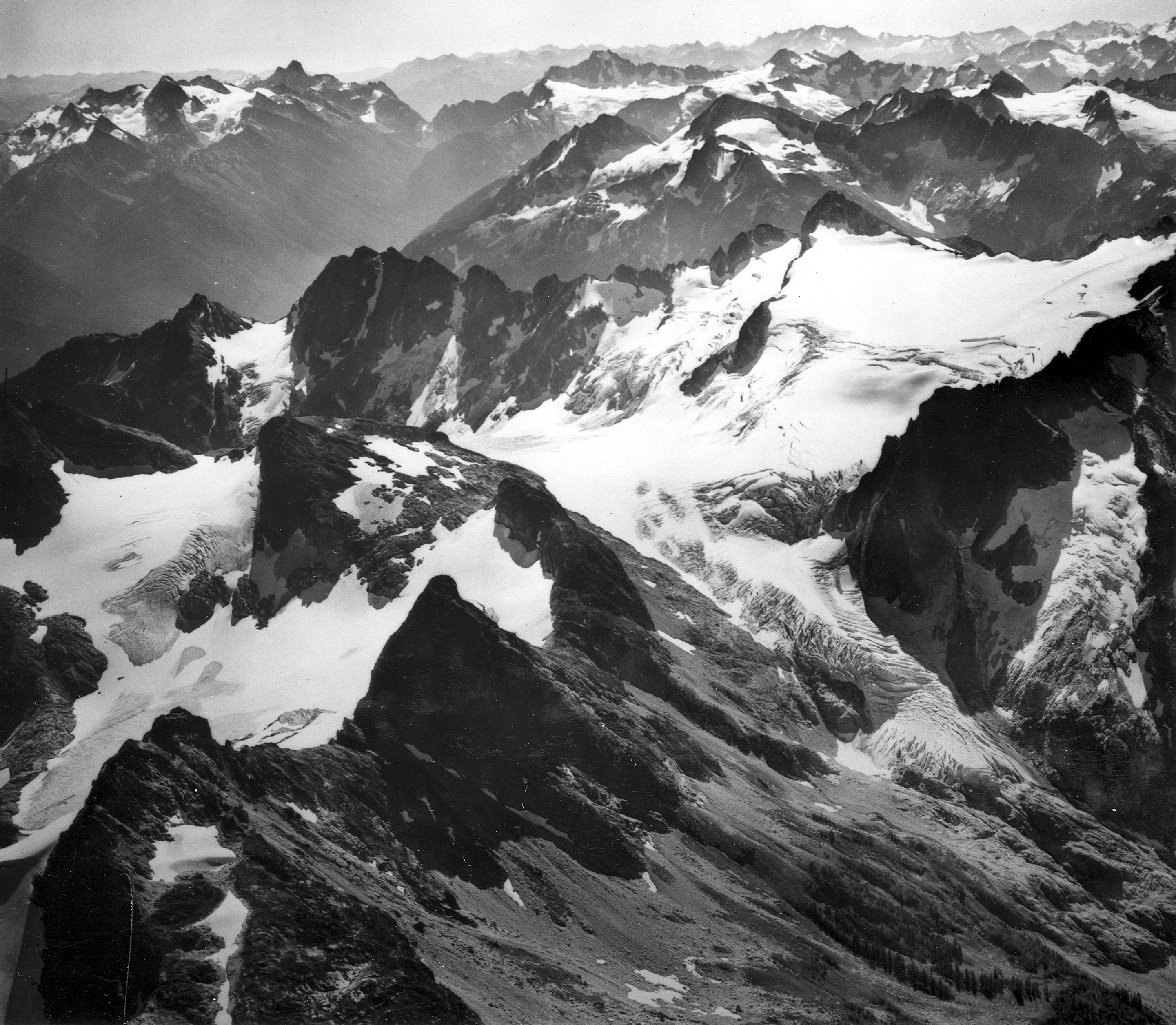
Vista aérea de la montaña Goode en 1966, una de las últimas cumbres de las Cascadas en ser escaladas.

Aparte del monte Stuart vencido en 1873, de la montaña Buckner en 1901, de la montaña Jack en 1904 y del monte Shuksan en 1906, las Cascadas del Norte permanecieron en gran parte sin ser conquistadas hasta la década de 1930. Con el desarrollo de las técnicas en hielo y en pared, muchos alpinistas comenzaron a interesarse por estas cumbres. A pesar de los repetidos fracasos en la montaña Goode, Hermann F. Ulrichs es considerado un pionero de la región con 21 primicias en su haber. Los éxitos se sucedieron: monte Fernow y Seven Fingered Jack, en 1932; las montañas Goode y Agnes, en 1936; y finalmente el pico Bonanza, la primera cumbre no volcánica de las Cascadas por altitud, en 1937.
La práctica del esquí apareció en la cadena en 1897 con la mención de tres hombres en Cloud Cap Inn, en la ladera noreste del monte Hood. Luego se popularizó con la llegada de los colonos de origen escandinavo. La primera publicación sobre este tema data de 1914, en el seno del círculo alpino de Seattle. De 1916 a 1930, se realizó una excursión anual a Paradise Valley. Varios tentativas de ascensión en esquís del monte Rainier se realizaron en 1927 y en 1928 antes del éxito de Sigurd Hall.

### Historia eruptiva y sísmica reciente

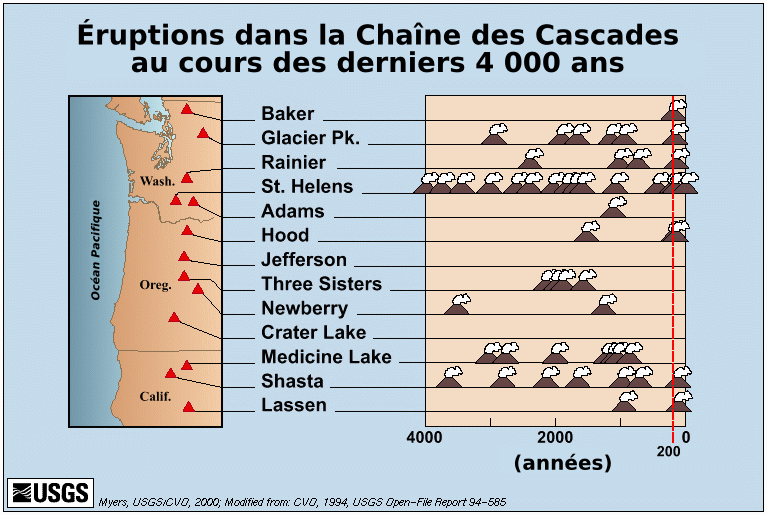
Esquema de las erupciones de los últimos 4000 años en la cadena de las Cascadas.

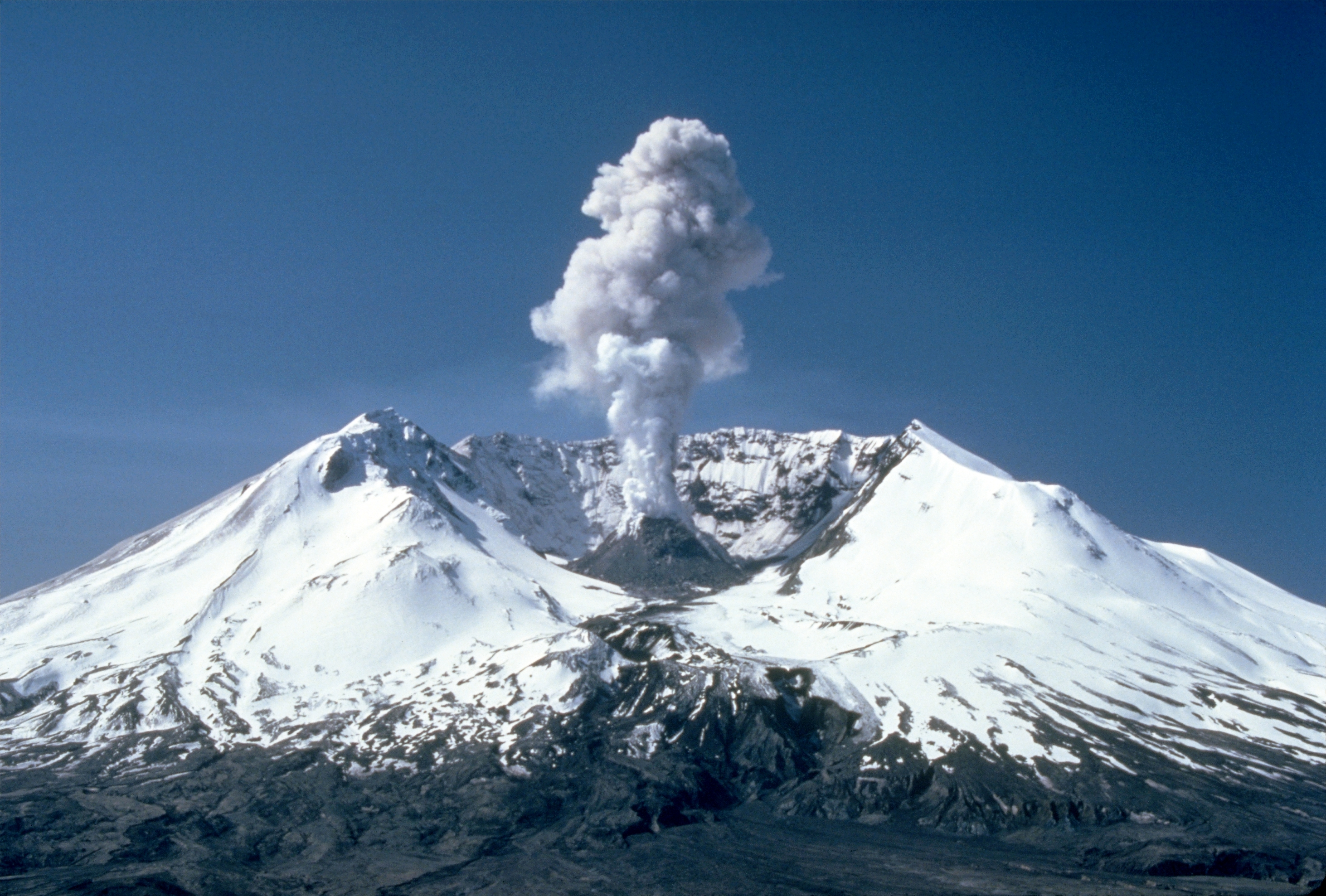
Vista desde el norte sobre una pluma volcánica que se eleva un kilómetro sobre el monte Saint Helens en 1982.

En los últimos 4000 años, once volcanes han entrado en erupción en la cadena, de ellos siete desde principios del siglo XIX. Además de la erupción de 1914-1917 del pico Lassen, relativamente aislado en el norte de California, los volcanes de la cordillera de las Cascadas habían permanecido dormidos durante más de un siglo, hasta el 18 de mayo de 1980 y la explosión del monte Saint Helens. Los vulcanólogos temían verlo como un signo del despertar del arco de las Cascadas, como en el período comprendido entre 1800 y 1857 durante el cual tuvieron lugar ocho erupciones. Sin embargo, no se han producido nuevos eventos importantes desde 1980. La vigilancia continua, como en el monte Rainier y su Volcano Lahar Warning System («Sistema de alerta volcánica de los lahares»), considerado como el volcán potencialmente más peligroso de la cadena.
Los últimos grandes seísmos que afectaron a la cadena fueron el terremoto de Cascadia (magnitud cercana a 9), el seísmo de 1872 del lago Chelan (magnitud de 6.8), el seísmo de 1993 en Klamath Falls (magnitud de 6.0) y el seísmo de 2001 de Nisqually (de magnitud 6.8). La Pacific Northwest Seismic Network [Red Sísmica del Pacífico Noroeste] es responsable de monitorear la actividad sísmica en el noroeste del Pacífico.

## Actividades

### Sector primario
Los suelos en las Cascadas son generalmente aptos para la agricultura, especialmente en las vertientes protegidas del viento. Los principales factores son la riqueza en minerales de las rocas volcánicas, especialmente en potasio, y su friabilidad (facilidad para deshacerse). Los desechos volcánicos, especialmente cuando se producen lahares, nivelan el terreno. Los relieves engendrados por los volcanes almacenan agua en forma de nieve y de hielo que, cuando se derriten, alimentan los valles con agua. Esta a veces se retiene en embalses para irrigar los campos.
En el oeste, la agricultura está orientada hacia las producciones cerealistas y lácteas, mientras que en el este es más extensiva, con la cría de ovejas y de bovino en grandes ranchos, así como en la fruticultura: manzanas, albaricoques, melocotones y cerezas crecen en huertos frutales que a veces se extienden hasta donde alcanza la vista, hasta el límite de los bosques de pinos.
La explotación silvícola de los bosques de las Cascadas es intensa. Concierne en el 99% a especies de coníferas. La producción de pino de Oregón (Pseudotsuga menziesii) alcanza aproximadamente 5 m³ de madera por hectárea y año en la cadena y puede elevarse a 9 m³ en las áreas más favorables para su crecimiento en la vertiente occidental. Representa más de la mitad de las especies cortadas. Se corta principalmente en tablones para su uso como madera para la construcción o se transforma en madera contrachapada y abastece el 20% del mercado estadounidense. El pino ponderosa está en el segundo lugar. Más presente en el este, se utiliza en la fabricación de cajas para frutas producidas en esta vertiente, así como para la ebanistería gracias a sus propiedades que lo hacen fácil de trabajar. El pino de Jeffrey es muy similar, con una coloración de madera más rojiza. El pino de azúcar, aunque se encuentra principalmente en Sierra Nevada y es poco tolerante al frío, al igual que el pino plateado, también se explotan. La tsuga del Pacífico produce una pulpa de celulosa excelente a bajo costo y con parqués más resistentes. El tronco largo y recto del abeto noble lo ha convertido en una especie apreciada; su madera de calidad fue utilizada en la aviación durante la Segunda Guerra Mundial. Con el abeto rojo de California, es ampliamente utilizado como árbol de Navidad. Con el abeto rojo de California y el abeto de Vancouver producen una buena pulpa de papel y, una vez secos, pueden utilizarse en la construcción. La gran mayoría de los bosques de las Cascadas son propiedad del gobierno federal y están gestionados por el Servicio Forestal de los Estados Unidos y la Oficina de Gestión de Tierras, lo que garantiza una renovación adecuada de las especies.
A diferencia de la madera, la explotación de los recursos minerales requiere de operaciones pesadas. A pesar de la gran explotación de la mina de Holden en la primera mitad del siglo XX, los estados de Washington y Oregón, ocupaban en 1947, respectivamente, los lugares 31.º y 40.º de los 50 estados en términos de producción mineral. El relieve y la espesa vegetación impiden la explotación de los suelos ricos en metales, arcilla y piedra caliza apta para la fabricación de cemento, así como en hulla, arena y grava. La producción de hulla alcanzó su punto máximo en 1918 con más de 4 millones de toneladas. Desde entonces, la producción minera ha sido trasladada a las montañas Blue, de más fácil acceso.

### Energía

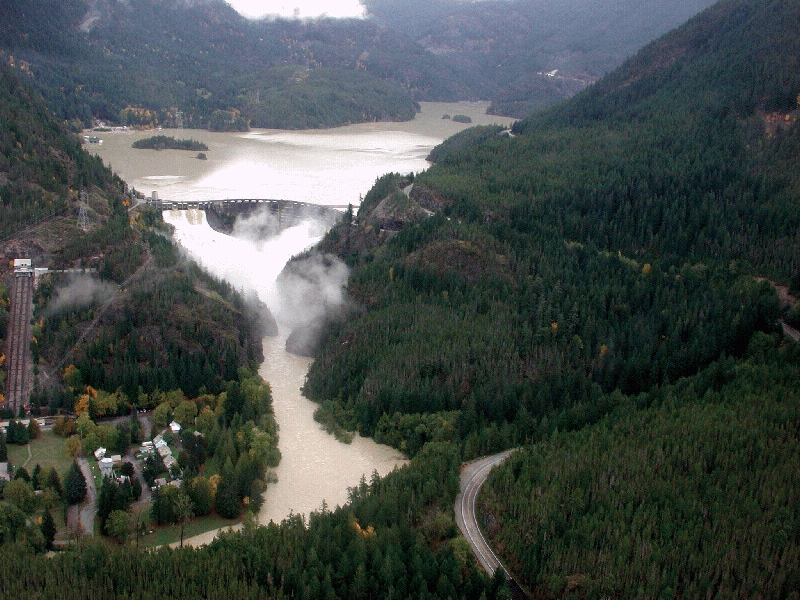
La presa Diablo, en el Skagit en periodo de crecida

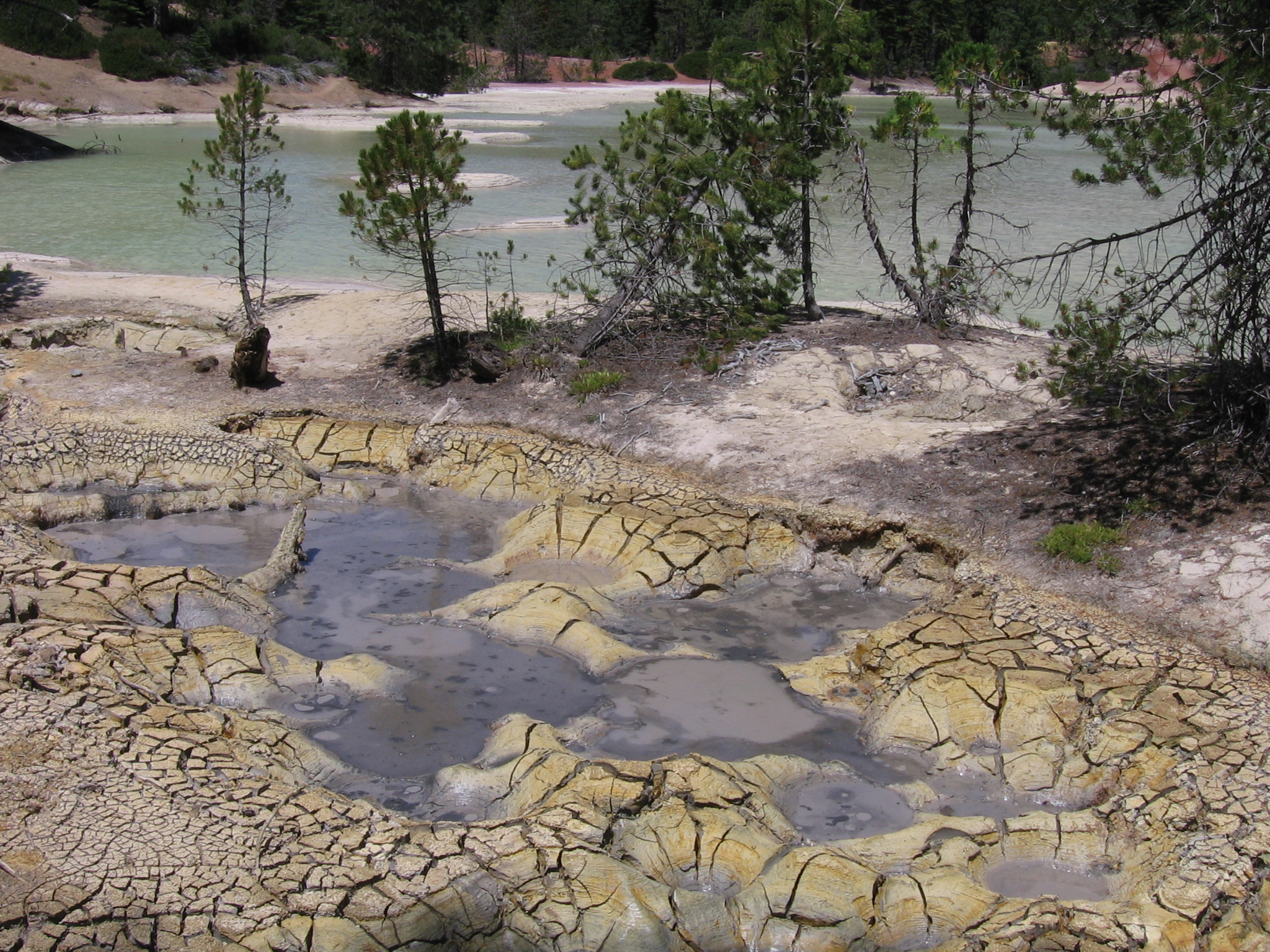
Vista de aguas termales cerca del pico Lassen.

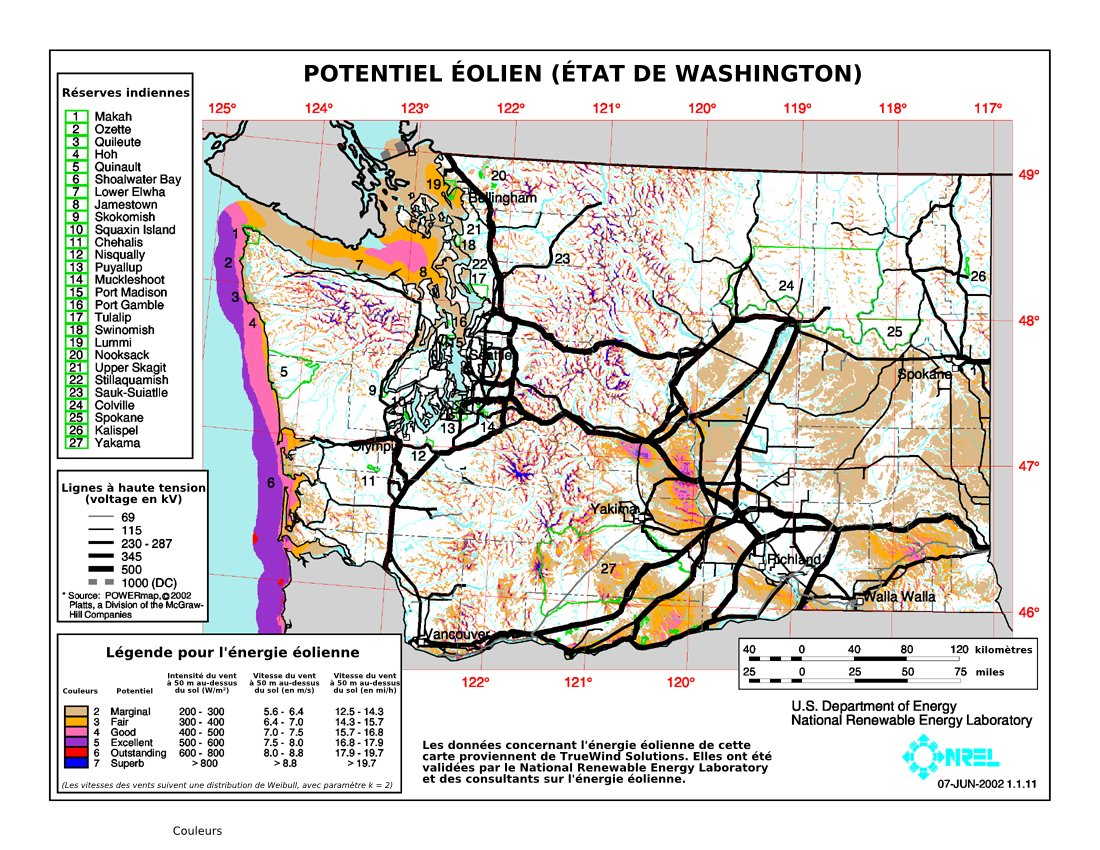
Mapa del estado de Washington que muestra las líneas eléctricas de alta tensión en parte de origen eólico (líneas negras), así como el potencial eólico (áreas coloreadas).

La mayoría de los cursos de agua que fluyen hacia el oeste se han acondicionado y salpicado de presas hidroeléctricas. Por ejemplo, la represa Ross, en el río Skagit, creó un lago artificial que se extiende unos dos kilómetros más allá de la frontera con la Columbia Británica, al sureste de Hope. De manera similar, en la ladera sureste del monte Baker, en Concrete, el río Baker se ve interrumpido por dos presas que forman los embalses de Shannon y Baker.
También hay un fuerte potencial geotérmico en las montañas de las Cascadas. El «Programa de investigación geotérmica » (Geothermal Research Program)  del Servicio Geológico de los Estados Unidos ha realizado investigaciones en este campo. Un proyecto piloto en Klamath Falls ya está caldeando los edificios públicos de la ciudad con el calor producido por los volcanes. Las mayores temperaturas registradas en la cadena son 290 °C a 1200 m de profundidad bajo el Medicine Lake, en 1992, y 265 °C a 932 m bajo la superficie de la caldera del cráter Newberry, en 1981.
La energía eólica es poco explotada: el potencial eólico es ciertamente excelente alrededor de los picos, como en el monte Rainier, donde se estima en más de 800 W/m² pero son lugares muy aislados. En cambio, las muchas gargantas de la cadena sirven como corredores para el tendido de las líneas de alta tensión. De hecho, las demandas de energía se encuentran al oeste de la cadena (Seattle, Vancouver)  y su generación, tanto hidroeléctrica como eólica, se encuentra en el este, en la cuenca del Columbia. Las líneas de alta tensión del paso Snoqualmie llevan 500 kV y las líneas de la garganta del Columbia algo más del doble.
El potencial solar es bajo en el estado de Washington, excepto tal vez en las pendientes expuestas. El sol está más presente en el sur de la cadena (en California y Oregón).

### Protección del medio ambiente
Se han creado cuatro parques nacionales en la cordillera de las Cascadas, todos ubicados en los Estados Unidos. Además, se han establecido cuatro monumentos nacionales de EE. UU., trece parques provinciales y áreas recreativas y áreas protegidas de la Columbia Británica, once bosques nacionales estadounidenses que tienen una cuarentena de áreas salvajes diferentes. Su objetivo es proteger glaciares, volcanes, campos geotérmicos, ríos, lagos, bosques y la diversidad ecológica en general. Su creación fue posible gracias a la escasa urbanización de la cadena.

Mapa de las áreas protegidas de la cordillera de las Cascadas y de sus alrededores..
Parques nacionales
Monumentos nacionales
Bosques nacionales (en los Estados Unidos) / Parques provinciales (en Canadá)
Áreas recreativas
Reservas indias

Parques nacionales (EE. UU.)
- Parque nacional volcánico Lassen: establecido en 1916, en el curso de la erupción  del volcán que le dio su nombre, cubre una superficie de 429 km² lberga el campo geotérmico más grande de los Estados Unidos después del parque nacional de Yellowstone;
- Parque nacional del Lago del Cráter: creado en 1902, cubre una superficie de 741,5 km² centrada en el monte Mazama, un antiguo volcán cuya erupción ha provocado la formación del Lago del Cráter hace unos 7700 años;
- Parque nacional del Monte Rainier: creado en 1899, se extiende sobre 953,5 km² y alberga el volcán más alto de la cadena de las Cascadas, el monte Rainier, recubierto por el mayor sistema glaciar de los Estados Unidos al sur de Alaska. Incluye el Mount Rainier Wilderness;
- Parque nacional de las Cascadas del Norte: establecido en 1968, cubre una superficie de 2042,78 km² y protege la riqueza geológica y biológica de la región. Incluye el desierto de Stephen Mather. Stephen Mather Wilderness.

Monumentos nacionales (EE. UU.)
- Monumento volcánico nacional Mount St. Helens: creado en 1982, pocos meses después de la gran erupción, sus 445 km² permiten a los científicos estudiar la evolución natural de las áreas devastadas, antes de ser gradualmente abiertas a los turistas;
- Monumento volcánico nacional Newberry: establecido en 1990, e centra en la caldera del cráter Newberry, sus coulées de lave y 225 km² de los alrededores;
- Monumento nacional Cascadas-Siskiyou: establecido en 2000, cubre 345 km² a caballo entre la cadena de las Cascadas y las montañas Siskiyou y alberga antiguas viviendas trogloditas amerindias;
- Monumento nacional Lava Beds: creado en 1925 sur le flanc nord-est du Medicine Lake, il accueille la plus grande concentration de tunnels de lave des États-Unis sur une zone de 188 km².

Parques provinciales, áreas recreativas y áreas protegidas (BC)
- Parque provincial del valle de Skagit
- Parque provincial E. C. Manning
- Parque provincial de Coquihalla Canyon
- Parque provincial de Chilliwack Lake
- Parque provincial de Silver Lake
- Parque provincial de Nicolum River
- Parque provincial de Skihist
- Parque provincial des Bridal Veil Falls
- Parque provincial de Cultus Lake
- Parque provincial Área Protegida de Cathedral
- Área recreativa de las Cascadas
- Área recreativa de Coquihalla Summit
- Área protegida de Snowy

Bosques nacionales (con las áreas salvajes declaradas en su interior)  (EE. UU.)
- Bosque nacional de Wenatchee
  - área salvaje Alpine Lakes
  - área salvaje Glacier Peak
  - área salvaje Henry M. Jackson
  - área salvaje Lake Chelan Sawtooth
  - área salvaje Norse Peak
  - área salvaje William O. Douglas
  - área salvaje Goat Rocks
- Bosque nacionalel Mont Baker-Snoqualmie
  - área salvaje Alpine Lakes
  - área salvaje Boulder River
  - área salvaje Clearwater
  - área salvaje Glacier Peak
  - área salvaje Henry M. Jackson
  - área salvaje Mount Baker
  - área salvaje Noisy-Diobsud
  - área salvaje Norse Peak
  - área salvaje Wild Sky
- Bosque nacional Gifford Pinchot
  - Goat Rocks Wilderness
  - Área salvaje Tatoosh
  - área salvaje Mount Adams
  - área salvaje Indian Heaven
  - área salvaje Trapper Creek
  - área salvaje William O. Douglas Wilderness
  - área salvaje Glacier View
- Bosque nacional del Mont Hood
  - área salvaje Badger Creek
  - área salvaje Bull of the Woods
  - Área salvaje Mark O. Hatfield
  - área salvaje Mount Hood
  - área salvaje Salmon–Huckleberry
- Bosque nacional de Willamette
  - área salvaje Opal Creek
  - área salvaje Middle Santiam
  - área salvaje Menagerie
  - área salvaje Waldo Lake
- Bosque nacional de Deschutes
  - área salvaje Diamond Peak
  - área salvaje Mount Jefferson
  - área salvaje Mount Thielsen
  - área salvaje Mount Washington
  - área salvaje Three Sisters
- Bosque nacional de Umpqua
  - área salvaje Boulder Creek
- Bosque nacional de Rogue River
  - área salvaje Sky Lakes
  - área salvaje Rogue–Umpqua Divide Wilderness
- Bosque nacional de Winema
  - área salvaje Mountain Lakes
- Bosque nacional de Shasta-Trinity
  - área salvaje Mount Shasta
- Bosque nacional de Lassen
  - área salvaje Caribou
  - área salvaje Ishi
  - área salvaje Thousand Lakes

### Senderismo y montañismo

Mapa de los National Scenic Trails y los National Historic Trails que cruzan las montañas Cascade.

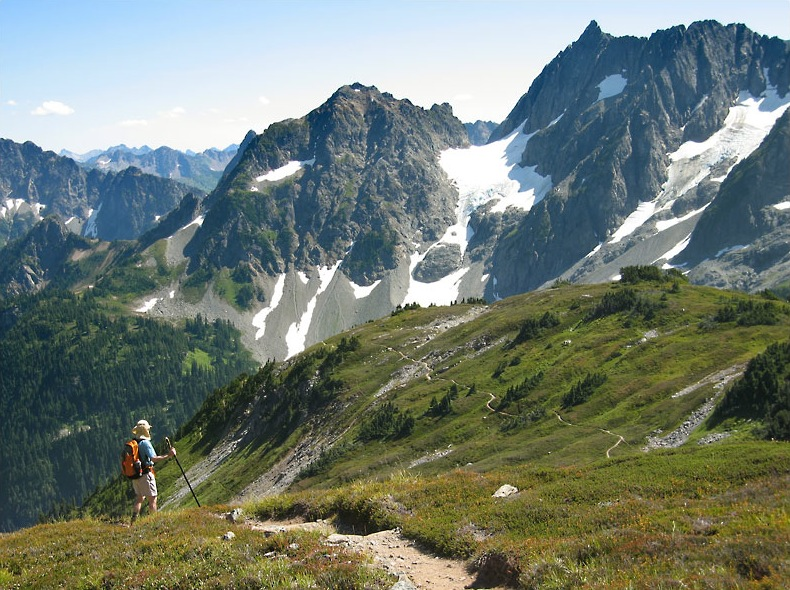
Vista sobre la Ptarmigan Traverse [Travesía de la Perdiz] desde la cresta dominante, por el norte, el paso de las Cascadaas.

La cordillera está atravesada por dos National Scenic Trails [Senderos Escénicos Nacionales] y tres National Historic Trails [Senderos Históricos Nacionales]. El Pacific Crest Trail se extiende de un extremo al otro de las Cascadas, siguiendo aproximadamente la divisoria hidrográfica. Se originó a partir de la fusión en los años 1960 del Cascade Crest Trail, en el estado de Washington, del Oregon Skyline Trail, que llevaba desde el monte Hood hasta el lago del Cráter y del Lava Crest Trail, en el norte de California. El Pacific Northwest Trail conecta las Montañas Rocosas con las montañas Olímpicas a lo largo de la frontera entre Canadá y Estados Unidos y cruza las crestas cerca del monte Baker. Los tres senderos históricos son el Oregon Trail, el Lewis and Clark Trail y la ruta de California. Además de los senderos de larga distancia, el Wonderland Trail que rodea el monte Rainier es particularmente notable por sus 152 km de longitud. Del mismo modo, el Timberline Trail viaja alrededor del monte Hood en un recorrido de 65 km La Ptarmigan Traverse [Travesía de la Perdiz] se extiende sobre una distancia de 56 km. Otros innumerables itinerarios cruzan la cadena uniendo sus cumbres o atravesando sus valles. Algunos itinerarios se pueden realizar en esquí de fondo, preferiblemente en marzo y abril, o en bicicleta de montaña.
La práctica del alpinismo en las High Cascades se ve obstaculizada por la inaccesibilidad de la mayoría de los grandes picos y por la inestabilidad de la roca volcánica que requiere de mayores esfuerzos donde no está cubierta de hielo. Sin embargo, hay una gran cantidad de vías en las cimas de la cadena, algunas de las cuales requieren el dominio de las técnicas de escalada.

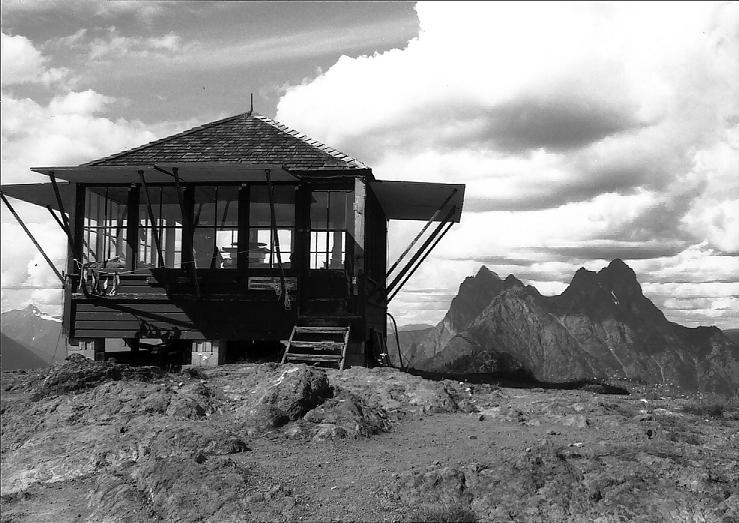
Vista del mirador del pico Desolation con la montaña Hozomeen en el fondo.

Numerosas asociaciones alpinas permiten descubrir las montañas de las Cascadas a pie. Entre ellas figuran el Club Alpino de Canadá (Canmore), la Boeing Employees Alpine Society (Seattle), el British Columbia Mountaineering Club (Vancouver), The Cascadians (Yakima), el Intermountain Alpine Club (Richland), el Issaquah Alps Trails Club (Issaquah), The Mazamas (Portland), el Mount Baker Hiking Club (Bellingham), el Mount St. Helens Club (Longview), The Mountaineers (Seattle, con delegaciones en Bellingham, Everett, Olympia, Tacoma, Wenatchee), The Ptarmigans (Vancouver), el Seattle Mountain Rescue (Seattle), el Sierra Club de las CascadAs (Seattle), el Skagit Valley Alpine Club (Mount Vernon), los Spokane Mountaineers (Spokane), la Tacoma Mountain Rescue Unit (Tacoma), el Washington Alpine Club (Seattle). La mayoría de ellos publican sus propias revistas y mantienen algunos refugios.

### Deportes de invierno

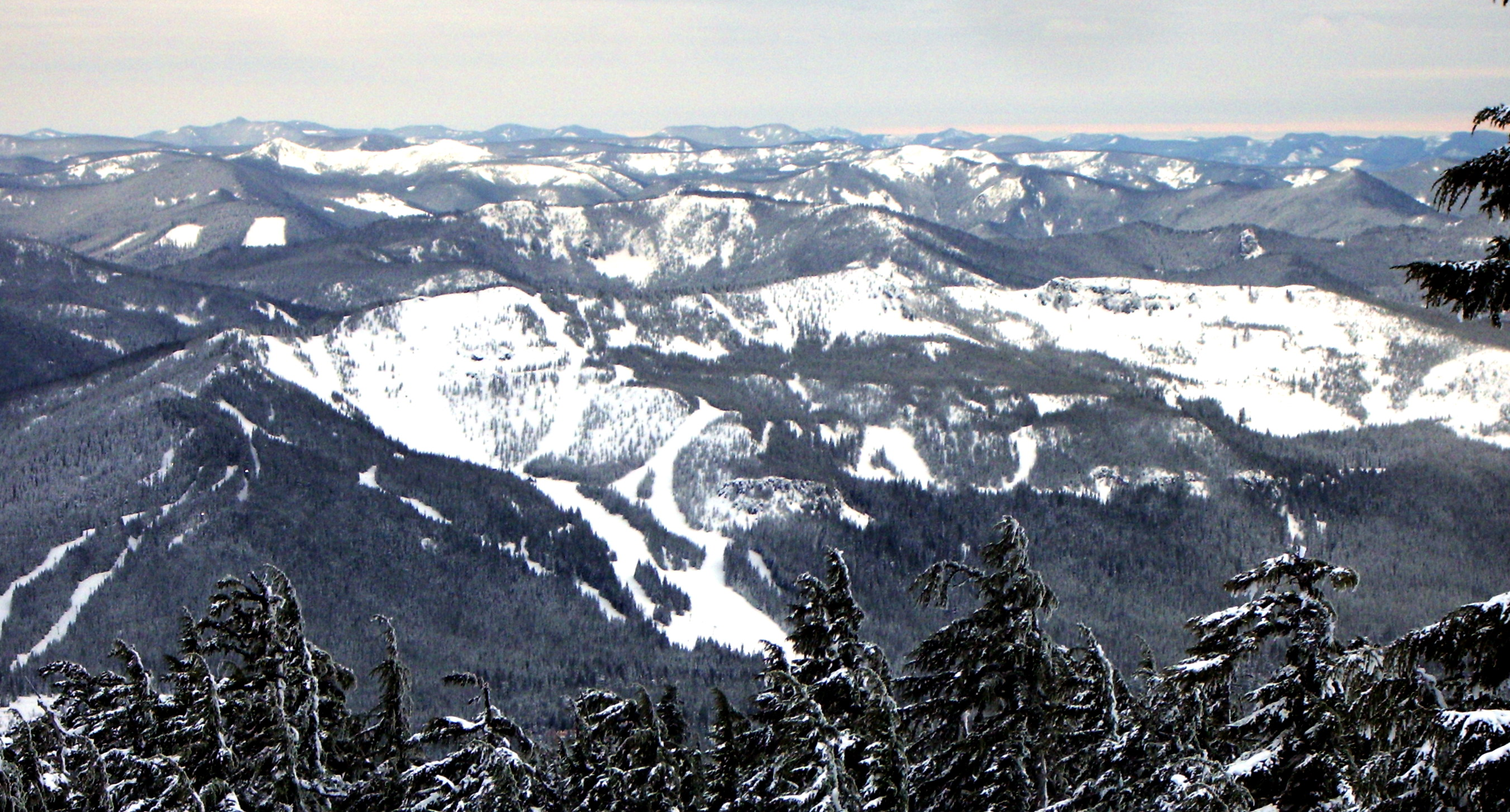
Vue sur la station de Ski Bowl depuis Timberline.

Las laderas volcánicas superiores, desprovistas de bosques, principalmente en las laderas orientales, proporcionan un terreno ideal para la apertura de pistas de esquí. Desde comienzos del siglo XX, las estaciones de Timberline, Mount Hood Meadows Ski Bowl, Cooper Spur, Snow Bunny y Summit en el monte Rainier forman uno de los dominios más grandes de los deportes de invierno en los Estados Unidos con 18,6 km². Las fuertes nevadas han hecho que el esquí de verano sea una especialidad del complejo Timberline. Otras estaciones importantes en la cadena son, de norte a sur: Manning Park, Stevens Pass, The Summit at Snoqualmie, Mission Ridge, Crystal Mountain, White Pass, Hoodoo Ski Bowl, Mount Bachelor, Willamette Pass, Mount Ashland y Mount Shasta Board & Ski Park.

## Cultura popular

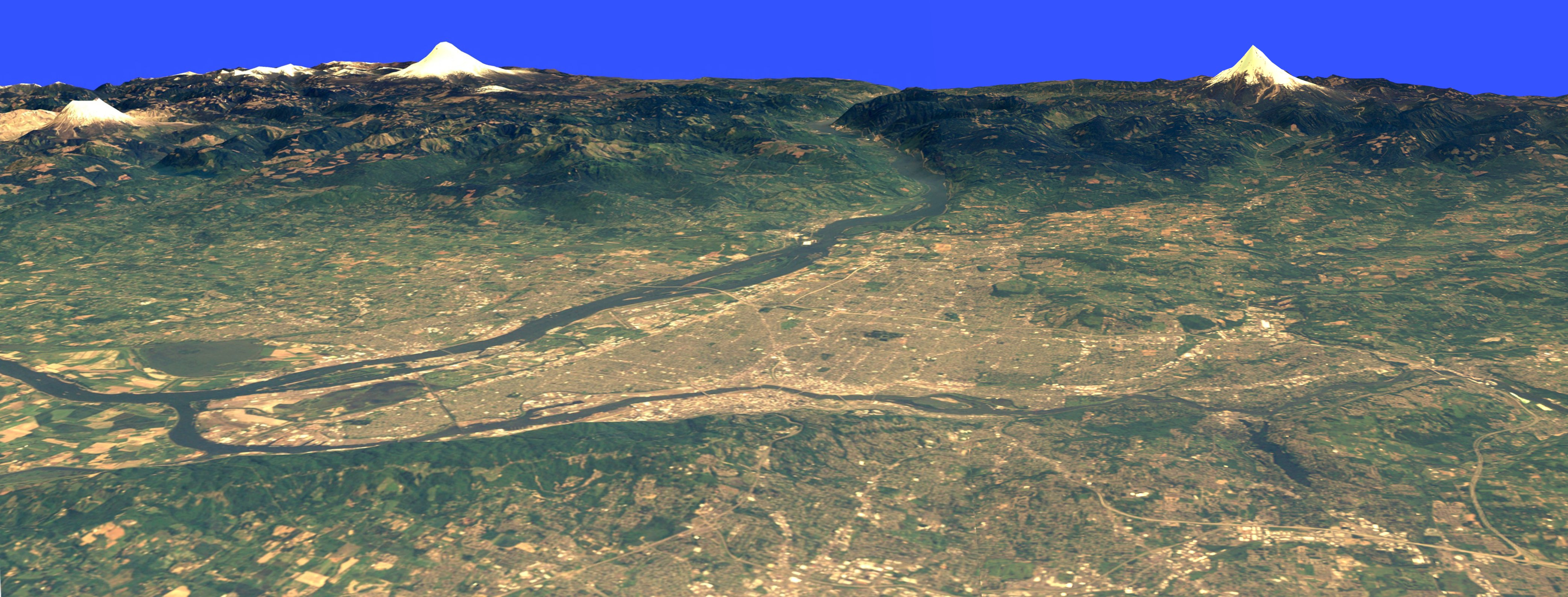
Imagen generada por computadora de Portland (primer plano) con el monte Adams (a izquierda) y el monte Hood (a derecha) uno frente al otro, separados por la garganta del Columbia; el monte Saint Helens está en el extremo izquierdo.

La divisoria de aguas formada por las crestas de la cordillera de las Cascadas constituye, junto con la separación geográfica entre los grupos lingüísticos de los salish del interior y los salish de la costa, respectivamente, el límite entre el dominio del Coyote y el de los Transformadores y de los Espíritus de la costa.
Muchos mitos y leyendas de origen amerindio rodean las Cascadas y sus volcanes. Según algunos relatos, los montes Baker, Jefferson y Shasta sirvieron como refugios en el curso de una gran inundación.
Entre las leyendas basadas en el Puente de los Dioses —un deslizamiento de terreno cuya datación es incierta— la más famosa es la de los klickitat. Cuenta que Tyhee Saghalie, el líder de todos los dioses, y sus dos hijos Pahto (también llamado Klickitat) y Wy'east viajaron hasta la región del río Columbia provenientes desde el norte en busca de un lugar para vivir. Maravillados por la belleza del paisaje, los niños se peleaban por el lugar. Para resolver la disputa, el padre disparó dos flechas con su poderoso arco: una hacia el norte y otra hacia el sur; Pahto siguió la primera mientras que Wy'east seguía la segunda. Tyhee Saghalie construyó entonces el Tanmahawis («Puente de los Dioses») para que su familia pudiera verse más fácilmente. Cuando los dos hijos se enamoraron de la misma mujer, Loowit, ella no pudo elegir entre ellos. Los hijos lucharon para obtener su corazón, destruyendo a golpes de fuego y piedras los bosques y pueblos donde tuvo lugar elcombate. Toda el área fue destruida y la tierra se sacudió con tanta fuerza que el puente cayó sobre el río Columbia. Para castigarlos, Tyhee Saghalie los convirtió en grandes montañas: Wy'east se convirtió en el volcán monte Hood, con la cabeza elevada en señal de orgullo, y Pahto en el volcán monte Adams, con la cabeza inclinada hacia su amor perdido. Loowit fue transformada en el monte Saint Helens, entonces de apariencia graciosa, conocido por los klickitats con el nombre de Louwala-Clough, que significa «montaña humeante», mientras que los sahaptinos lo conocen como monte Loowit.
Un mito de la tribu lummi dice que la encarnación femenina del monte Baker estuvo antes casada con la encarnación masculina del monte Rainier y que vivía en su vecindad cercana. Luego, debido a una discusión, ella se levantó y se fue hacia el norte, a su posición actual. En lengua lushootseed, el monte Rainier se llama Tahoma. Albergaría grandes grutas escondidas en el interior de las cuales vivirían gigantes dormidos y donde se realizarían apariciones fantásticas y otros milagros.
El monte Shasta es conocido por sus muchas criaturas supuestamente fantásticas, culto desarrollado por el movimiento de la New Age: lemurianos, extraterrestres, elfos, Sasquatch, etc.